# Église Saint-Nicolas-des-Champs
Pour les articles homonymes, voir Église Saint-Nicolas.
L'église Saint-Nicolas-des-Champs, de culte catholique de Paris. Elle est essentiellement de style gothique flamboyant mais sa construction s'est déroulée en cinq étapes pendant deux cents ans, de 1420 à 1620.
Elle fait l’objet d’un classement au titre des monuments historiques depuis le 10 février 1887.

## Situation et accès
Située rue Saint-Martin dans le 3e arrondissement, l'église est desservie par les stations de métro Réaumur - Sébastopol et Arts et Métiers.

## Œuvres remarquables
Plus de soixante-dix objets (tableaux, sculptures, peintures murales, cloches…) ont été classés monuments historiques, la grande majorité dès 1905 au moment de la loi de séparation des Églises et de l'État. C'est le service de la Conservation des œuvres d'art religieuses et civiles de la Ville de Paris (COARC) - qui veille sur eux (par exemple, restauration des peintures murales des chapelles en 2011 ou du flanc sud en 2021, avec le DECH). Cinq d'entre eux sont exemplaires :

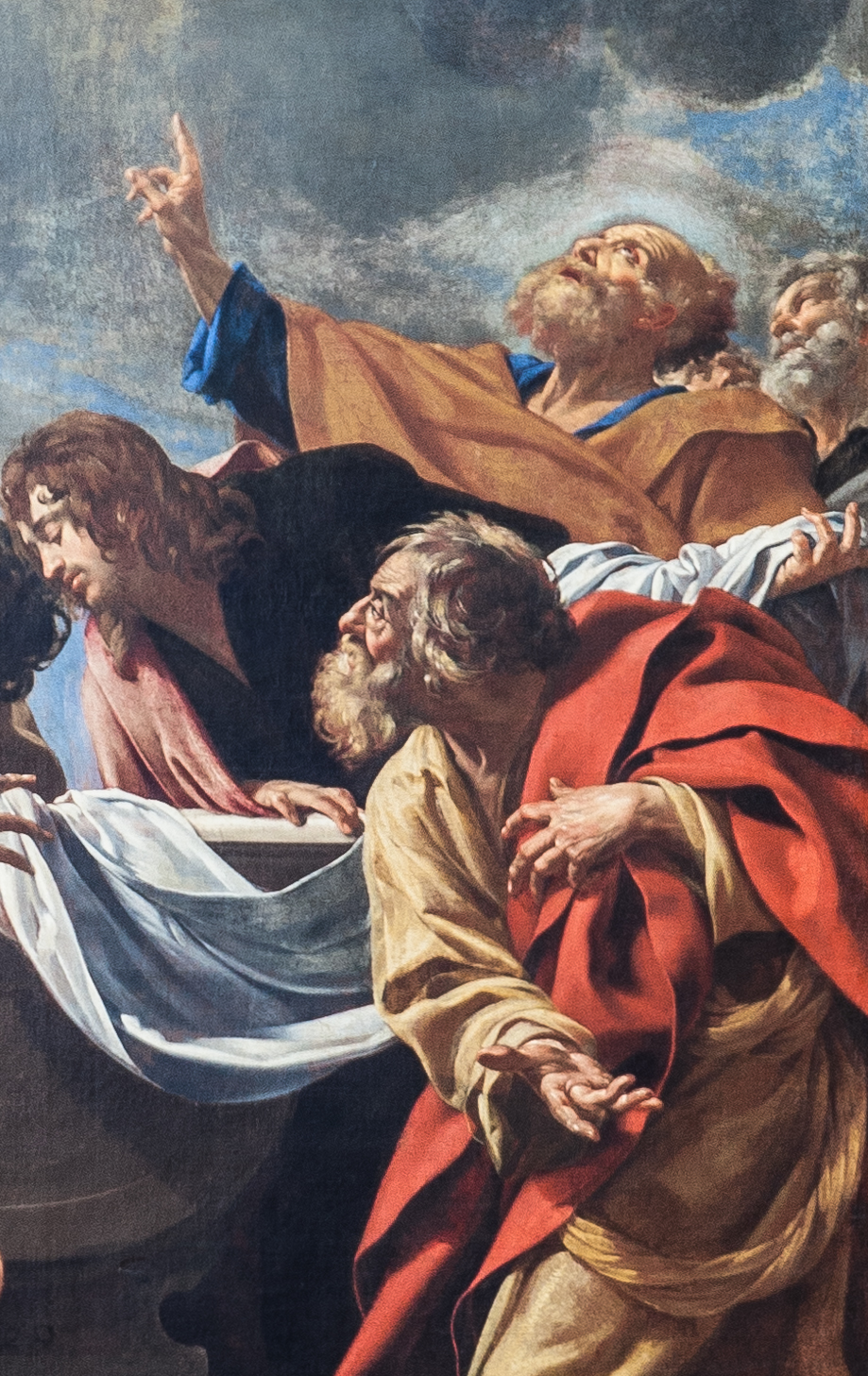
Assomption par Simon Vouet, 1629 (détail).

- le portail sud, daté 1581, constitue l'un des plus beaux exemples d'architecture religieuse parisienne de la Renaissance. Malgré l'amputation de sa statuaire à la Révolution, il se distingue par la riche ornementation de sa sculpture sur pierre et sur bois ;

- la Vierge de la famille de Vic, retable peint entre 1618 et 1621 par Frans Pourbus le Jeune (déambulatoire sud, chapelle no 23) ;
- Notre-Dame de Pitié, retable peint par Georges Lallemant en 1620-1622 pour la chapelle axiale de la Vierge (déambulatoire nord, chapelle no 15) ;
- l'unique maître-autel monumental du XVIIe siècle encore en place dans une église parisienne. Il s'élève à 12 m de hauteur. L'architecte en serait Clément Métezeau[4]. Son retable, signé par Simon Vouet et daté de 1629 sur une marche au-dessous du sarcophage, représente représente l'Assomption de la Vierge. Il est complété de quatre anges en stuc sculptés par Jacques Sarrazin ;
- la voûte de la chapelle dédiée jadis au Saint-Sépulcre, peinte vers 1645-1650 par Michel I Corneille (déambulatoire sud, chapelle no 21).

## Historique

### Création de la paroisse dans les champs et première église (XIe-XIIe–XIIIesiècles)
Au XIe siècle, vers 1079, le nouveau monastère de Saint-Martin-des-Champs devient prieuré de Cluny et présente le titulaire de la cure à l'investiture canonique de l'évêque de Paris. Le curé du bourg Saint-Nicolas vient prendre ainsi rang à la suite des onze prêtres-cardinaux qui existaient déjà, dont plusieurs dans l'orbite de la douzaine d'abbayes fondées dans la proche campagne.

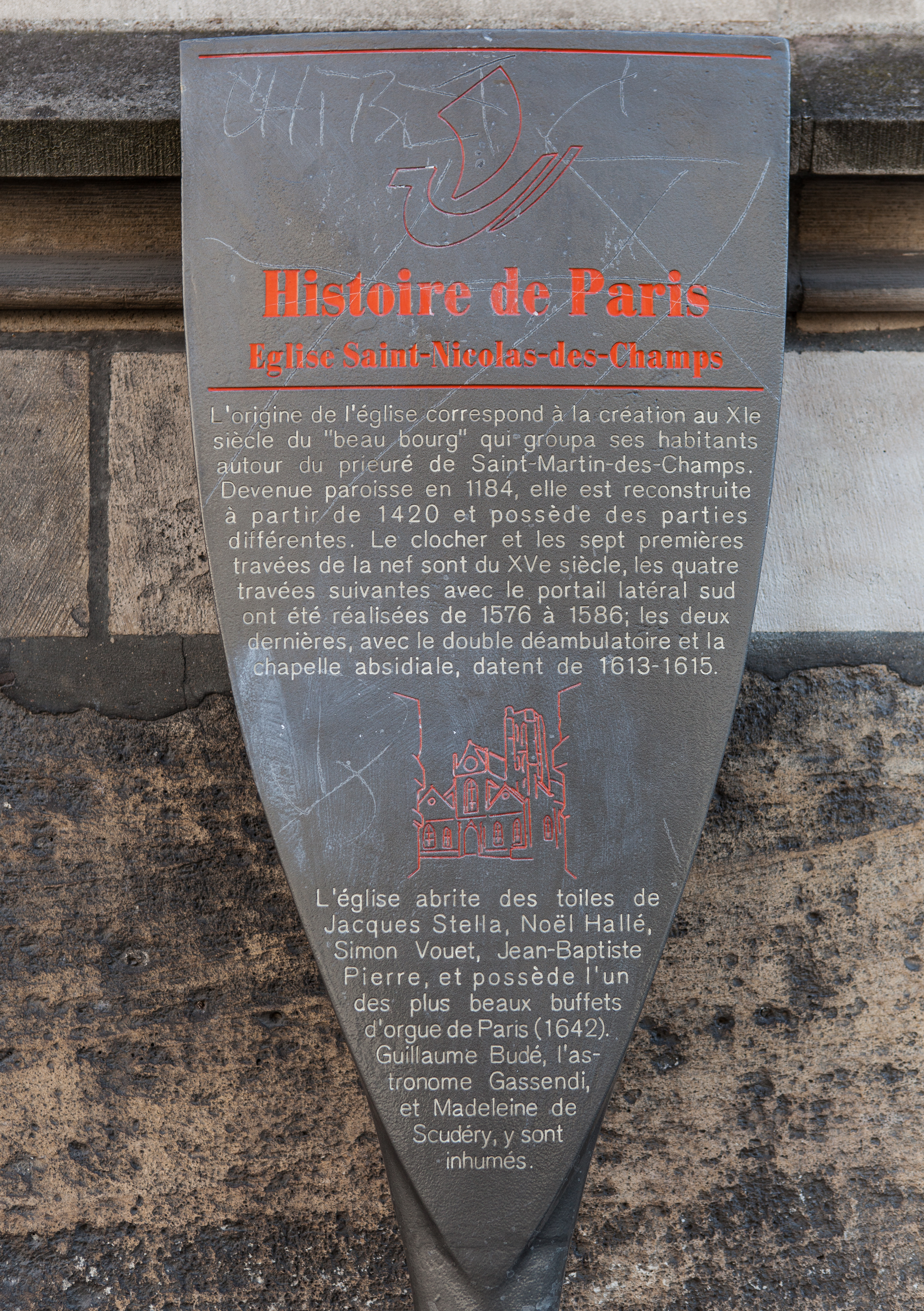
Panneau Histoire de Paris.

Quant au choix de saint Nicolas comme patron de cet oratoire, il convient de noter que le culte de celui-ci connut un grand essor dans toute la chrétienté, à partir de la fin du XIe siècle, avec un grand nombre de léproseries et d'hôpitaux placés sous sa protection. Or, selon la tradition, l'abbaye consacrée à saint Martin avait été fondée sur le lieu du miracle de la guérison d'un lépreux, au moment où l' évêque de Tours était sur le point d'entrer à Paris. Quant au double patronage, affiché encore au XVIe siècle, des deux saints Jean-l'Evangéliste et Nicolas, l'abbé Pascal, en 1841, le justifiait ainsi : le pieux Robert [roi de 1996 à 1031] aurait bâti une nouvelle chapelle sous l'invocation de saint Nicolas, sur les ruines de l'oratoire de saint Jean [l'Évangéliste] saccagé par les dévastateurs de la première abbaye de Saint-Martin-des-Champs.

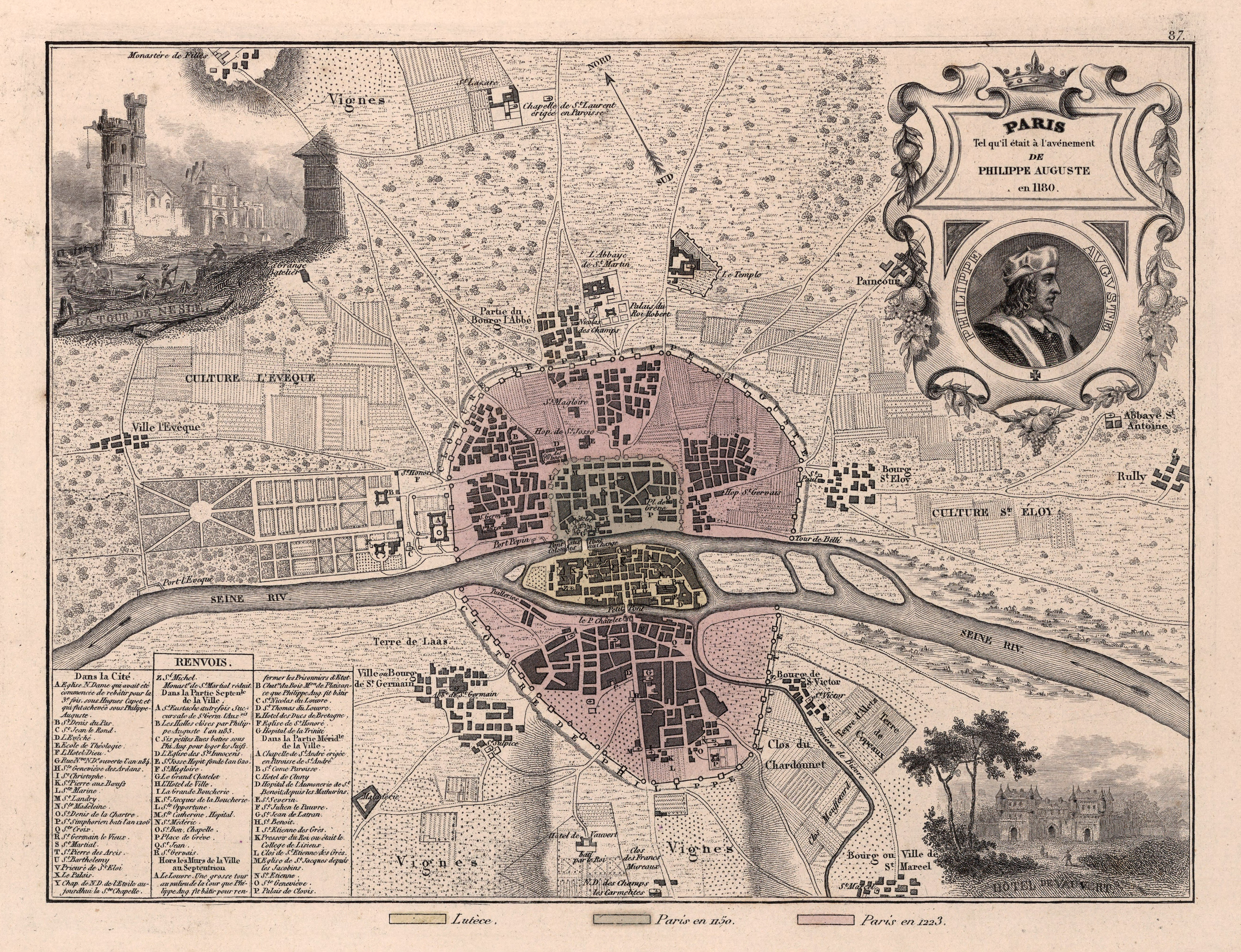
Fin du XIIe siècle (reconstitution).

Au XIIe siècle, dans une bulle de 1119 du pape Calixte II, il est question d'une « capella Sancti-Nicholai prope monasterium Sancti-Martini ». Au même moment, le roi Louis VI fait allusion à une poussée du peuplement sur ce territoire en direction de Saint-Denis. Le monastère est un centre d'attraction, les seigneurs religieux font fleurir le désert marécageux, la ville est à l'âge agricole et les marchands sont nomades. En outre, la célèbre foire du Lendit, avec sa procession des Reliques (entre Saint-Denis et Paris) accentue cette croissance. La chapelle de Saint-Nicolas ouvre ses portes à toute cette population agglomérée qui ne compte pas plus de 1 000 habitants. Les serviteurs du prieuré surtout la fréquentent, car, si l'on en croit un religieux de ce temps, quelque peu pessimiste, les habitants « sont plus prompts à l'appel du diable qu’à celui de Dieu ; ils s'empressent auprès des chanteurs de geste tandis que si Dieu les appelle aux offices, ils se sauvent… ». Ainsi que l’attestent des bulles d' Innocent II (1142), d' Eugène III (1147), et de Luce III (1184), c’est le prieur de Saint-Martin qui confie la charge pastorale à un prêtre, avec le titre de Presbyter Ecclesiæ Sancti Nicolai, car le prieuré est toujours propriétaire de la chapelle. Le prêtre délégué voit son territoire s'agrandir, car des « bourgs » s'organisent : le Bourg-l'Abbé, rattaché à l'abbaye Saint-Magloire ; le Beau-Bourg, dérivé de Saint-Martin-des-Champs… Un maire, agent d'ordre agricole (rue Au Maire, dès le siècle suivant) est désigné par le prieur pour diriger au civil ces îlots construits. Aux serfs vont se joindre les « hôtes » qui feront du sol cultivé un sol bâti, et les « bourgeois » (ceux du bourg) dont le nombre va gonfler le volume de la population.
Au XIIIe siècle, l'église est toujours « extra-muros », c'est-à-dire au-delà de l'enceinte de Philippe Auguste (édifiée de 1190 à 1209). De son bâtiment d'alors subsiste, dans les combles des bas-côtés sud d'aujourd'hui, un mur orné d'un débris de corniche et d'une série de crochets sculptés. Le cimetière que la paroisse possédait dans la cour des moines étant devenu insuffisant, en raison de l'accroissement de la population, un nouveau cimetière est créé, à quelques rues de distance, en 1221-1231.

### Incorporation de la paroisse à Paris et reconstruction de l'église (XIVe-XVe-débutXVIesiècles)

Fin du XIVe siècle (reconstitution).

Au XIVe siècle, l'église devient parisienne, enclose dans les murs élevés par Étienne Marcel de 1356 à 1358 (enceinte de Charles V). À l’abri des hautes murailles et des vingt et une tours du prieuré — dont l’une peut se voir encore au coin de la rue du Vertbois, qui était alors un… bois de chênes —, elle s'élève modestement au milieu des marais, des vignes et des plâtrières, des cultures striées de fossés de drainage, des champs coupés d’étroits sentiers. Ici et là se profilent quelques manoirs, des maisons et des granges. Le clocher est sans doute construit pendant ce siècle, hors-œuvre. La charpente de la nef d'alors a également été conservée (l'analyse dendrochronologique la date de 1321-1355), ainsi que certaines maçonneries, peut-être.

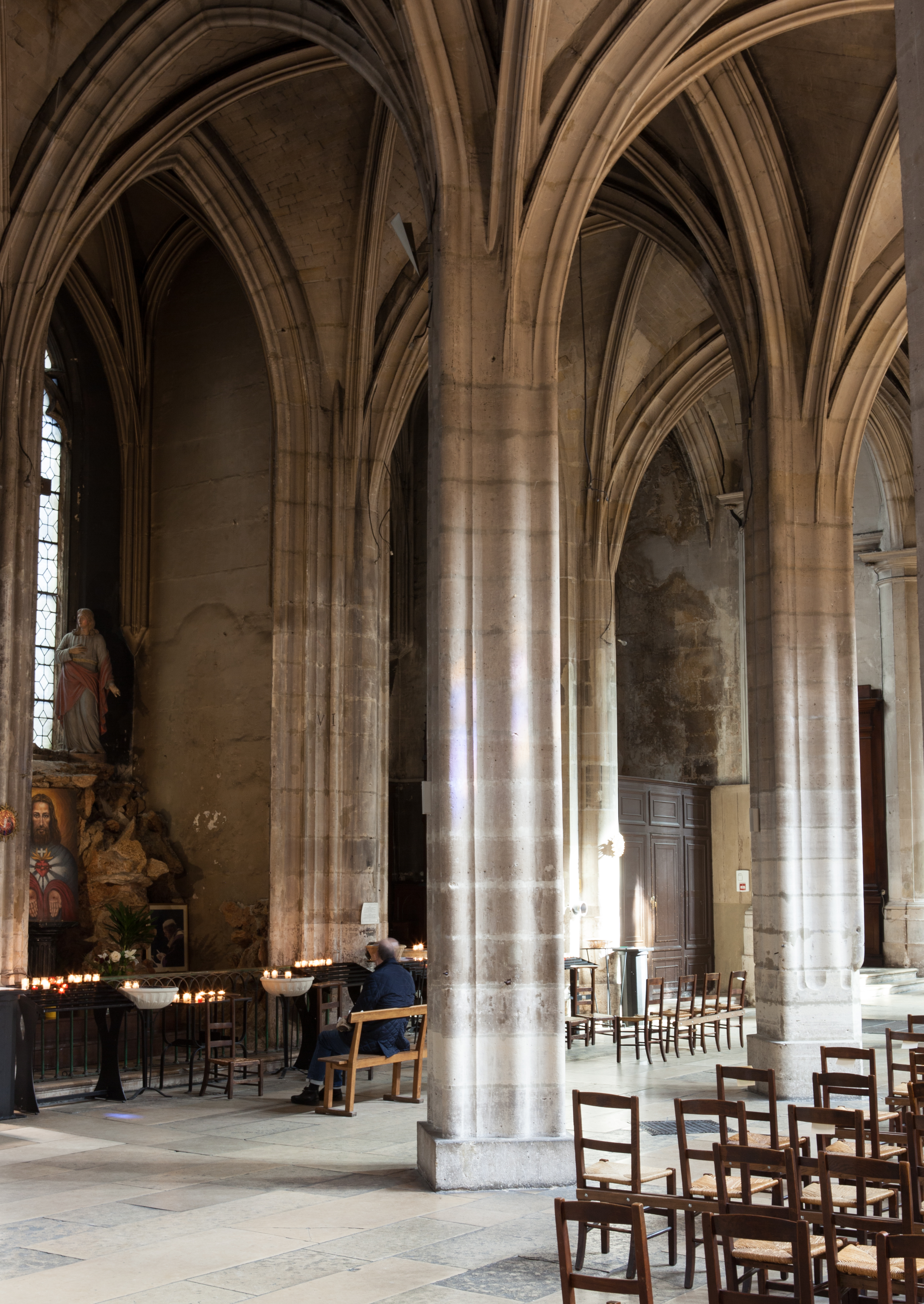
Piliers du bas-côté nord.

À l'aube du XVe siècle, la guerre de Cent Ans a semé partout les ruines et les deuils, mais, en 1421, sous l'occupation de Paris par les Anglais (de 1420 à 1436), et peut-être grâce à celle-ci (il se serait agi de gagner le clergé à leur cause), est peut-être posée la première pierre de l'édifice que nous avons encore sous les yeux : une nef de sept travées, avec un bas-côté et une rangée de chapelles. Cette première étape s'étend longuement de 1421 à 1488, mais la chronologie n' a rien d'assuré. Or, "que le vaisseau central remonte au premier tiers ou aux dernières années du XVe siècle importe considérablement. Dans le premier cas, cela en ferait un des premiers exemples du flamboyant parisien, […], dans le second cas, ce ne serait qu'un chantier de plus […] sans aucune audace". La réalisation de l'édifice revêt peut-être un caractère collectif (trois tailleurs de pierres ou maîtres-maçons sont cités en 1482 : Jean Vauchelet, Guillaume Hardy, Étienne Viguier).
En 1490, « attendu l'accroissement du peuple », on décide d'agrandir l'église en élevant un second bas-côté et en reculant les chapelles déjà existantes (deuxième étape, 1490-1501).
Dans la première moitié du XVIe siècle, l’anonymat du constructeur fait place pour la première fois à la mention du « maistre maçon tailleur de pierres » : Jean de Froncières. Il est de la paroisse comme son père, qui œuvra à Saint-Étienne-du-Mont. En 1541, il est chargé d'achever ou de reprendre plusieurs voûtes et piliers dans le vaisseau central et dans les collatéraux nord (troisième étape, 1541-1546). Peut-être est-il l'auteur du plan général de l'édifice qui sera suivi pendant trois quarts de siècle : à l'inspiration du plan de Notre-Dame, collatéraux et déambulatoire doubles, inscription des chapelles latérales dans un mur continu, etc.
De 1546 à 1564, on dote les nouvelles fenêtres de vitraux sur le thème de la vie du Christ, voulus aussi beaux que ceux tout neufs d'une chapelle de l'église du Temple, et l'on fait réaliser une tenture de quatorze pièces de tapisserie consacrée à la vie de Saint Nicolas.

### Agrandissements de l'église (finXVIe-XVIIe–XVIIIesiècles)
Dans la seconde moitié du XVIe siècle, constatant en 1567 que « le divin service est la plupart du temps interrompu au moyen du tumulte proceddant de la presse du peuple », une grande assemblée des paroissiens demande un nouvel agrandissement. En 1574, un arrêt du Parlement oblige les religieux de Saint-Nicolas à accorder « vingt toises de place en longueur sur vingt toises de largeur derrière le chevet ». En échange, la paroisse payait la somme importante de 7 000 livres tournois et prenait en charge la construction de la nouvelle geôle et d’une nouvelle porte pour le prieuré. Afin de réunir péniblement l'argent nécessaire, il fallut vendre plusieurs maisons ainsi qu'une moitié du cimetière et constituer ou transférer des rentes.
En 1575, après mûre réflexion, on choisit de ne pas faire de croisée - c'est-à-dire de transept - pour gagner du temps et de l'argent. Pendant cette quatrième étape, entre 1576 et 1586, avec comme maître maçon principal Guillaume Dumas, la nef est allongée de quatre travées avec double collatéraux et rangée de chapelles et le portail sud est élevé. La concession à de riches paroissiens des sept chapelles neuves aide également à faire face aux dépenses. Le presbytère est agrandi ou reconstruit de 1590 à 1597.

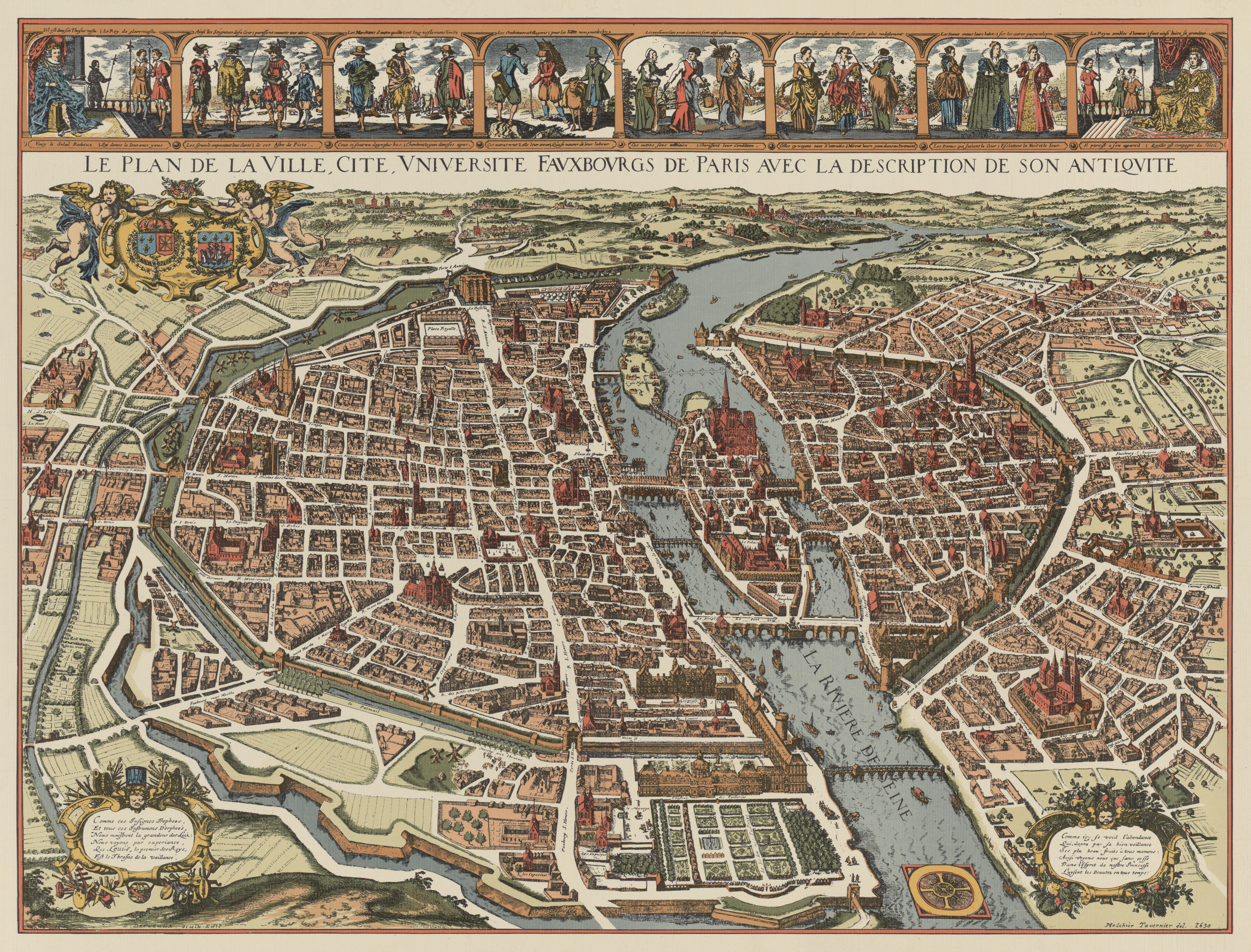
En 1615.

Au XVIIe siècle, cinquième et dernière étape, de 1613 à 1615. Une fois les troubles politiques apaisés et toujours grâce à l’aliénation d'immeubles de la fabrique, on peut construire les deux dernières travées de la nef, le chœur, le double déambulatoire et les douze chapelles rayonnantes ; la concession de celles-ci, dès janvier 1616, pour 1 200 livres tournois chacune, permet d'achever de payer les ouvriers. Une chapelle centrale surmontée d’une forme de lanterne et coiffée d'un dôme est édifiée « derrière la coquille ». Ce sont les maîtres-maçons Charles Benoist, Jehan Girard et Jehan Touchin qui œuvrent, selon le « plan et dessein » de 1575. Le bâtiment est enfin achevé.
Au XVIIIe siècle, les goûts ayant changé, on supprime le jubé et les vitraux de couleur, les colonnes du chœur sont cannelées et on aménage une nouvelle chapelle derrière le maître-autel. La Révolution ferme l'église en 1793. En 1795, on pense y loger les voitures de la République mais on l'affecte finalement au culte théophilanthropique de l'Hymen ou de la Fidélité, puis au culte de la Fertilité.

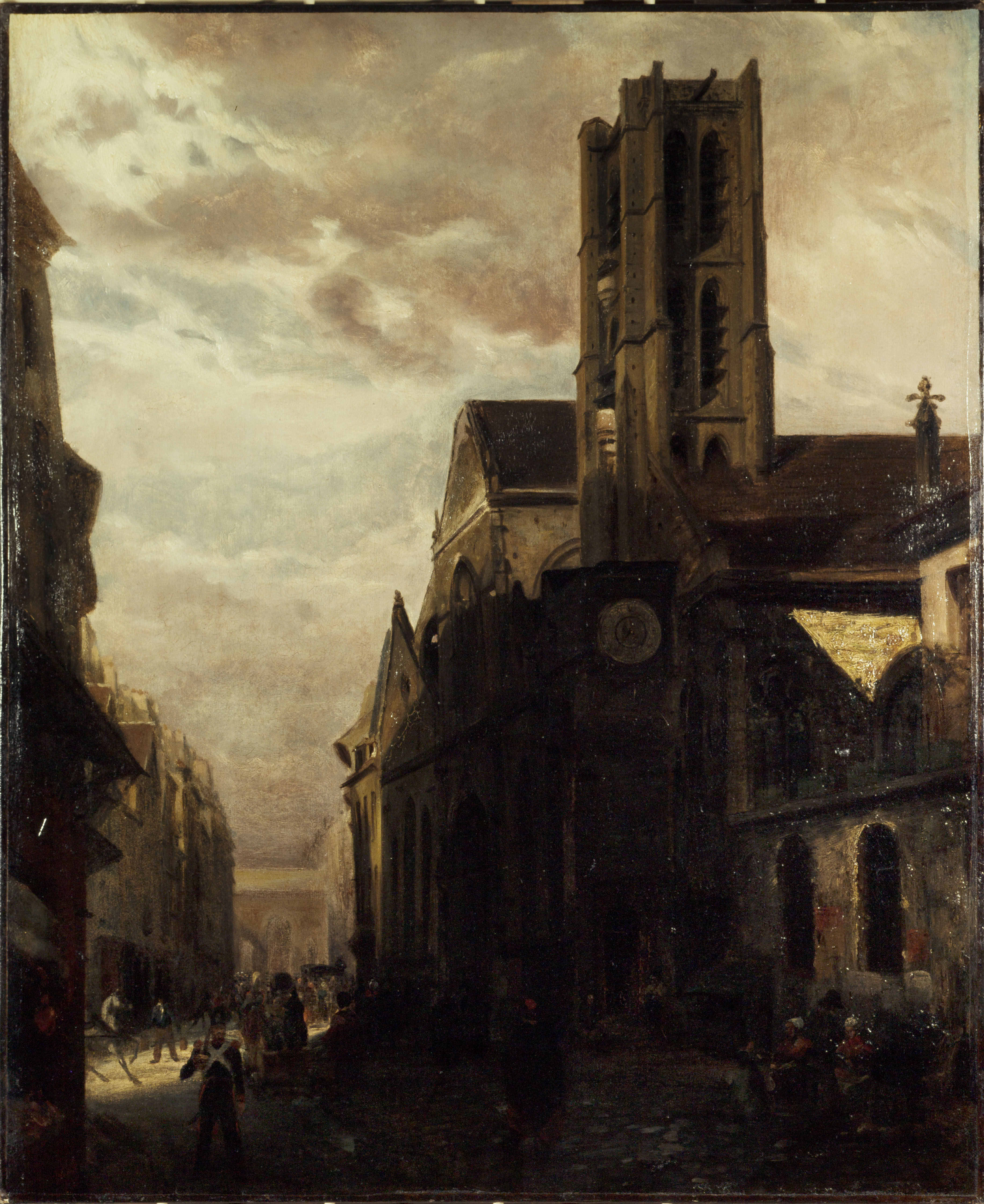
L'église de Saint-Nicolas-des-Champs. Anonyme (ca. 1830), musée Carnavalet, Paris.

### Restaurations (XIXeetXXIesiècles)
Au XIXe siècle, l'église est rendue au seul culte catholique dès 1802. Elle est restaurée à plusieurs reprises, notamment de 1823 à 1829, sous l'actif pastorat du curé Frasey et l'autorité du préfet de la Seine, le comte de Chabrol de Volvic. Les travaux visent principalement la façade occidentale et le réaménagement des chapelles. 

Le percement de la rue de Turbigo, déclaré d'utilité publique en 1858, et la création consécutive de la rue Cunin-Gridaine, légèrement plus au nord de l'ancienne rue au Maire, entraînent la démolition d'une partie du charnier et du presbytère mais dégagent la façade sud et le chevet de l'église, étouffée par les maisons voisines.

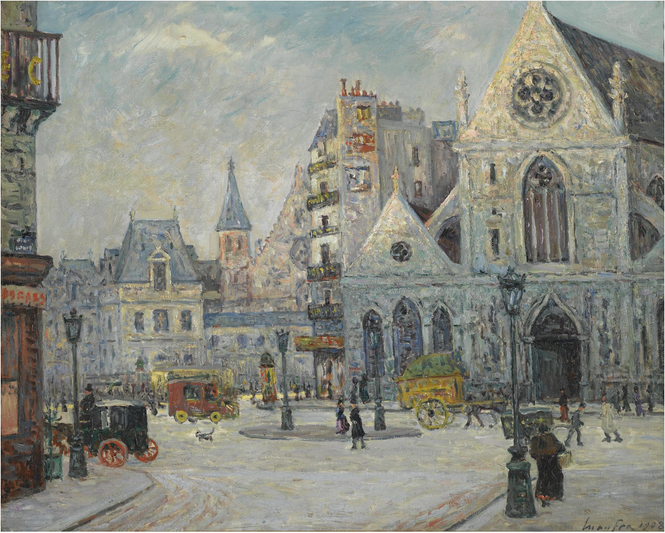
En 1908 (Maxime Maufra).

La démolition de la sacristie accolée aux dernières chapelles sud, qui datait de 1613-1617 (revestière comprenant ung petit cabinet suspendu pour aller aux aisences), sera beaucoup plus houleuse : par exemple, en 1884, des échauffourées ont lieu à l'intérieur de l'église malgré la concertation entre le curé Rivié et le préfet Poubelle. Cette démolition de la sacristie ne sera achevée que cinquante ans plus tard, vers 1906.
Aux XXe et XXIe siècles, on achève le décapage des peintures murales entrepris en 1861 et poursuivi en 1901, non sans les endommager.
On restaure les peintures murales en 1966 puis en 2011. En 2020-2021, le flanc sud fait l'objet d'un déplombage-nettoyage et on y restaure le décor des fenêtres de chapelles, l'ancien presbytère, le portail Renaissance et les vitraux,.

### Personnalités ayant marqué la paroisse
Le jour de la Pentecôte 1623, Louise de Marillac vécut, dans cette église, une effusion de l'Esprit » : « Je fus avertie que je devais demeurer avec mon mari et qu'un temps viendrait où je serais en état de faire vœu de pauvreté, chasteté et obéissance… » . Dix ans plus tard, elle fonde, avec Vincent de Paul, la congrégation des Filles de la Charité, qui sera installée à Saint-Laurent, leur paroisse.

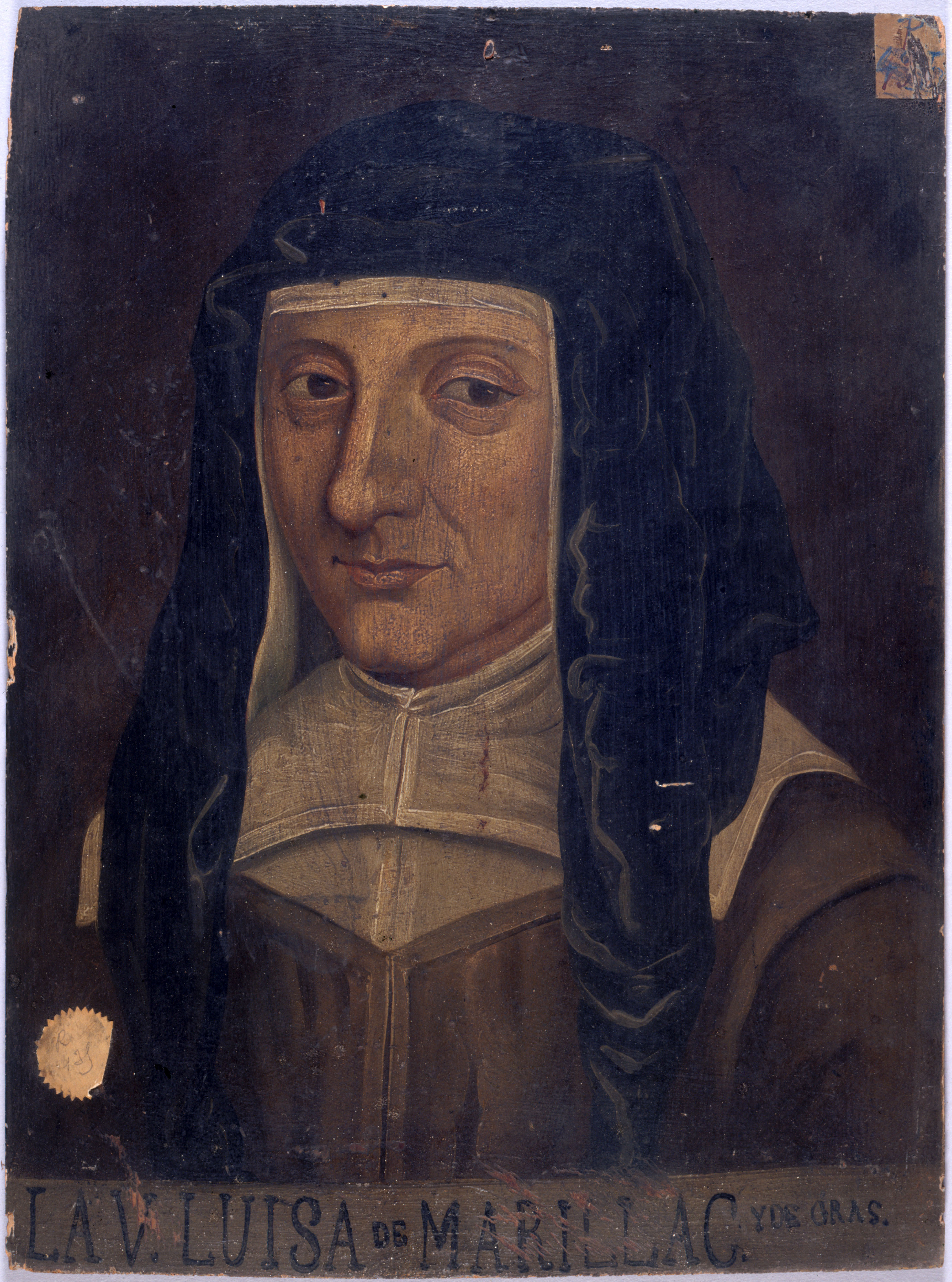
Portrait de sainte Louise de Marillac (v. 1660).
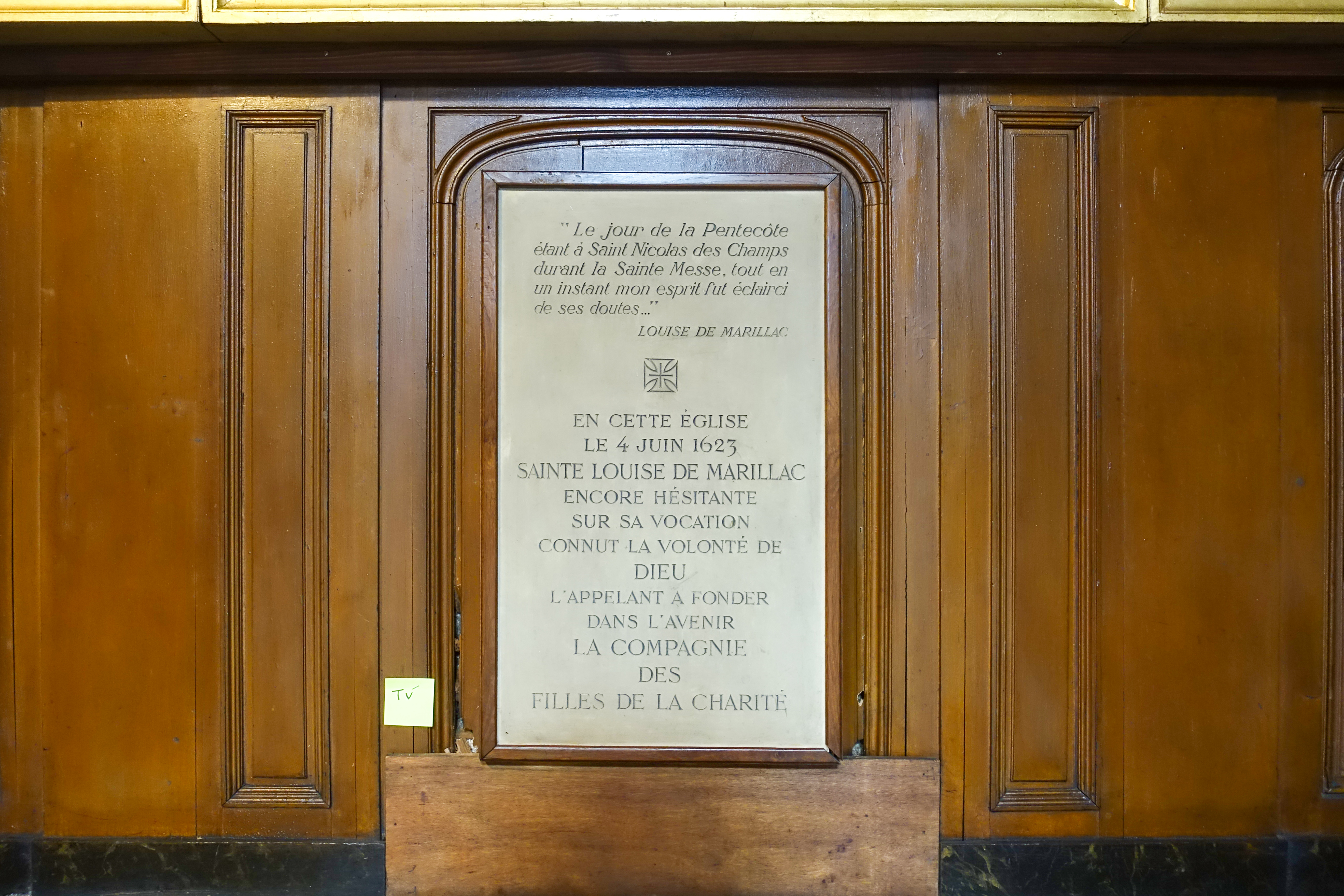
Annonce de l'appel de Dieu adressé à Louise de Marillac.
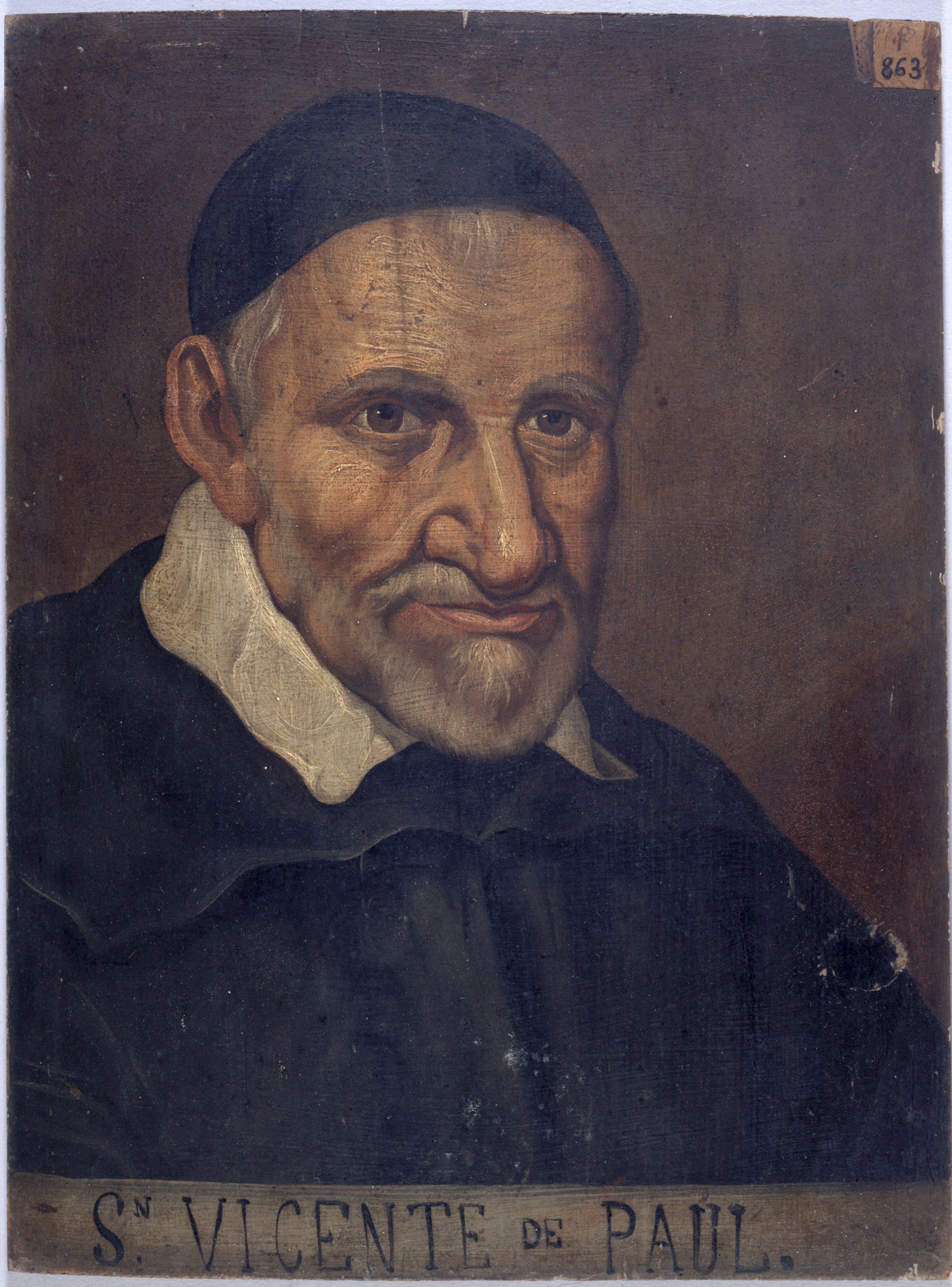
Portrait de saint Vincent de Paul (v. 1660).

#### Curés

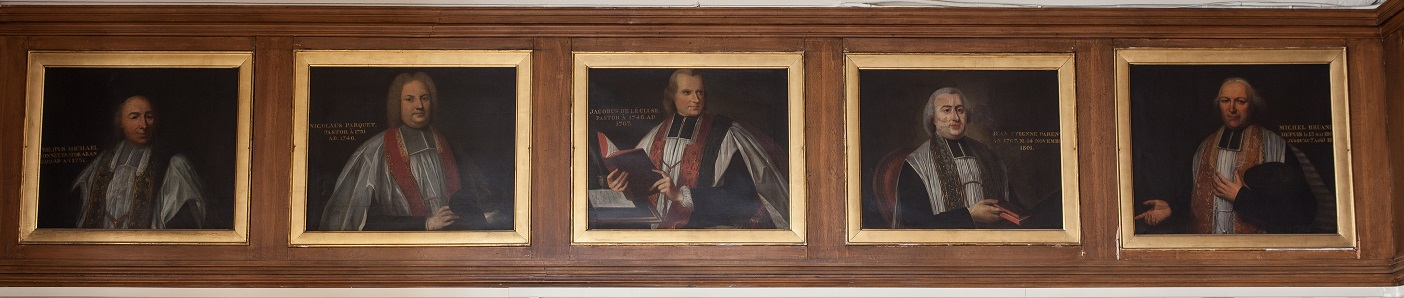
Cinq des dix-neuf curés.

La sacristie possède une série de dix-neuf portraits de ses curés de 1632 à 1983. Ils étaient insérés autrefois dans des boiseries sculptées qui décoraient le salon de l'ancien presbytère. Un projet est en cours pour mettre à jour cette collection unique. Le portrait de Claude Joly est un pastel de Robert Nanteuil d'après l'original perdu de 1673.

### XVIe siècle

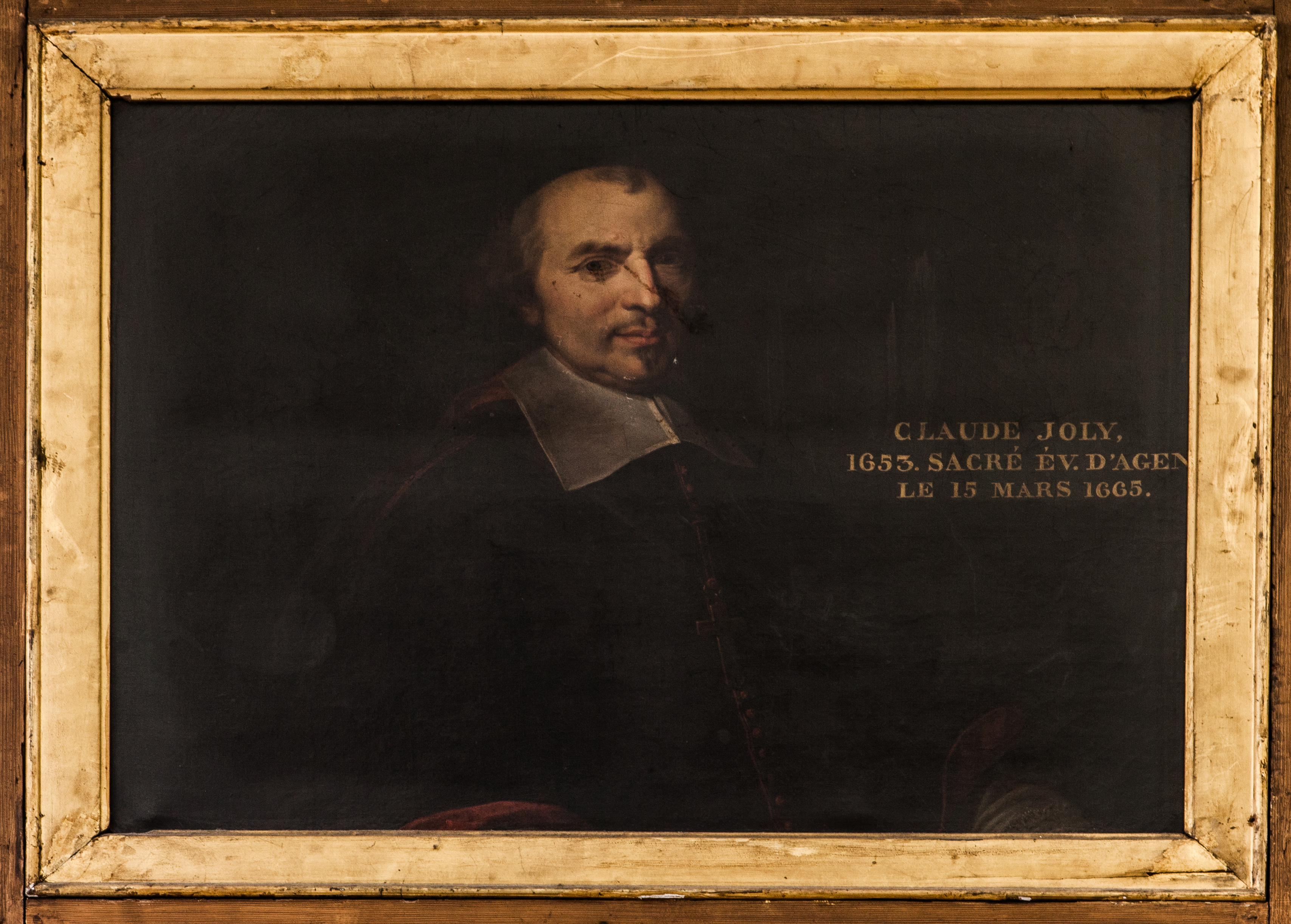
L'abbé Claude Joly.

### XIXe siècle

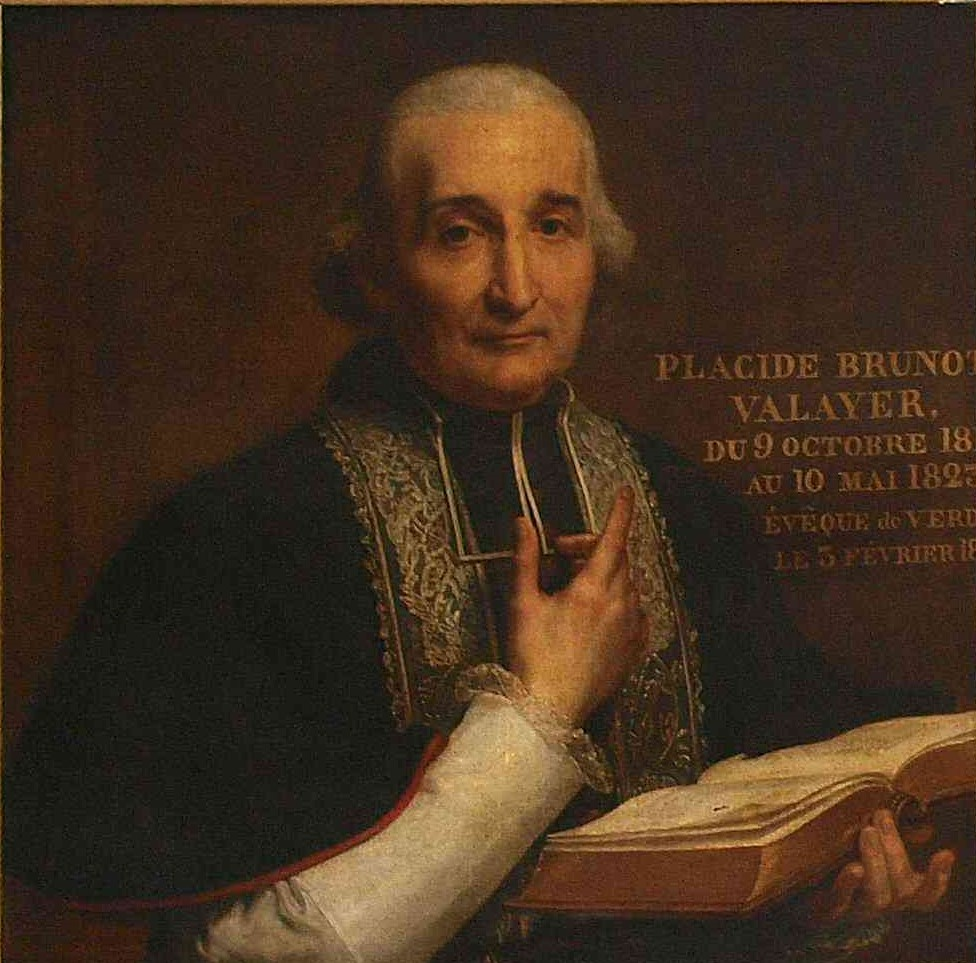
Pauline Auzou, Portrait de Placide-Bruno Valayer (1820).

#### Marguilliers
Sous l'Ancien régime, les membres du conseil de fabrique nommés marguilliers ont joué un rôle important dans l'histoire de la paroisse et la construction de l'église. Responsables, au nom de la communauté, des travaux et du décor, ils s'occupaient des chantiers décidés par l'assemblée des fidèles. Ils étaient les maîtres d'ouvrage quand les architectes (maîtres maçons) étaient les maîtres d'œuvre. Aux XVIe et XVIIe siècles, ils étaient élus pour des mandats le plus souvent de deux ans. C'était quasi-systématiquement des notables, généralement au nombre de quatre avec panachage entre deux nobles hommes (seigneurs et souvent magistrats) et deux honorables hommes (marchands et bourgeois de Paris).

#### Personnalités inhumées dans l'église
En plus des inhumations dans le cimetière Saint-Nicolas, à quelques rues de distance, les inhumations dans l'église même se firent longtemps directement dans des fosses sous son pavement, spécialement dans les chapelles privées - les trappes d'accès sont parfois encore visibles -. C'est seulement en 1734 qu'afin d’éviter la mauvaise odeur des fosses qui incommodent les paroissiens fut creusée une cave commune allant du portail jusqu'à la chaire. Aucun des tombeaux n'a survécu à la Révolution. Cependant des épitaphes ont été conservées ou regroupées, de façon assez exceptionnelle à Paris,. Saint-Nicolas-des-Champs est l'église parisienne où subsistent le plus grand nombre d'épitaphes. Dans l' Epitaphier du vieux Paris, Hélène Verlet en a retranscrit 170 (dont une très grande majorité du XVIIe siècle). Ont été inhumés dans l'église :
- en 1540, Guillaume Budé, humaniste de la Renaissance (et rénovateur de l'étude du grec en France), dont le testament comprend ces mots : « Je veux estre porté en terre de nuict et sans semonce »[35].
- en 1586, Louis Duret, l'un des plus célèbres humanistes et médecins de son temps, avec Ambroise Paré[36].
- en 1598, Louise de Budos, épouse du connétable Henri Ier de Montmorency[37].
- en 1605, Robert Marquelet, concierge et garde des meubles du Roi aux Tuileries, juré du Roi en maçonnerie, architecte, marguillier [38].
- en 1606, Jacques d'Amboise, médecin des rois Henri III et Henri IV.
- en 1614 puis en 1616, Louis 1er puis Nicolas Lerambert, sculpteurs.
- en 1616, François de Varoquier, ancien chancelier de la reine Catherine de Médicis.
- en 1623, Louis Lefèvre de Caumartin, président du Grand Conseil.
- en 1626, Théophile de Viau, poète plus estimable par ses poêsies que par ses mœurs[35].
- en 1638, Antoine de Loménie, secrétaire d'État sous Louis XIII.
- en 1649 : François Lefèvre, seigneur de Mormant, conseiller du Roi et trésorier de France.
- en 1655, Pierre Gassendi, célèbre philosophe, le grand rival de Descartes. Un monument de marbre blanc reçut sa dépouille, dans la chapelle de son ami Henri-Louis Habert de Montmor. Ce monument a été détruit en 1793[39].
- dans cette chapelle des Montmor, ont été inhumés aussi Jean Habert, en 1639, et sa femme Anne Hue en 1641; leur fils Henri-Louis Habert de Montmor, en 1679 (trois ans après son épouse Henriette-Marie de Buade). Si le frère de cette dernière, Louis de Buade de Frontenac repose dans l'église des Récollets de Québec, son cœur avait été rapporté en 1698 dans cette même sépulture. Reposait ici également Roger de Buade de Frontenac, abbé d'Aubazine[40].
- en 1665, André Le Fèvre d'Ormesson, dont le monument funéraire fut sculpté par Étienne Le Hongre.
- en 1667, Charles Poerson, peintre. Ses huit enfants furent baptisés à Saint-Nicolas.
- en 1676 et en 1692, les frères Henri et Adrien de Valois, historiographes.
- en 1679, Francisque Millet, peintre, et Pierre Hutinot, peintre.
- vers 1681, Jean Amelot, dont le monument funéraire fut sculpté par Étienne Le Hongre.
- en 1686, Louis Nublé, avocat, homme de bon sens et de vertu. Pélisson, Ménage et Mlle de Scudéry ont fait en commun les frais de son tombeau[41].
- en 1688, Louis 1er de Rochechouart, duc de Mortemart, général des galères en survivance de la charge paternelle, suivi en 1709 par sa mère Antoinette-Louise de Mesmes, impliquée dans l'Affaire des poisons (1679-1682).
- en 1700, Arnaud II de Labriffe, magistrat; Laurent Magnier, sculpteur et qui avait sculpté lui-même son monument funéraire, dix ans plus tôt.
- en 1701, Madeleine de Scudéry, romancière, la célèbre précieuse de l'hôtel de Rambouillet.
- en 1736, Étienne Allegrain, peintre et graveur.
- en 1742, Jean-Louis Thiroux de Lailly, fermier des Postes.
- en 1790, François-Henri Clicquot, facteur d'orgue.

Chaque année, le 2 novembre, les anciennes tombes sont bénites avant la grand'messe.

## Description

### Extérieur
Enchâssée derrière de nombreux immeubles, l'église est peu mise en valeur et n’attire pas l’œil du passant aussi bien de la rue Réaumur que de la rue de Turbigo. Sa taille est toutefois importante avec ses 90 m de long (une des plus longues de Paris), ses 36 m de large et son clocher qui s'élève à 32 m.

#### La façade ouest, rue Saint-Martin, et son portail (XVeetXIXesiècles)

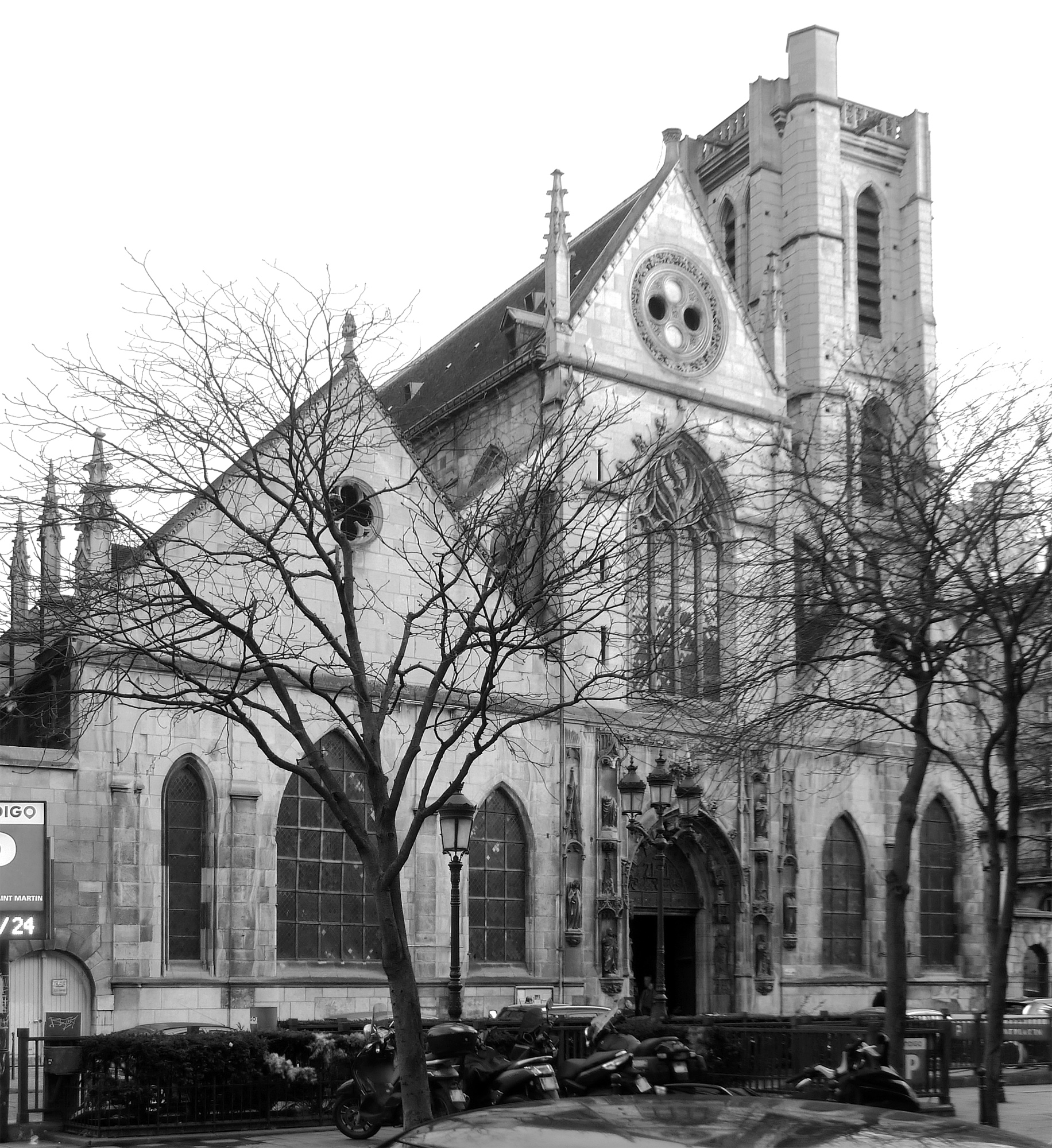
En 2015.

Comme à Saint-Étienne-du-Mont, la façade occidentale apparaît oblique par rapport à l'axe de l'église (il fallut la mettre dans l'alignement de la rue Saint-Martin). Dans cette façade, les pignons inégaux sont percés d'oculi et reliés entre eux par des arcs-boutants.

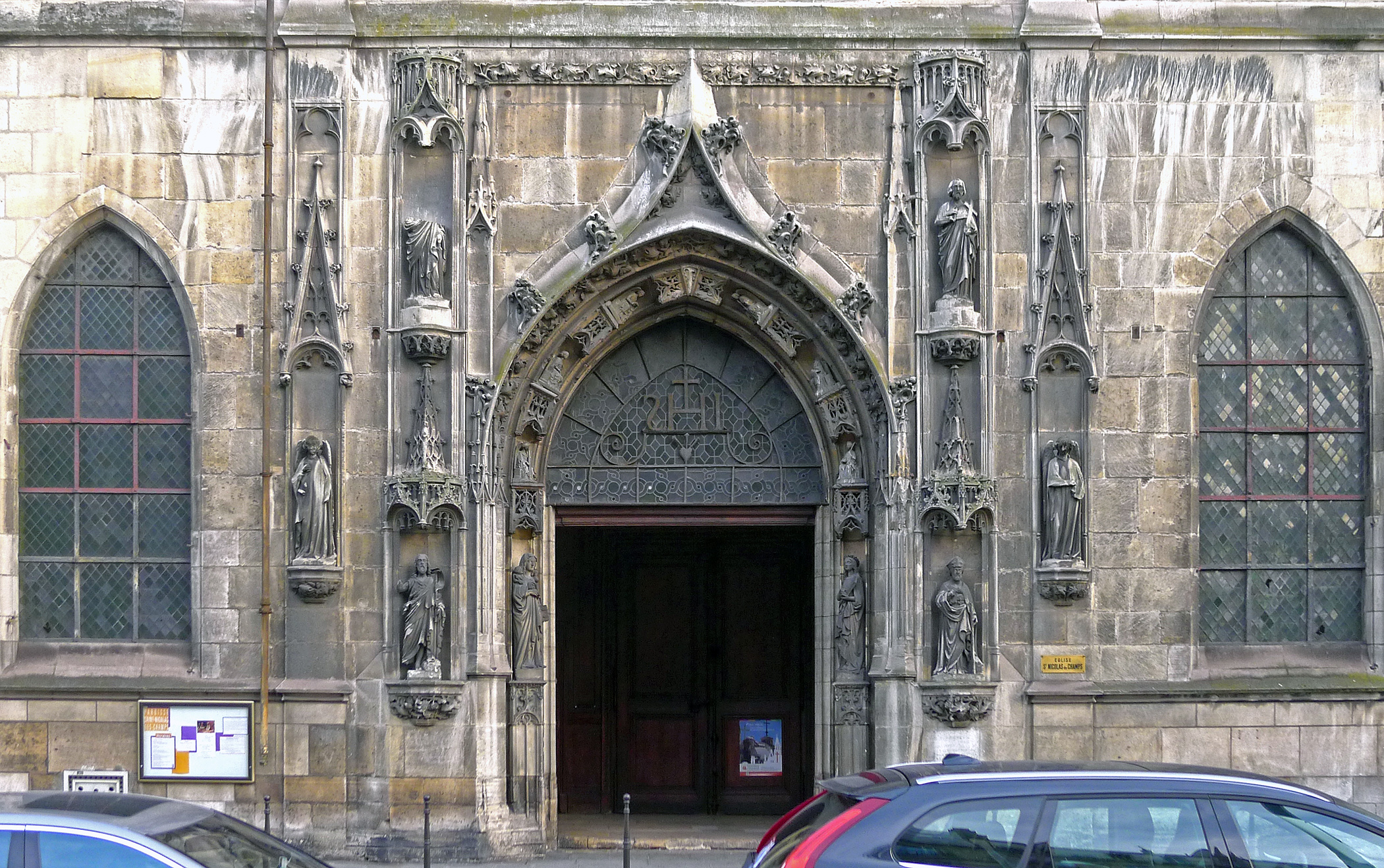
Portail principal.

Les pignons latéraux sont plats et secs, et sans doute repris au XIXe. À gauche, trois grandes fenêtres en arc brisé éclairent la chapelle actuelle des Catéchismes. À droite, deux fenêtres seulement donnent sur les fonts baptismaux et sur une chapelle.

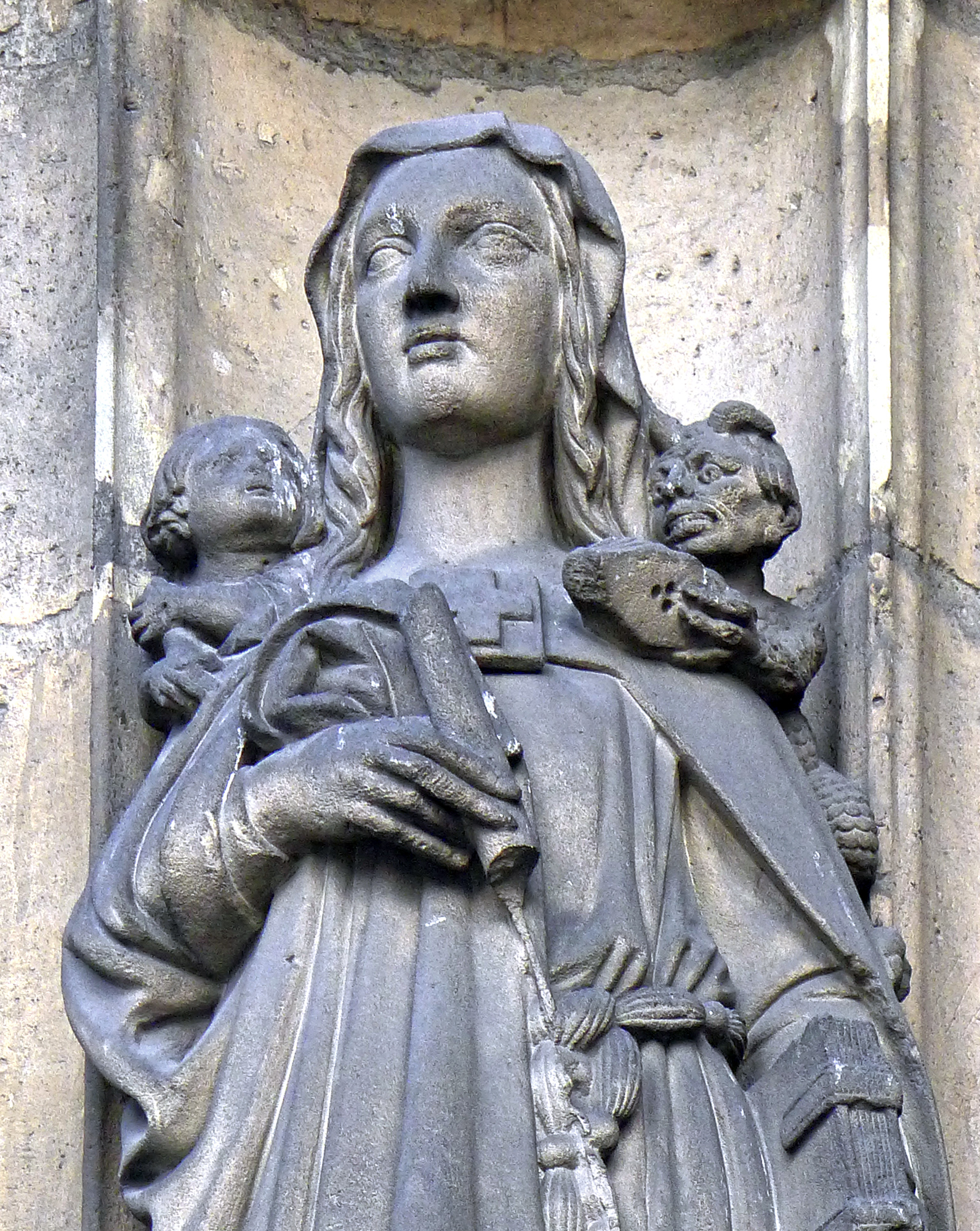
Sainte Geneviève (l'ange, le cierge miraculeux, le diablotin).

La grande fenêtre du centre est ornée sur l’extrados de crochets en feuilles de chou et d'animaux fantastiques. Son remplage présente un beau dessin de soufflets et de mouchettes. Elle est surmontée, au pignon, d'un oculus quadrilobé qu'entoure une frise sculptée. Ce pignon est flanqué de deux pinacles. Une pomme de pin ornée couronne le sommet. La totalité est probablement une reconstitution du XIXe siècle.

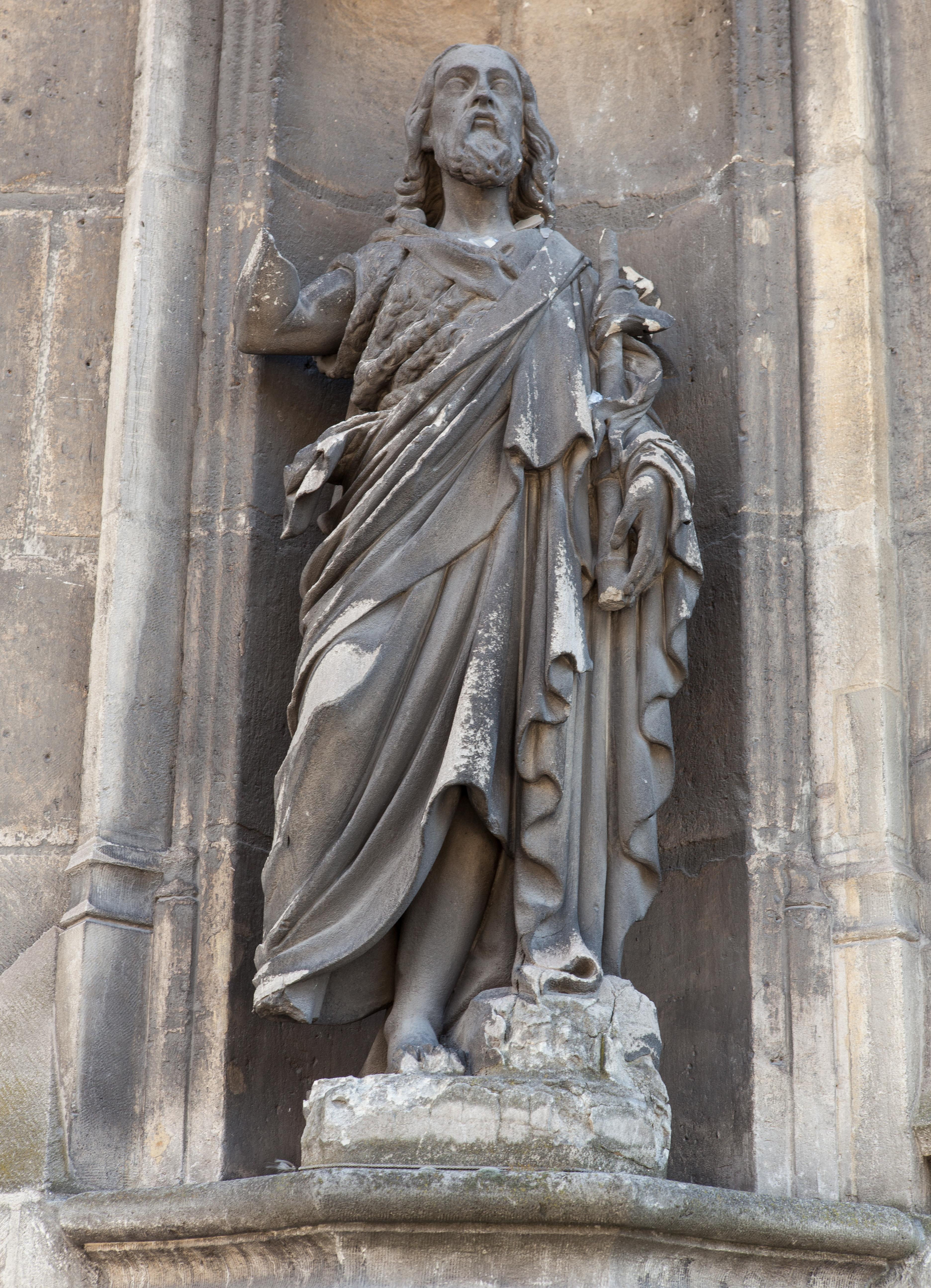
Saint Jean-Baptiste.

Une porte à deux vantaux de bois s'ouvre sur la nef principale. C'est un bon ouvrage du XVe siècle : une frise d'animaux et de feuillages y coupe, aux deux tiers, une série d'arc en tiers point, le tout finement sculpté.
L'encadrement de la porte, en arc brisé, est coiffé d’une accolade où rampent griffons et crosses de feuillage. Sous dais finement sculptés, six anges tenant les instruments de la Passion ornent la voussure. Ils ont été réalisés en 1842 par Louis Desprez, de même que toutes les autres statues : deux anges, saint Pierre et saint Paul, sainte Cécile et sainte Geneviève, saint Nicolas, patron titulaire de l’église, et saint Jean-Baptiste (représenté par erreur, puisque le second patron de l'église a toujours été saint Jean-l'Evangéliste).
La pollution a endommagé toute cette statuaire : en 1924, une lithographie la montre encore intacte - de même que les marches d'accès, supprimées depuis - alors qu'en 1962, l'architecte en chef de Monuments historiques écrit : la façade ouest est particulièrement exposée à la pluie et au vent. La pierre des parties anciennes, qui n'était peut-être pas tirée des meilleurs bancs, se désagrège rapidement et des fragments se détachent, surtout en période de gelées et à la sortie de l'hiver. Des dégâts semblables se produisent même dans les parties datant de 1848.

#### Le clocher (XIVesiècle)

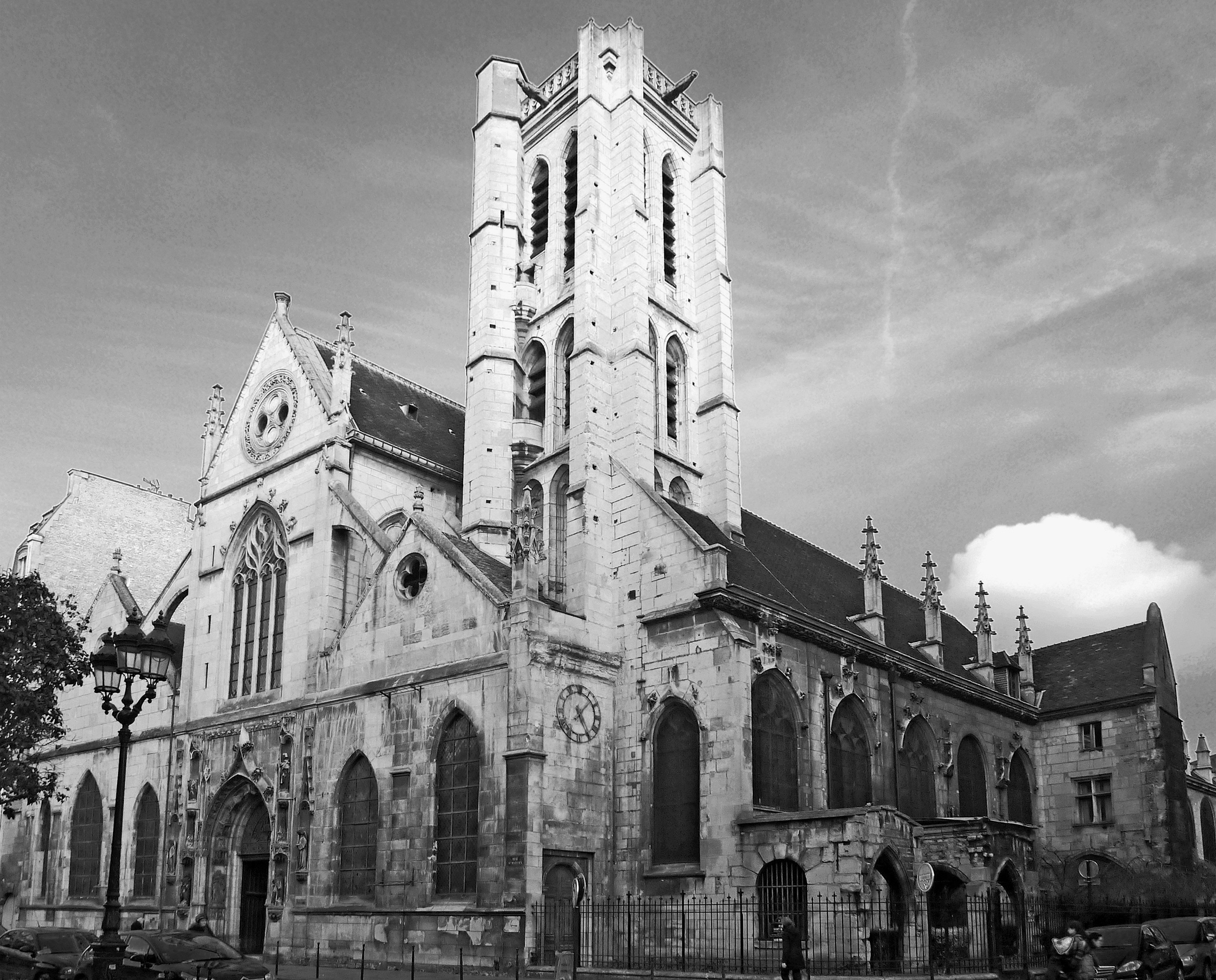
En 2015.

Le clocher carré et sans flèche s'élève derrière le pignon méridional, jusqu'à 32 mètres de hauteur. Il est muni de contreforts sur trois de ses angles, et d'une tourelle hexagonale, sur l'angle nord-est, qui renferme la vis de l'escalier. La terrasse, au sommet, est bordée d'une balustrade. De grandes fenêtres ogivales, à baies géminées garnies d'abat-sons, rappellent la première phase de construction de ce clocher, probablement au XIVe siècle, et hors-œuvre (comme dans de nombreuses églises médiévales d'Ile-de-France et de Paris), puis englobé dans la reconstruction du XVe siècle.

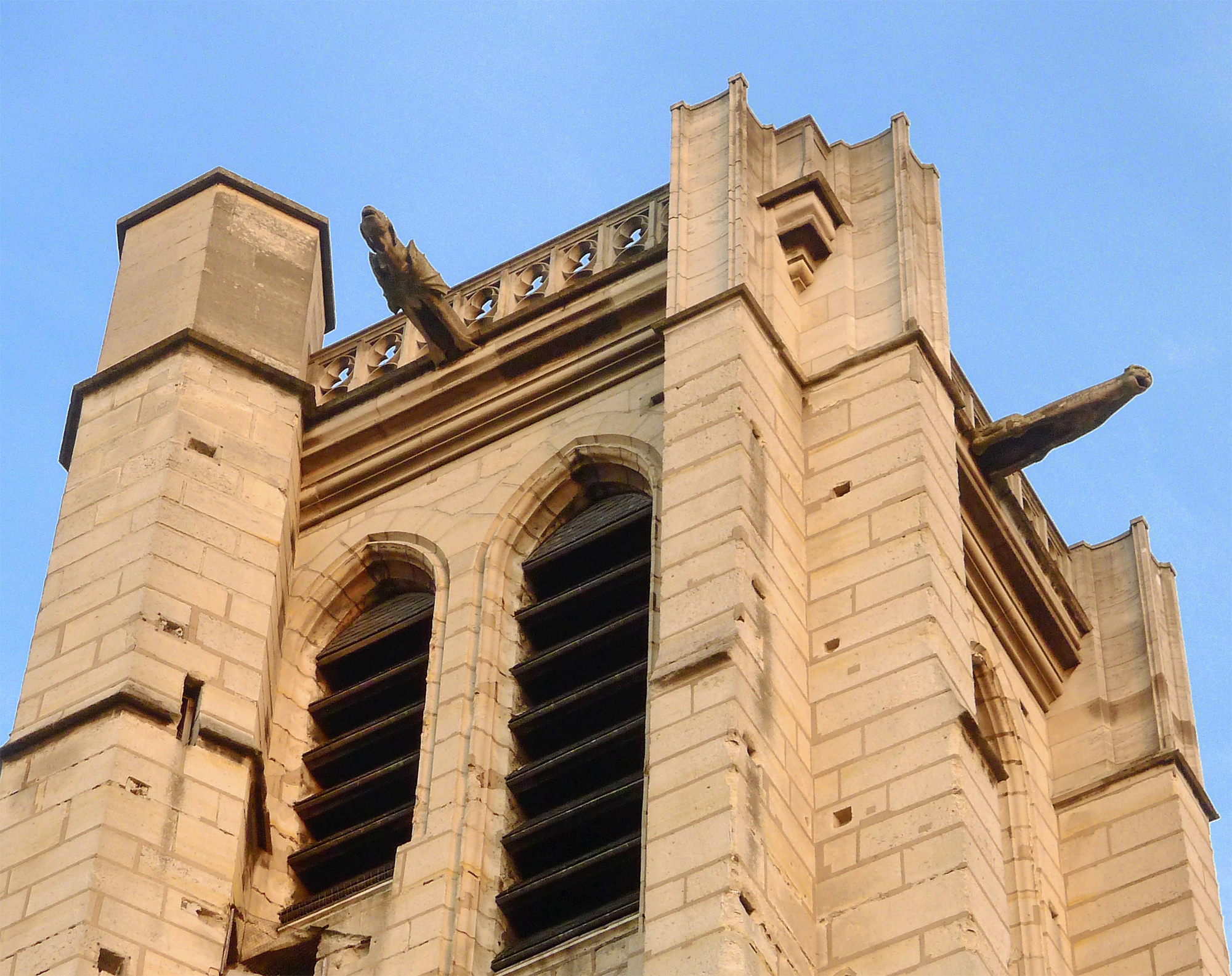
Tour.

Au XVIIe siècle, un pavillon carré, destiné à deux cloches supplémentaires, fut construit sur la terrasse, ainsi qu'en témoigne une inscription gravée sur une dalle de marbre (actuellement dans la chapelle Saint-Vincent-de-Paul, no 12) : « En Lannée M. VI. LXVIII… le Beuffroy restably et havssé ». Ce pavillon n'existe plus.
En 1782, les sept cloches de cette église ont été refondues par MM. Desprez, père et fils, fondeurs du Roi, avec l'augmentation d'une huitième. Ces huit cloches, qui appelaient les fidèles aux offices, disparurent (sauf une) pendant la Révolution (afin de convertir le bronze en monnaie - les sous de cloche - ou en canons). Une inscription se lisait sur le mur intérieur du clocher : « Amandes pour ceux qui teinteront : 5 s ; qui ce balanceront : 5 s ; qui ivreront [ou bien urineront ?] : 5 s. ».
Saint-Nicolas-des-Champs possède actuellement quatre cloches :
- la plus ancienne, en sol3, est datée de 1570 : elle est dite la Thomasse car elle fut parrainée par Thomas Laurens, marchand, bourgeois et quartenier de Paris, pour Dieu qui lui douint paradis = pour que Dieu lui donne paradis;
- une autre, en ré3, fondue en lan 3e de la liberté 1791, aurait été achetée peu après la Révolution par la paroisse à un ferrailleur, et provient de l'église de Varreddes, en Brie, comme attesté sur l'inscription gravée (noms du maire et des officiers municipaux) : un récit un peu fantaisiste en a été fait par Eugène de Margerie[44];
- une troisième, en mi3, porte la date de 1794, et le nom de son fondeur[Lequel ?], d'une firme de Louvain;
- la dernière est de 1846 (fonderie Hildebrand), sans doute en do3, afin de compléter la gamme du quadrillon[45].

#### Le flanc sud (XVIe–XVIIesiècles)

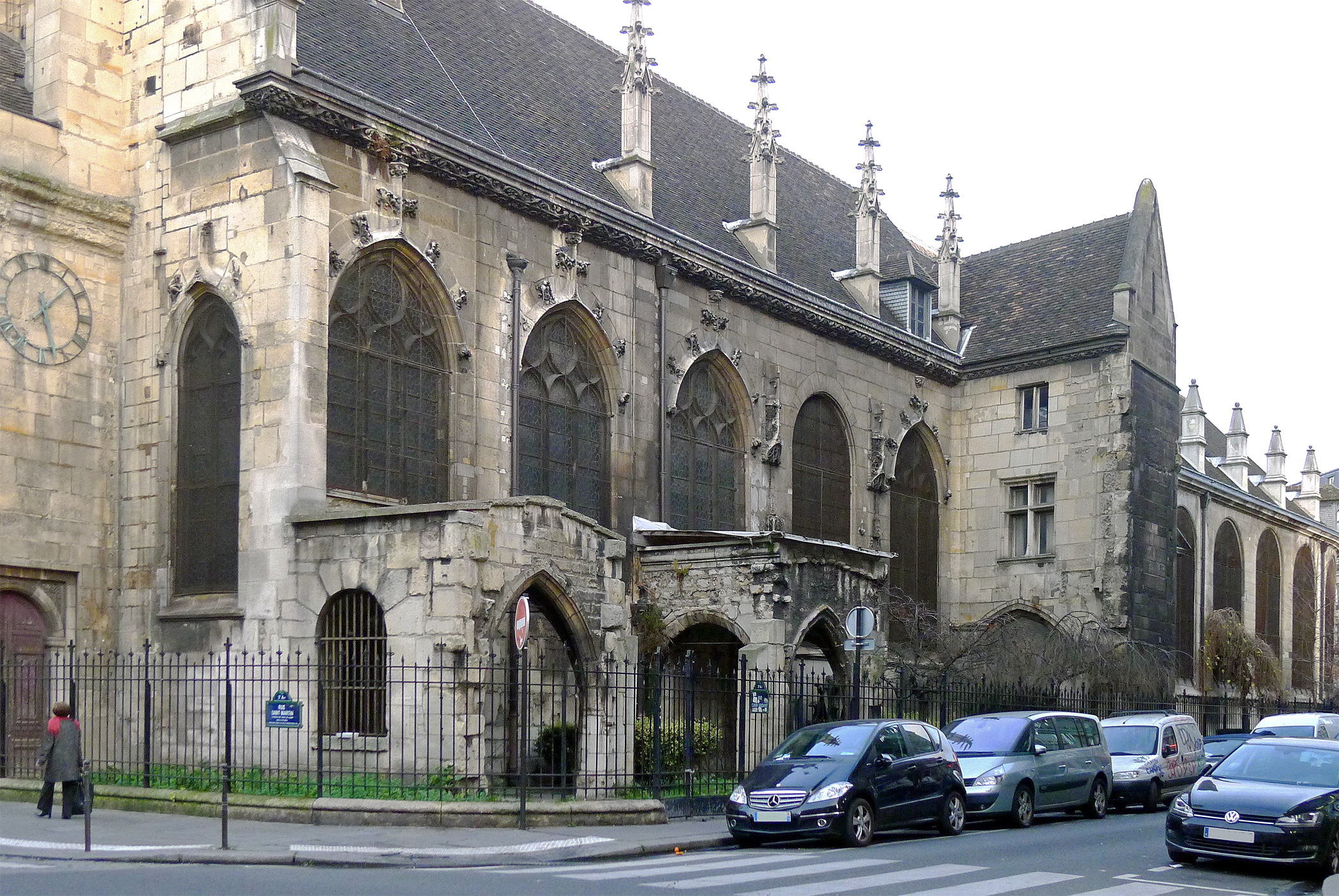
En 2015.

Les six premières travées sont probablement de la campagne 1490-1501, peut-être reprises de 1535 à 1546. Leur décor de feuilles de vigne et de choux frisés est conforme à l'esthétique flamboyante.

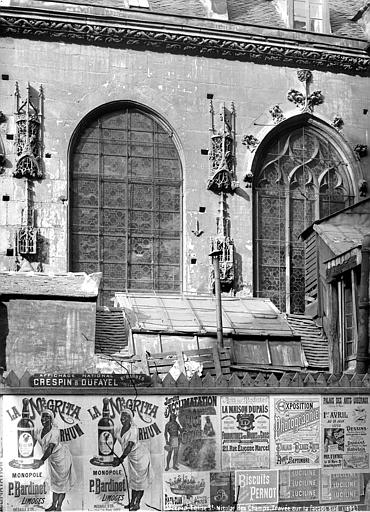
En 1892, 4e chapelle.

Au niveau des trois premières chapelles subsistent les vestiges des "charniers" que les marguilliers font « construire et édiffier de neuf » vers 1554. Ce n' était pas un ossuaire ou des galeries entourant le cimetière, comme dans de nombreuses autres églises, car le cimetière de Saint-Nicolas était à quelques rues de distance. C'était en fait comme une petite église accolée, presque carrée (trois nefs de quatre travées), et qui servait de chapelle des catéchismes, de lieu de réunion surtout : aujourd'hui, date de ces présentes, aux charniers [ou au petit cloître] attenans l'église, furent présens…. Le percement de la rue Cunin-Gridaine, en 1858, signa leur condamnation. Ne subsistent que deux travées (consolidées en 2021).
Au niveau de la quatrième chapelle fut accordée, en 1603, la possession d'une place pour faire chappelle, au lieu où est à présent la grande porte qu'il fauldra boucher par laquelle on a entré jusques à huy dans lad. église. De cette ancienne porte, il reste les deux niches latérales, et les doubles dais finement sculptés (nettoyés et restaurés en 2021). La nouvelle baie abandonne l'arc brisé pour le plein cintre.

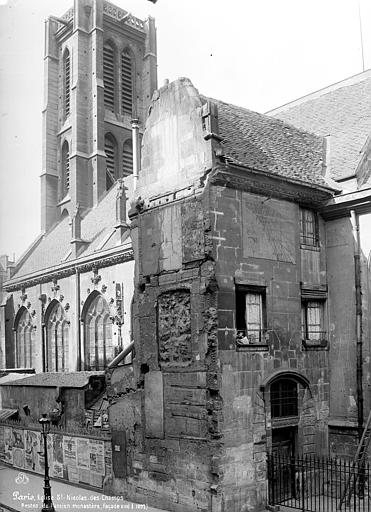
En 1892.

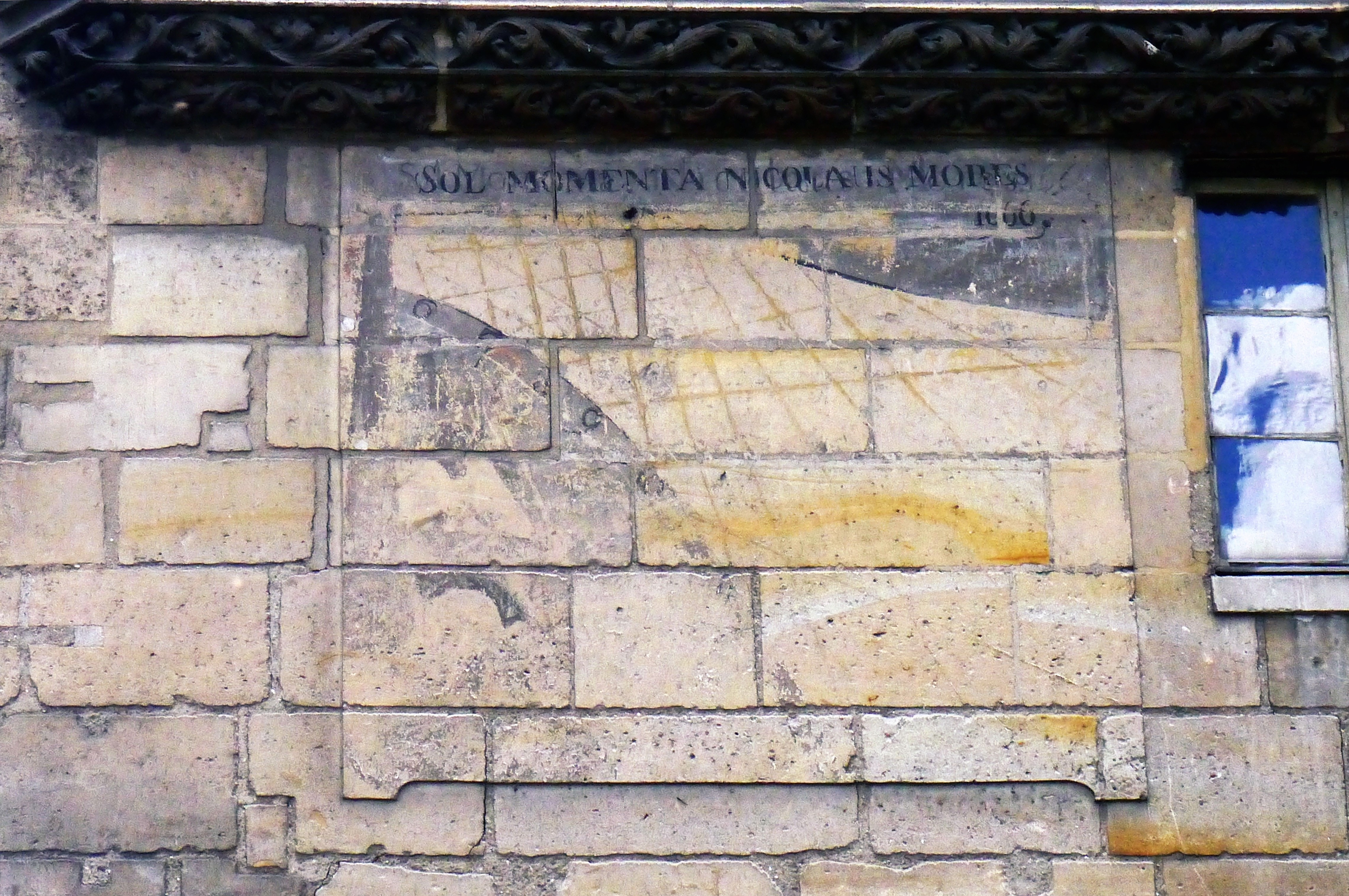
En 2012.

Au niveau de la sixième chapelle, subsiste le presbytère. Celui construit à la fin du XVe siècle avait été dit « ample et spacieux et l'un des plus beaux logis pour un presbitaire qui sont en ceste ville de Paris ». Il semblerait que la partie haute soit contemporaine des chapelles construites en 1490-1501 (même corniche en feuilles de vigne et choux frisés), mais une grande partie a été reconstruite en 1590-1597 : « il estoit de besoing et nécessaire d'héberger monsieur nostre pasteur, qu'il ne peult assiduellement assister au divin service s'il nestoit proche lad. église ». Sur sa façade est, une porte et plusieurs fenêtres furent créées au XVIIIe siècle. Cet ancien presbytère a été amputé au sud, à l'occasion du percement de la rue Cunin-Gridaine, en 1858.
En haut du mur est de cet ancien presbytère subsiste un cadran solaire peint et gravé, trop souvent repris pour être restauré. Il indique les heures classiques, italiques, et babyloniques, avec des lignes de différentes couleurs, et la présence possible d'un saint Nicolas avec sa crosse d'évêque. La devise mentionnée est «Sol momenta, Nicolaus mores» : « Le soleil règle nos heures, Saint-Nicolas nos mœurs ». L'ensemble porte la date de 1666, année de la création de l'Académie royale des sciences, mais l'initiative en revient probablement à "l'académie Montmor" qui lui servit de modèle : la famille de Montmor jouissait d'une chapelle (no 33) depuis 1598. Ceci explique peut-être que ce cadran solaire ait été un des plus complets de Paris. Deux autres cadrans solaires se voient, l'un sur le flanc sud également mais au niveau de la première travée (redécouvert et repeint en 2021), l'autre au chevet de l'église. Liste de cadrans solaires de Paris.

#### Le portail sud (XVIesiècle)

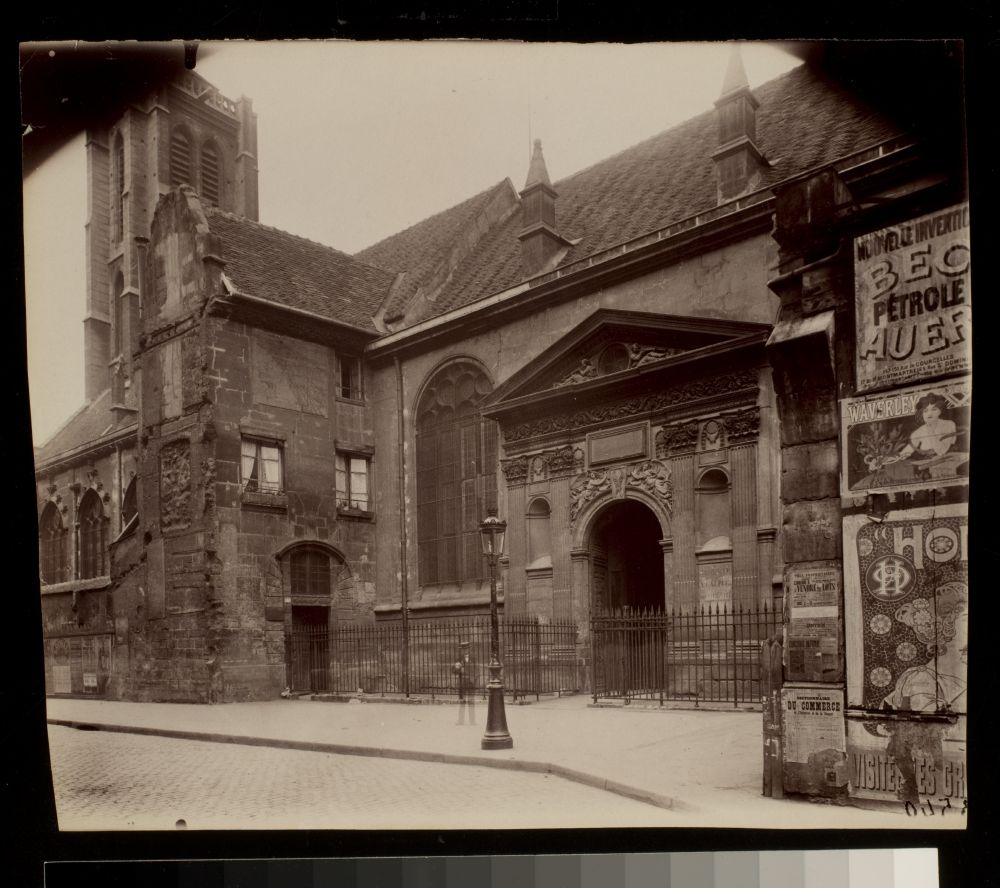
En 1898 par Atget.

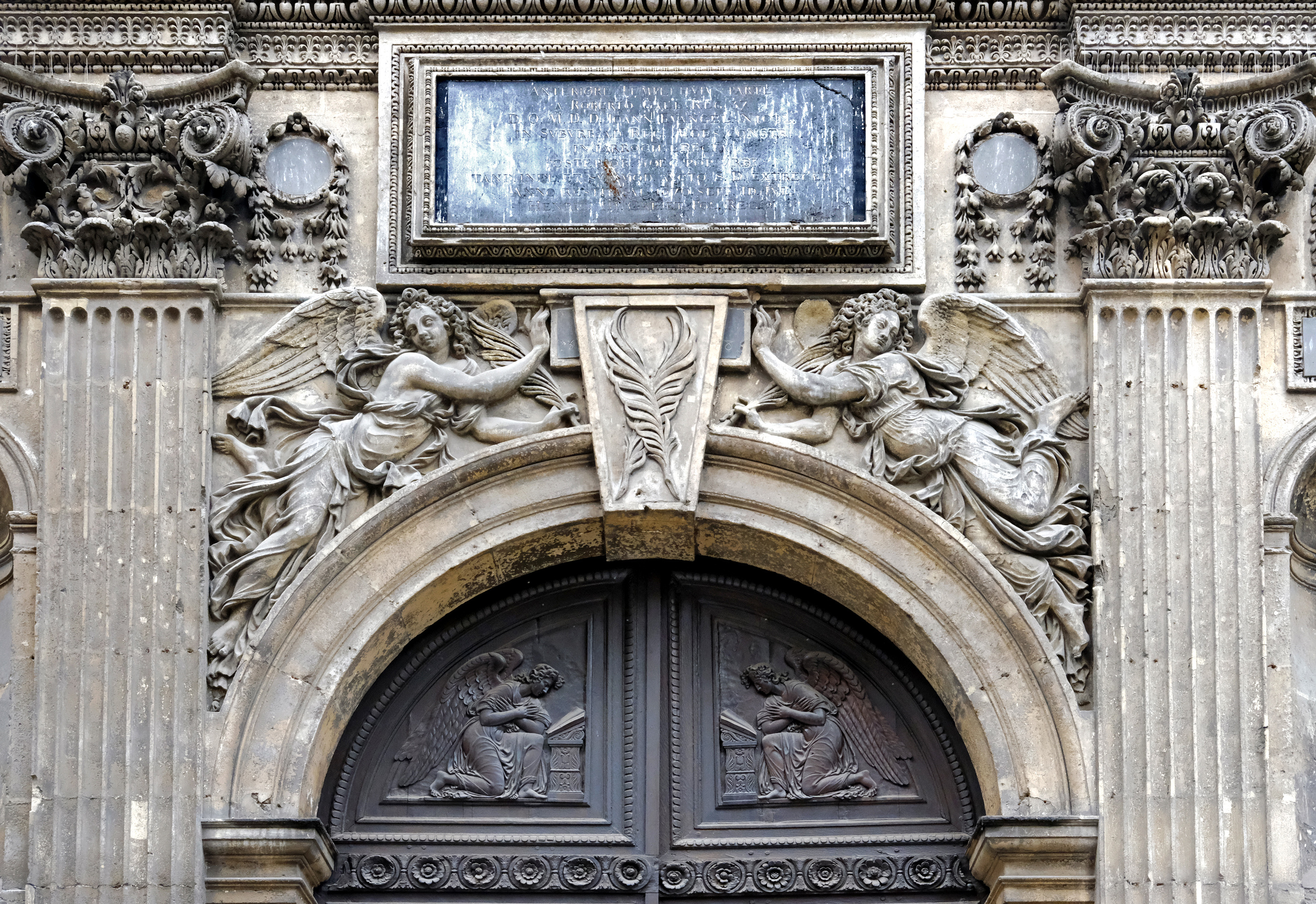
Arcade de la porte.

Au sein de la campagne d'agrandissement de 1576-1586, ce portail a été construit en 1581, comme indiqué sur le petit marbre tenu par les deux anges, en s'inspirant - on fit de même à Saint-Germain-l'Auxerrois, en 1570 - de la gravure publiée en 1567 dans le Le Premier tome de l'Architecture de Philibert Delorme. Celui-ci avait réalisé cet arc de triomphe pour la décoration d'une salle de fête, lors de la joute à l'hôtel des Tournelles, en 1559, au cours de laquelle le roi Henri II trouva la mort.

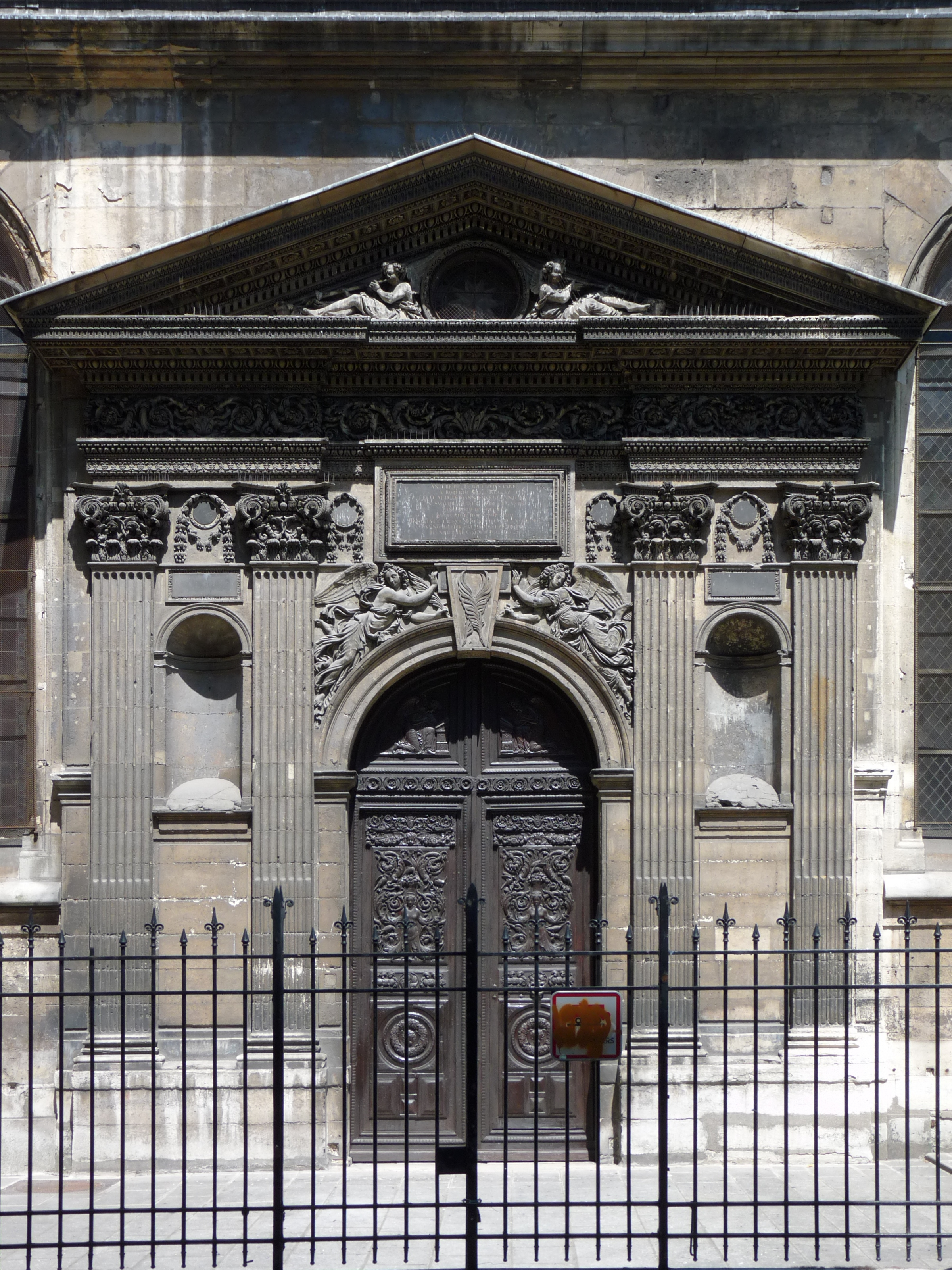
En 2011.

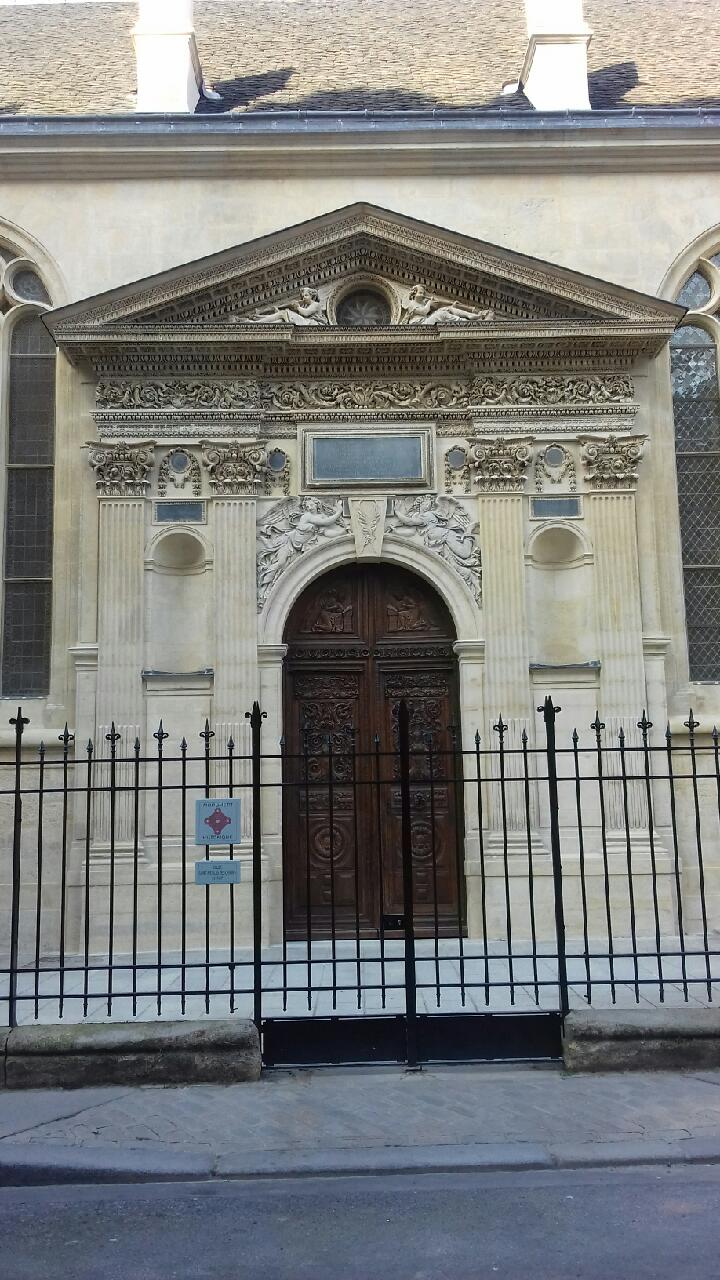
En 2022.

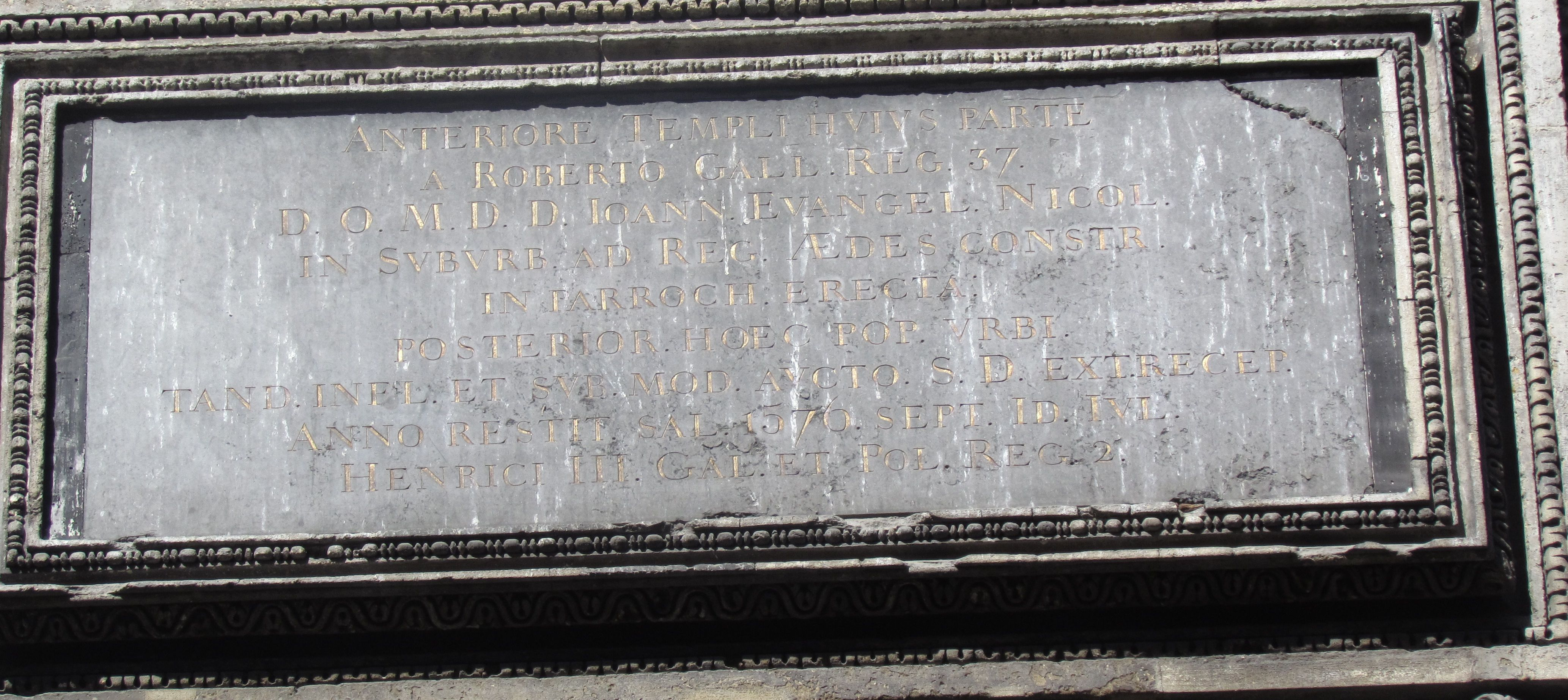
Plaque commémorative.

Certains éléments d'inspiration religieuse furent supprimés à la Révolution : le Père éternel entouré de deux autres anges musiciens au sommet du fronton ; les statues de saint Jean-l'Evangéliste et de saint Nicolas, les deux patrons de l'église, insérées dans les niches latérales. Une gravure de Jean Marot, de la fin XVIIe, en conserve le souvenir. Ces amputations déséquilibrent un peu l'ensemble, qui paraît aujourd'hui surtout composé d'ornements sculptés.
Pilastres cannelés, chapiteaux d'ordre composite, entablement à multiples ornements, anges musiciens et anges tenant une palme (des Renommées), ailés et vêtus à la manière de Germain Pilon, forment un ensemble sculptural et architectural de haute qualité. Cette haute qualité tranche d'ailleurs tellement sur le style de la construction contemporaine des quatre travées que l'on peut se demander si un riche paroissien n'est pas à l'origine de la commande, par exemple Philippe de Lenoncourt ou Henri de Mesmes .
On observe la richesse décorative des vantaux de la porte en chêne : torses de femmes dont les bras se terminent par des enroulements de feuillages, arabesques, oiseaux et serpents (la restauration, achevée en octobre 2021, a fait apparaître plumes et écailles). Datent très probablement de la restauration de la première moitié du XIXe - en compensation d'un bûchage pendant la Révolution - les deux anges agenouillés devant des prie-Dieu et les deux masques d'anges dans une couronne de roses.
La grande plaque de marbre noir fut posée en 1835 par le curé Jean-Baptiste Frasey pour remplacer celle arrachée par les Révolutionnaires de 1793. Elle reproduit l'inscription latine de 1576-1581, qui rapportait la tradition erronée d'une fondation par le roi Robert le Pieux près de son palais et une entreprise d'agrandissement sous le règne d'Henri III. Difficilement lisible du fait de son éloignement de la rue, de ses petits caractères et de l'effacement partiel de sa dorure, de surcroît peu compréhensible à cause de ses nombreuses abréviations, elle se déchiffre ainsi selon la notice publiée en 1841 par l'abbé Jean-Baptiste Pascal :

« ANTERIORE TEMPLI HVIVS PARTE

A ROBERTO GALL.(IÆ) REG.(E) 37. [TRICESIMO SEPTIMO]

D.(EO) O.(PTIMO) M.(AXIMO) D.D.(IVIS) IOANN.(I) EVANGEL.(ISTÆ) NICOL.(AO)

IN SVBVRB.(IO) AD REG.(IAS) ÆDES CONSTR.(VCTA)

IN PARROCH.(IAM) ERECTA :

POSTERIOR. HŒC POP.(VLO) VRBI.(CANO)

TAND.(EM) INFL.(VENTE) ET SVB.(VRBIO) MOD.(O) AVCTO. S.(ACRIS) D.(ICVNDIS) EXT.(RVI) REC(O)EP.(TA)

ANNO RESTIT.(VTÆ) SAL.(VTIS) 1576. [MILLESIMO QVINGENTESIMO SEPTVAGESIMO SEXTO] SEPT.(IMO)
ID.(VS) IVL.(II)

HENRICI III. [TERTII] GAL.(LIÆ) ET POL.(ONIÆ) REG.(IS) 2. [SECVNDO] ».
Comme l'ensemble du flanc sud, ce portail a fait l'objet d'un nettoyage, d'un déplombage et d'une restauration de septembre 2020 à novembre 2021.

### Intérieur
La partie flamboyante (1420-1546) des sept premières travées apparaît comme enchâssée entre deux parties du XVIIe-XVIIIe siècles : à l'ouest, le double vestibule d'entrée (1647-1649 et 1775) sert aussi de support au grand buffet d'orgue tandis qu'à l'est la perspective bute sur le maître-autel monumental à deux faces (1620-1629 et 1775) qui dissimule le double déambulatoire et la rangée des chapelles.

#### Le porche

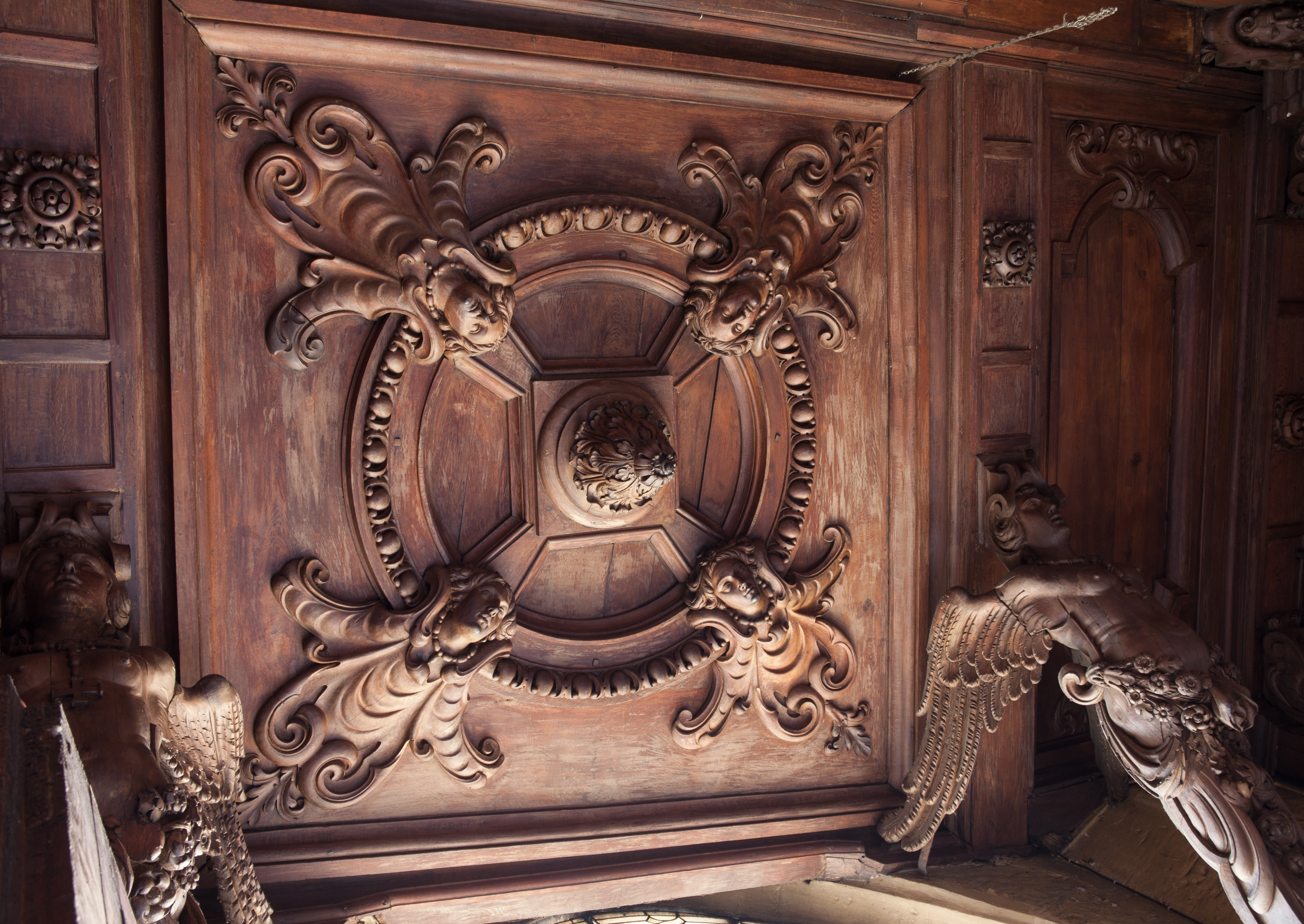
Plafond en menuiserie.

Franchi le portail du XVe siècle, le porche en tambour est le vestibule de l'église. Selon un auteur de 1862, il abritait jadis de fréquentes cérémonies : baptêmes, relevailles, bénédictions nuptiales, pénitences canoniques. Les indigents y recevaient l’aumône et les corps y étaient exposés avant la sépulture.

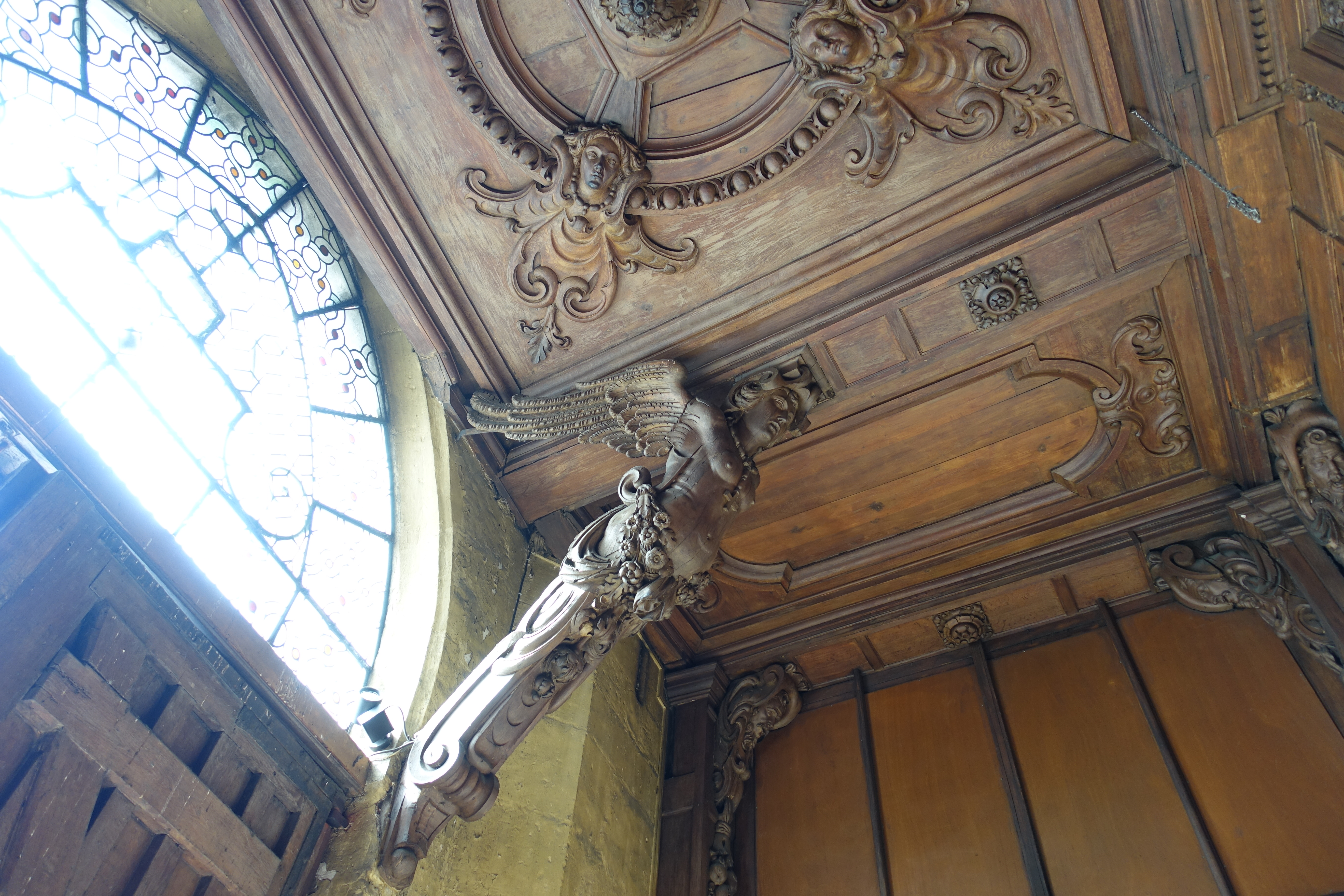
.Plafond en menuiserie.

Au plafond, les yeux sont attirés par le remarquable travail de menuiserie et de sculpture exécuté en 1647-1649 par Adrien Lepautre et Philippe de Buyster : plafond supporté par deux grandes consoles formées d'un torse de femme aux ailes déployées. Ils étaient auteurs également du banc d'œuvre pour asseoir messieurs les marguilliers en charge et anciens. Ce banc d'œuvre a disparu, et a été remplacé en 1806 par celui que l'on voit encore dans la nef, côté nord (face à la chaire du prédicateur, côté sud). Il est dû au grand atelier d'ébénisterie Jacob-Desmalter (fournisseur attitré de Napoléon), mais a été privé de ses huit colonnes, en 1856.
La ferronnerie du tympan, qui représente l'emblème IHS de la Compagnie de Jésus, s'insère dans un vitrail losangé transparent. Celui-ci a dû faire partie des aménagements du XVIIIe visant à accroître la luminosité de l'édifice. Ce système de vision du motif à contre-jour est quasi unique.

#### Une longue église sans transept

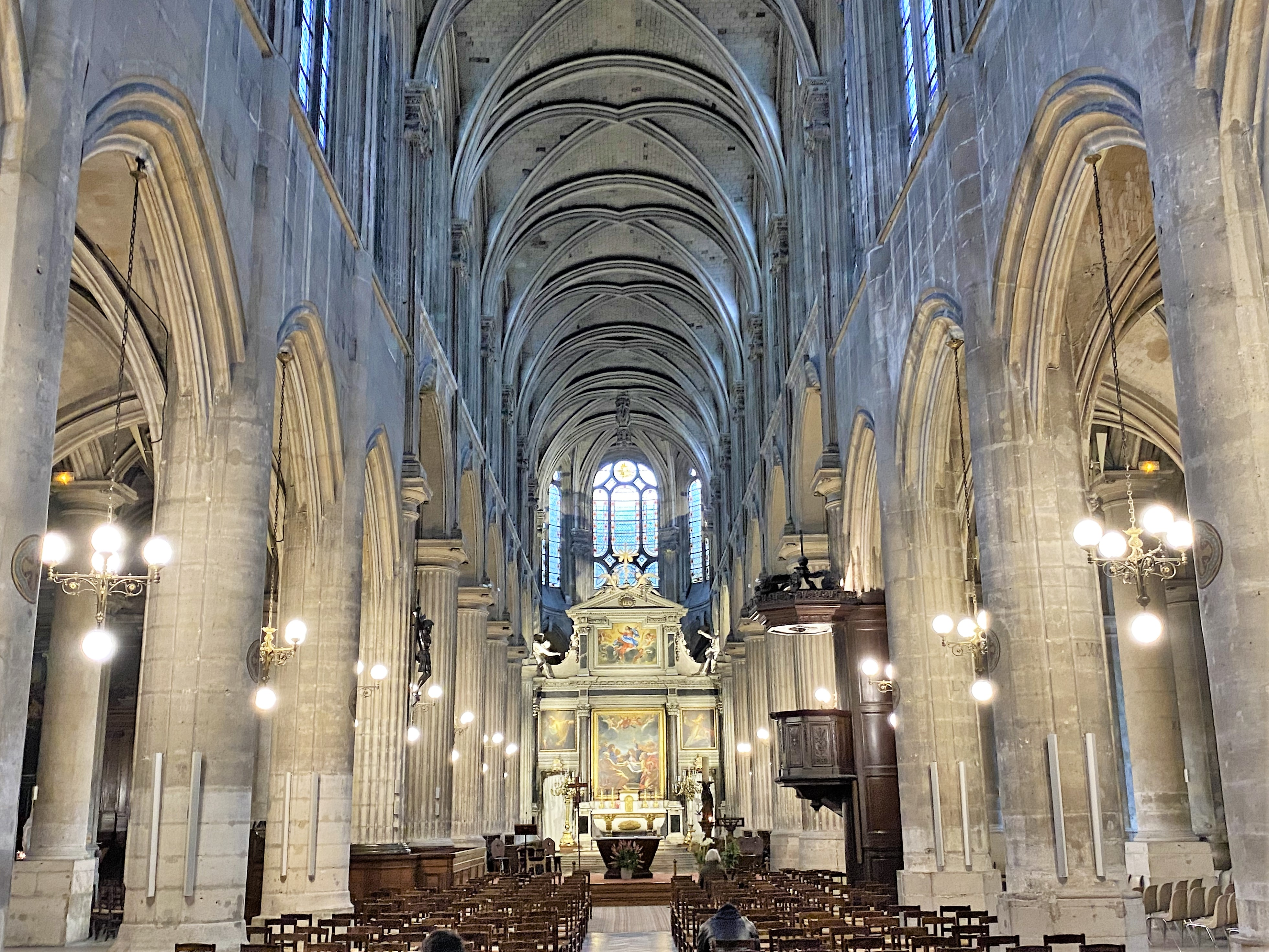
Nef.

Éclairé par 25 hautes fenêtres sans vitraux remarquables — sinon quelques bordures polychromes, qui sont du XVIIe siècle, voire de la fin du XVIe —, l'édifice à cinq nefs frappe par son ampleur, presque démesurée par rapport au millier de fidèles qui la fréquentent aujourd'hui. Mais la paroisse de Saint-Nicolas, l’une des douze anciennes premières cures de Paris, a compté jusqu'à 52 000 habitants, au sein du Bourg Saint-Martin-des-Champs.
L'église est dite « aux cent colonnes », mais sans symbolisme particulier. D'ailleurs, il y en a exactement quatre-vingt-dix-neuf : en 1617, chaque « pilier » a été gravé d'un numéro d'ordre, toujours visible, de I à XCIX, mais manque le LXIX, sans doute pour compenser l'oubli du "vrai" pilier XXXVI.
D'une taille imposante, l'église a 90 mètres de longueur (130 m à Notre-Dame), 36 mètres de largeur (48 m à Notre-Dame) et 20 mètres de hauteur sous voûte (33 m à Notre-Dame). Elle est sans transept. Les deux constructions juxtaposées du XVe siècle et des XVIe – XVIIe siècles cohabitent sans vrai heurt stylistique. Des clés pendantes présentes autrefois à presque toutes les voûtes, il n'en reste que deux dans le déambulatoire, et une dans le chœur, toutes les autres ayant été coupées en 1794.
La construction flamboyante (1420-1546) comprend les sept premières travées de la nef - les arcades en cintre à peine brisé reposent sur des piles arrondies, aux bases polygonales de type buticulaire, qui reçoivent les nervures en pénétration - ainsi que les doubles collatéraux, et deux rangées de chapelles. L'élévation du vaisseau central est à deux niveaux (grandes arcades et fenêtres hautes). La partie la plus réussie est sans doute la ligne des piliers, au beau profil ondulé, qui séparent les deux bas-côtés nord. Pour résoudre les problèmes d'éclairage, on imagina de surélever progressivement les voûtes entre les grandes arcades et les chapelles latérales.

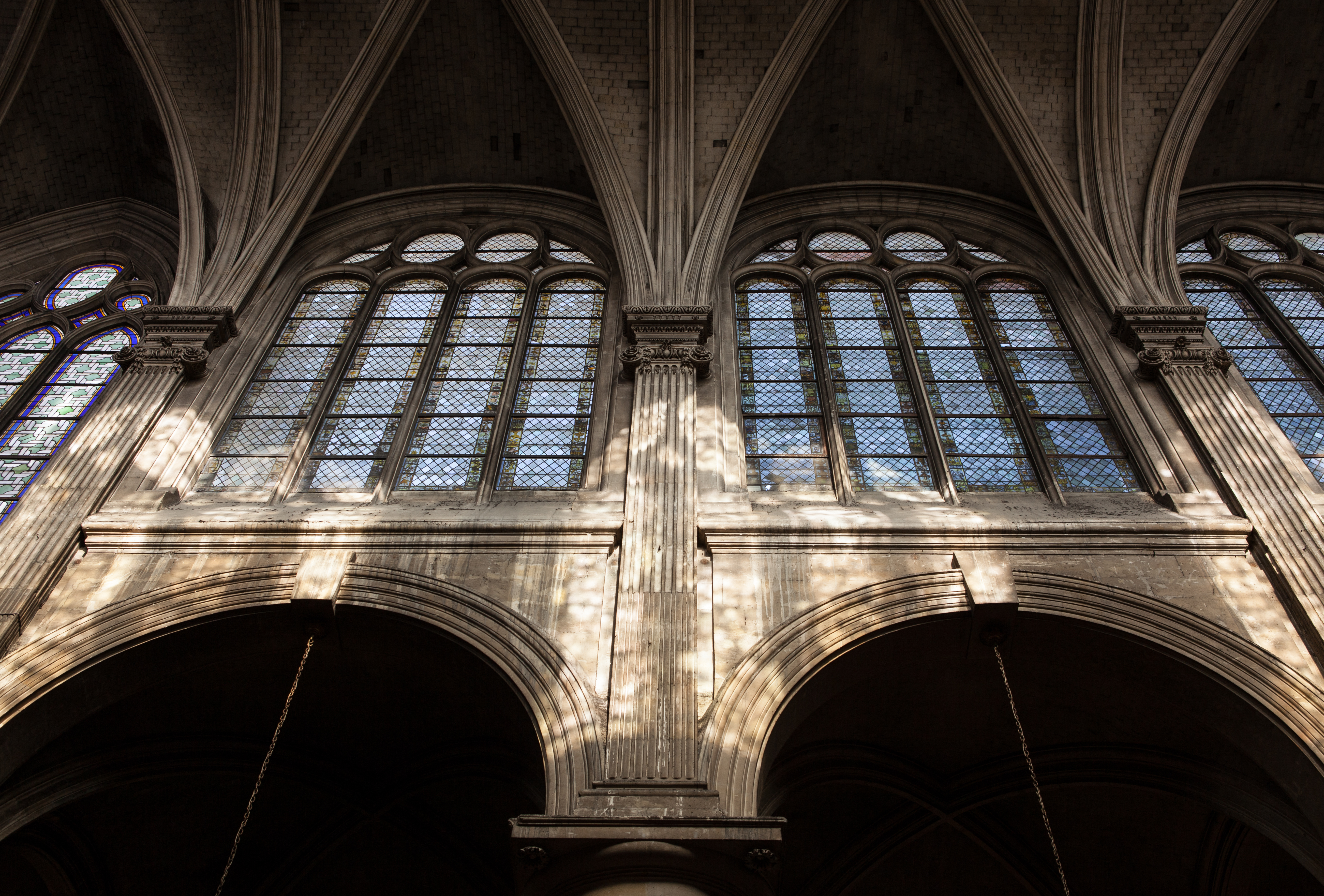
Pilastres du XVIIIe siècle.

Les parties construites à partir de la huitième travée (de 1576 à 1586 et de 1613 à 1616) présentent des signes caractéristiques : le plein cintre a succédé à l'arc brisé ; les arcades sont plus élevées ; les chapelles sont voûtées en berceau ; les colonnes sont à section curieusement ovale et coiffées de chapiteaux doriques (c'est bien plus tard, vers 1750, qu' elles seront cannelées et surmontées de pilastres ioniques). Cependant, ici comme dans quatre autres églises parisiennes achevées dans la première moitié du XVIIe, l'unité stylistique avec le style gothique fut maintenue dans ses grandes lignes.
Pour voûter le déambulatoire, les architectes ont adopté le même système qu'à Notre-Dame et à Saint-Séverin, en couvrant chaque travée de voûtains triangulaires. Pour la chapelle axiale de 1613-1615, ils ont eu recours à des voûtains en étoile et à liernes et tiercerons.

#### Le chœur et le maître-autel

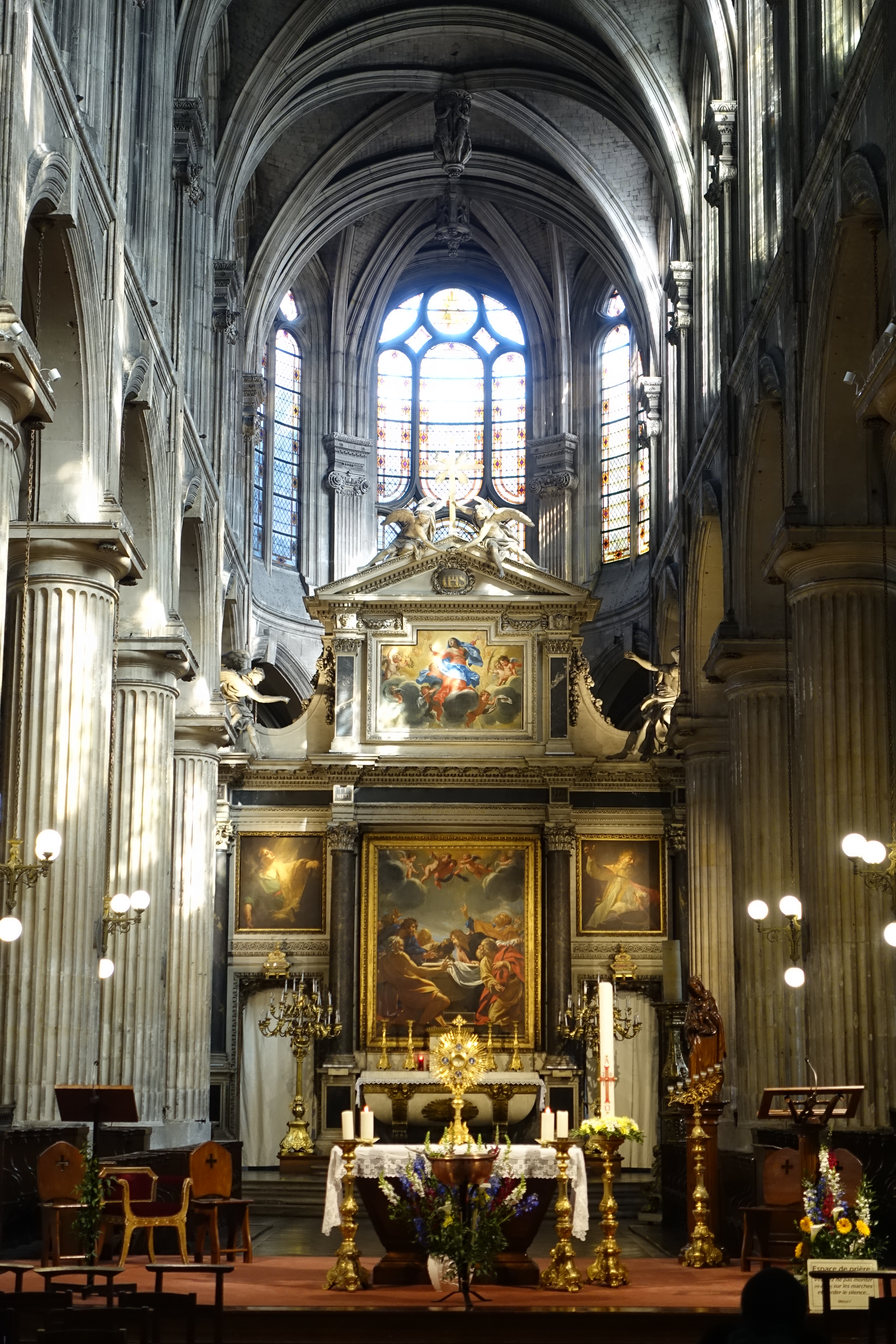
Maître-autel en 2017.

Le chœur était autrefois fermé par un jubé, le premier construit sans doute en 1541, remplacé en 1601 (Jean Lepautre et Jean Warnier) puis en 1638 (Clément Métezeau et Jean Maujan), et définitivement disparu en 1701. La clôture de fer forgé placée alors à l'entrée du chœur fut remplacée en 1775 par des panneaux percés d'une porte à deux vantaux de fer. On louait cet ouvrage de serrurerie dont le motif était une croix grecque à rayons dorés, emprunté à Boulland.
Le chœur, aujourd'hui découvert, frappe par son ampleur. Les deux premières travées sont encore occupées par deux rangées de stalles du XVIIIe siècle qui permettent de rappeler qu'au début du XXe siècle Saint-Nicolas-des-Champs comprenait encore vingt-quatre vicaires (ainsi que quatorze employés, dont des bedeaux, des suisses, et des sonneurs). En revanche, avaient été supprimés, dès le XVIIIe siècle, les très nombreux bancs accolés à presque tous les piliers de la nef, qui avaient été concédés, chacun, au début du XVIIe siècle, aux paroissiens demandeurs, moyennant contribution financière.
Plus avant, à la hauteur de la quatrième et dernière travée droite, l'imposant retable du maître-autel coupe la perspective vers le rond point de l'abside, ce qui fit souhaiter à plusieurs reprises, par le clergé de la paroisse au XIXe siècle, sa disparition ou son déplacement. Il n'en fut rien, pas plus que pendant la Révolution. De la soixantaine de maîtres-autels monumentaux dont se sont parées les églises de Paris dans la première moitié du XVIIe, dans le contexte de la Réforme catholique, celui de Saint-Nicolas-des-Champs est quasiment le seul à être parvenu presque intact.

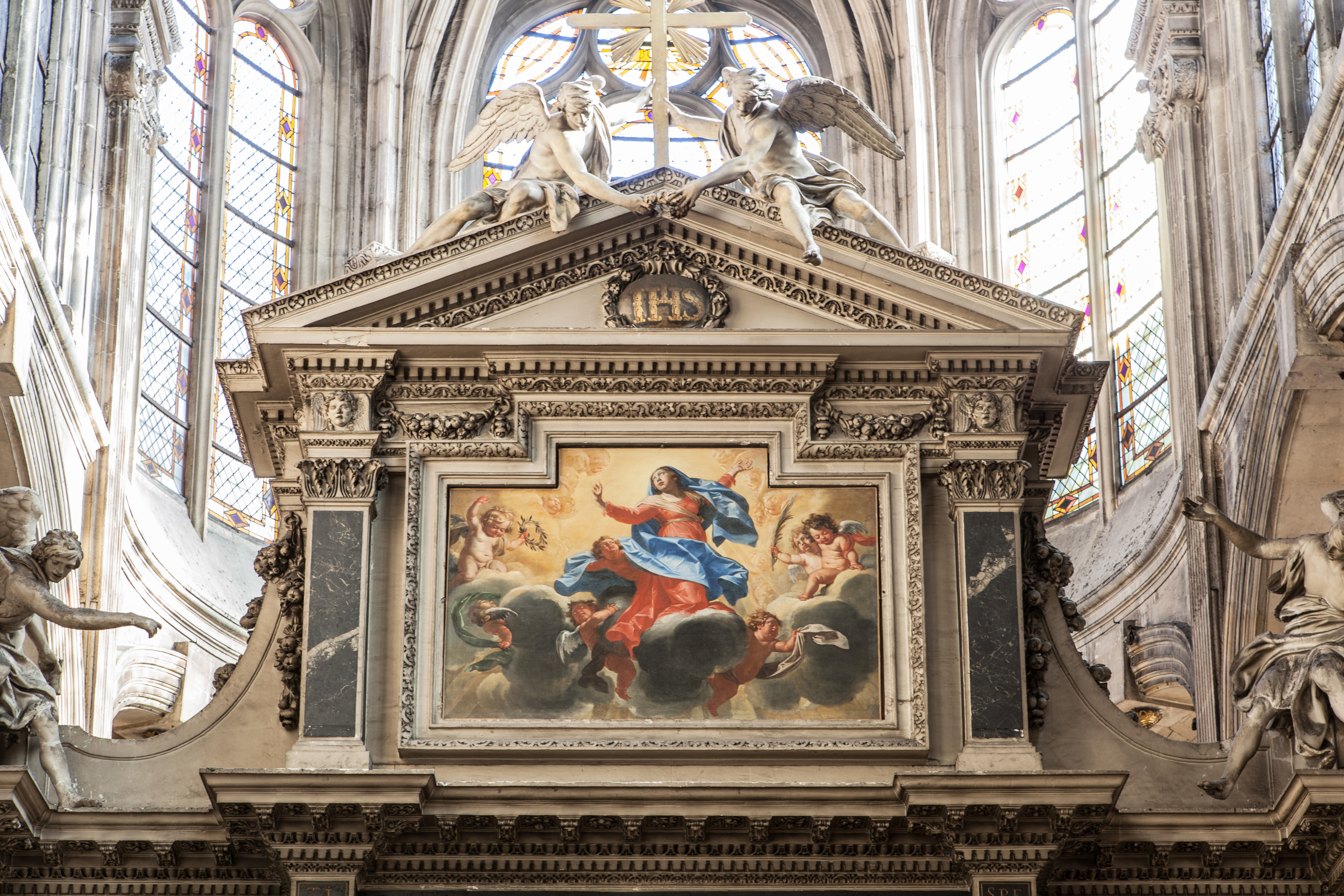
L'Assomption par Simon Vouet, registre supérieur.

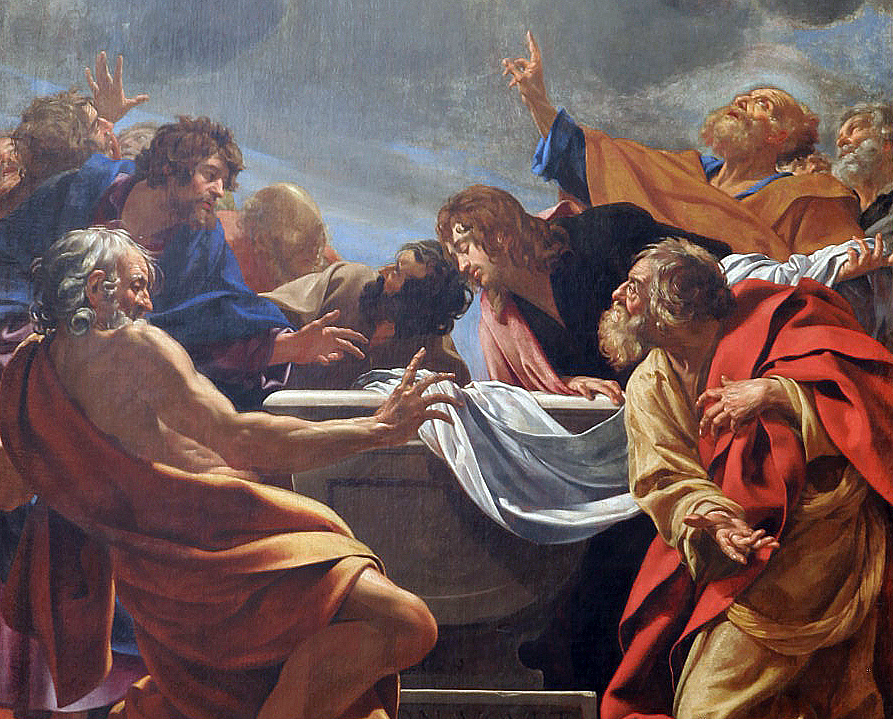
L'Assomption par Simon Vouet, registre inférieur.

Ce retable s'élève à plus de onze mètres de hauteur, sur toute la largeur du chœur. Il a peut-être été commandé par les marguilliers, dès 1620, à l'architecte Clément II Métezeau (ou à Jacques Lemercier). Dans le retable, Simon Vouet, de retour d'Italie, peint en 1629 L'Assomption de la Vierge en deux registres, l'un terrestre, l'autre céleste.
Au-dessus du tabernacle dont la porte est finement ciselée (refait vers 1820), une première toile peint les douze apôtres entourant le sarcophage vide. Les uns se penchent étonnés, les autres suivent du regard la Vierge portée au ciel par des anges dans la "gloire" de la partie supérieure.
Aux angles et au sommet du retable, quatre anges en stuc, œuvre de Jacques Sarrazin (lui aussi de retour d'Italie), s'associent au triomphe : comme l'écrit Henri Sauval, vers 1655, « leur bouche, de la façon qu'elle est ouverte, fait voir… qu'ils crient bien fort », mais il y a déjà glissement du baroque vers le classicisme.

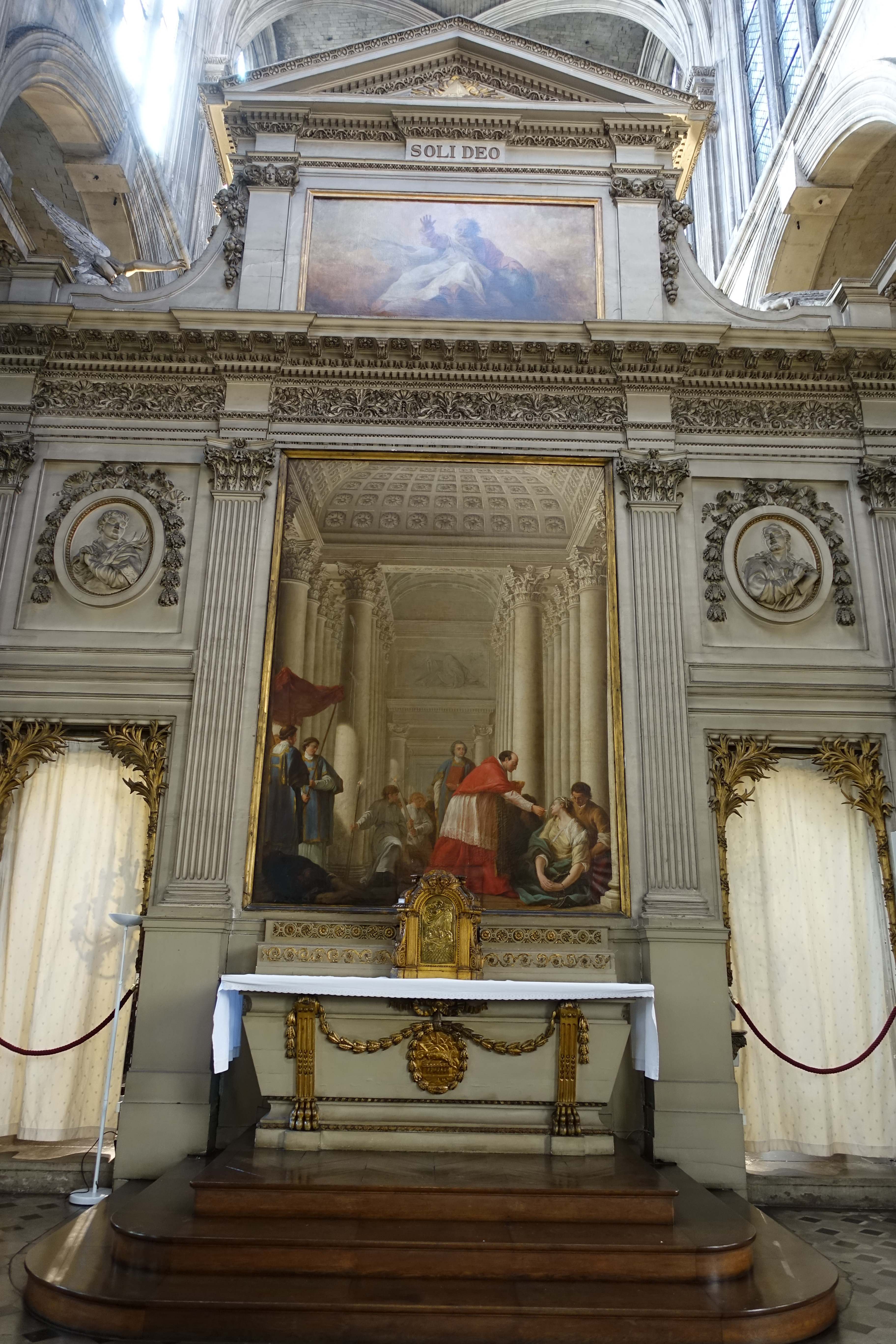
Chapelle de la Communion.

À l'origine, en 1628, le retable comprenait aussi, au-dessus des deux portes, deux niches avec les statues de saint Nicolas et de saint Jean l'Évangéliste, peut-être par Thomas Boudin, comme au maître-autel de Saint-Gervais-Saint-Protais quelques années auparavant. En 1775, les architectes Jacques-Denis Antoine et Jean-Baptiste-Vincent Boulland ont quelque peu dénaturé ce retable, dans son équilibre entre peintures et sculptures, lorsqu'ils ont remplacé les statues par deux peintures dues à Jean-Baptiste-Claude Robin.

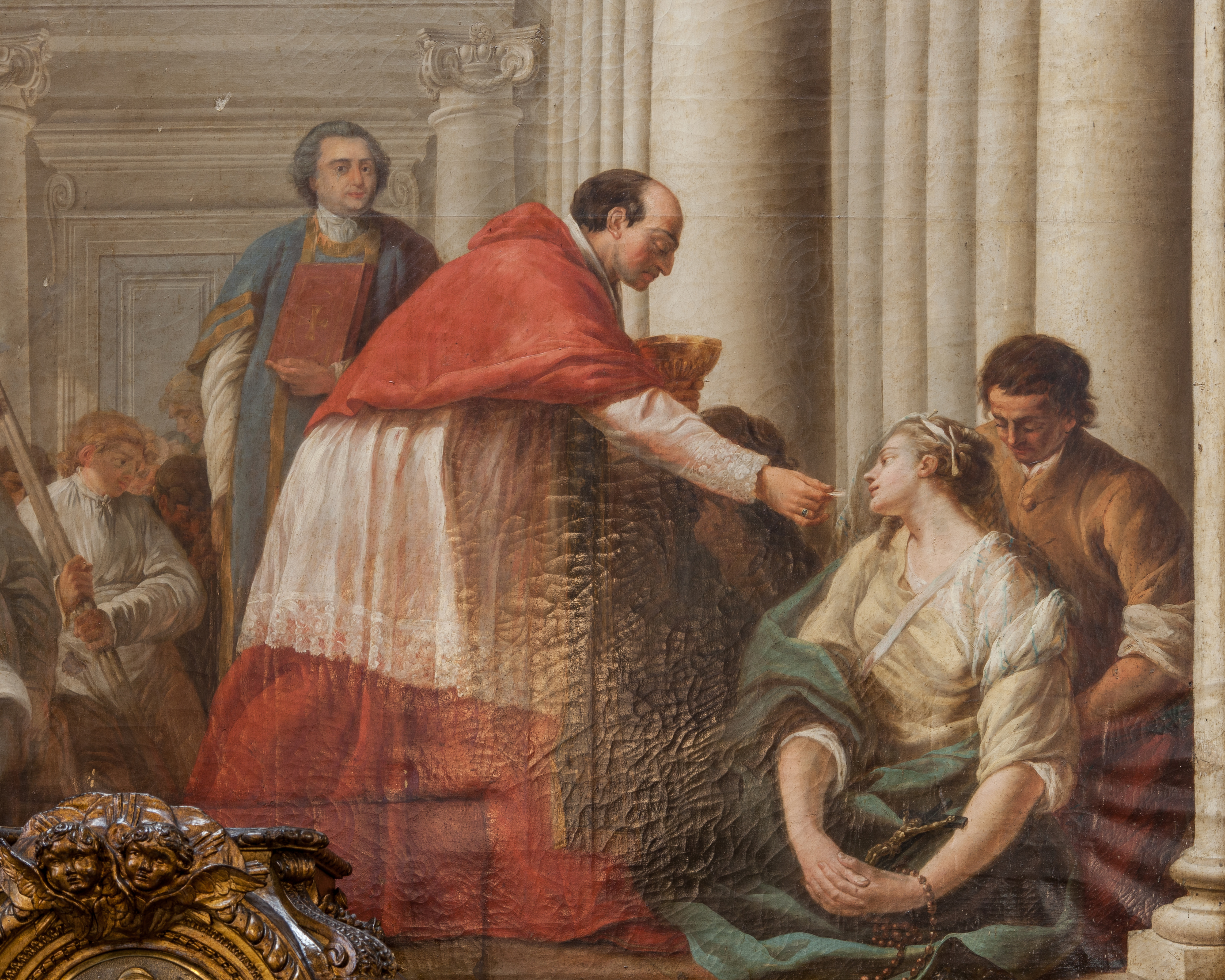
Chapelle de la Communion. Au 2e plan, le curé Parent.

Les deux portes donnent accès à la  chapelle de la Communion (face postérieure du retable, dit autel de retro), réaménagée donc en 1775 : l'autel supporte un tabernacle en bois sculpté et orné d'une porte de bronze doré et ciselé, représentant le repas d'Emmaüs. Il est surmonté d'un retable en trompe-l'œil, de nouveau sur deux registres. En bas : Saint Charles Borromée donnant la Communion aux pestiférés, avec la représentation du curé Parent en arrière-plan, par Jean-Ferdinand-François Godefroid. En haut : Dieu le Père bénissant, sans doute par J.-B.-Cl. Robin. Au-dessus des portes, sculptés en médaillons dans le marbre, deux bustes difficilement identifiables avec les deux titulaires de l'église : saint Nicolas et saint Jean l'Évangéliste. Le panonceau ancien placé dans cette zone cite aussi une "Vierge en bois sculpté de la fin du XVIIe siècle" qui ne s'y trouve plus.
Pour mémoire, le chœur était orné autrefois, surtout à l'occasion de grandes cérémonies, d'une tenture de quatorze pièces de tapisserie de haute lice, commandées entre 1557 et 1563, qui étaient consacrées à saint Nicolas . Le second patron de l'église  n'avait pas été oublié puisqu' en mars 1574 la fabrique avait commandé au peintre couru Baptiste Pellerin six tableaux, peut-être des cartons  de tapisserie, représentant la vie de saint Jean l'évangéliste et l'Apocalypse. Le jubé, la nef et le charnier étant également décorés, la dizaine d'autres tentures possédées par la fabrique n'y suffisait pas et il fallait louer ou emprunter d'autres tapisseries. Par ailleurs, un règlement de 1732 obligeait à prendre garde qu'aux jours de grandes festes… on n'expose… aucunes tapisseries indécentes.

#### Les chapelles
Concédées jadis, chacune à un particulier pour en jouir et avoir la clef, [en étant tenu] de faire clore de menuiserie à balustres, y mettre vitres, lambris, et l'orner de peintures, tableaux, ornements et autres enrichissements et décorations qu'il avisera; y faire faire un autel et, si bon lui semble, une voûte ou cave à inhumer son corps, les chapelles entourent l’église. Il y en eut plus de trente attribuées moyennant finances, dont sept consacrées à la Vierge et sept au Christ. Leur appellation actuelle ne va pas de soi car elle ne correspond jamais à la dédicace d'origine. Toutes en effet ont été renommées, probablement lors de la restauration de 1823-1829 et même parfois dès l'Ancien Régime, au gré des changements de propriétaire. La fabrique en dressa un inventaire de titres en 1781. On peut les identifier plus facilement par un numéro d'ordre, du nord au sud, grâce aux chiffres en numération romaine gravés en 1617 sur les "piliers" d'entrée.
De part et d'autre de la chapelle axiale, les douze chapelles no 12 à 24 ont été attribuées, entre 1616 et 1620, à de riches et puissants paroissiens qui firent appel, pour leur décoration, aux grands noms d'alors : Georges Lallemant, François Pourbus, Quentin Varin. Quelques années plus tard intervinrent de nouveaux peintres, élèves de Simon Vouet : Michel I Corneille, Nicolas Chaperon. Au moins deux huiles sur toile et plusieurs huiles sur mur sont encore en place (celles-ci après enlèvement du badigeon et restauration, au début du XXe siècle et au début du XXIe siècle). Elles constituent un précieux témoignage de l'évolution de la peinture religieuse dans la première moitié du XVIIe siècle.
En décembre 1792, le citoyen Croupart, entrepreneur de peinture, reçut l'ordre d'enduire les murs d'une douzaine de chapelles. Ce badigeonnage avait pour but de faire disparaître « les signes de la féodalité et de la superstition ».
En 1804, le Museum central attribue plusieurs tableaux à l'église. En 1812, six autres tableaux anciens sont envoyés par le Museum. Tout au long du XIXe siècle, et spécialement entre 1817 et 1827, une bonne vingtaine de toiles et de statues furent commandées par la Ville de Paris, pour être elles aussi placées dans les chapelles (celles-ci n'étaient plus privées) et compenser les disparitions révolutionnaires.
Une description, chapelle par chapelle, a été rédigée en 1841 par l'abbé Pascal, en 1878 par l'Inventaire Chaix, en 1901 par l'Inventaire Plon puis en 1920 par Lucien Lambeau. Ces chapelles mettent en évidence l'évolution de la peinture religieuse depuis le XVIIe :
- XVIe siècle : une Crucifixion peut-être d'un successeur de Jean Cousin (1540 ?). Aspertini, Ferrari ?, Trotti ;
- XVIIe siècle : Baullery ?, Chaperon, Corneille l'Ancien, Finson, Lallemant, Pourbus le Jeune, (Sarrazin), Simpol, Van Mol, Varin, Vignon, Vouet ;
- XVIIIe siècle : Coypel, Godefroid, Hallé, Jeaurat, Nanteuil, Pierre, Robin, Saint-Hilaire d'Olivet ;
- XIXe siècle : Bonnat, Brisset, Brongniart, Caminade, Cogniet, Colin, Collet, Coutan, Dassy, Jeanron, Jonvaux, Jouy, Landelle, Laurens, Laviron, Maignan, Michel, Monchablon, Norblin, Perlet, Quantin, Rouget, Souchon, Verrebout, Vibert ;
- XXe et XXIe siècles : Boureille, Puiforcat; un Chemin de croix en émaux champlevés et cloisonnés par Jean-Paul Froidevaux (2002).

#### Les chapelles nord

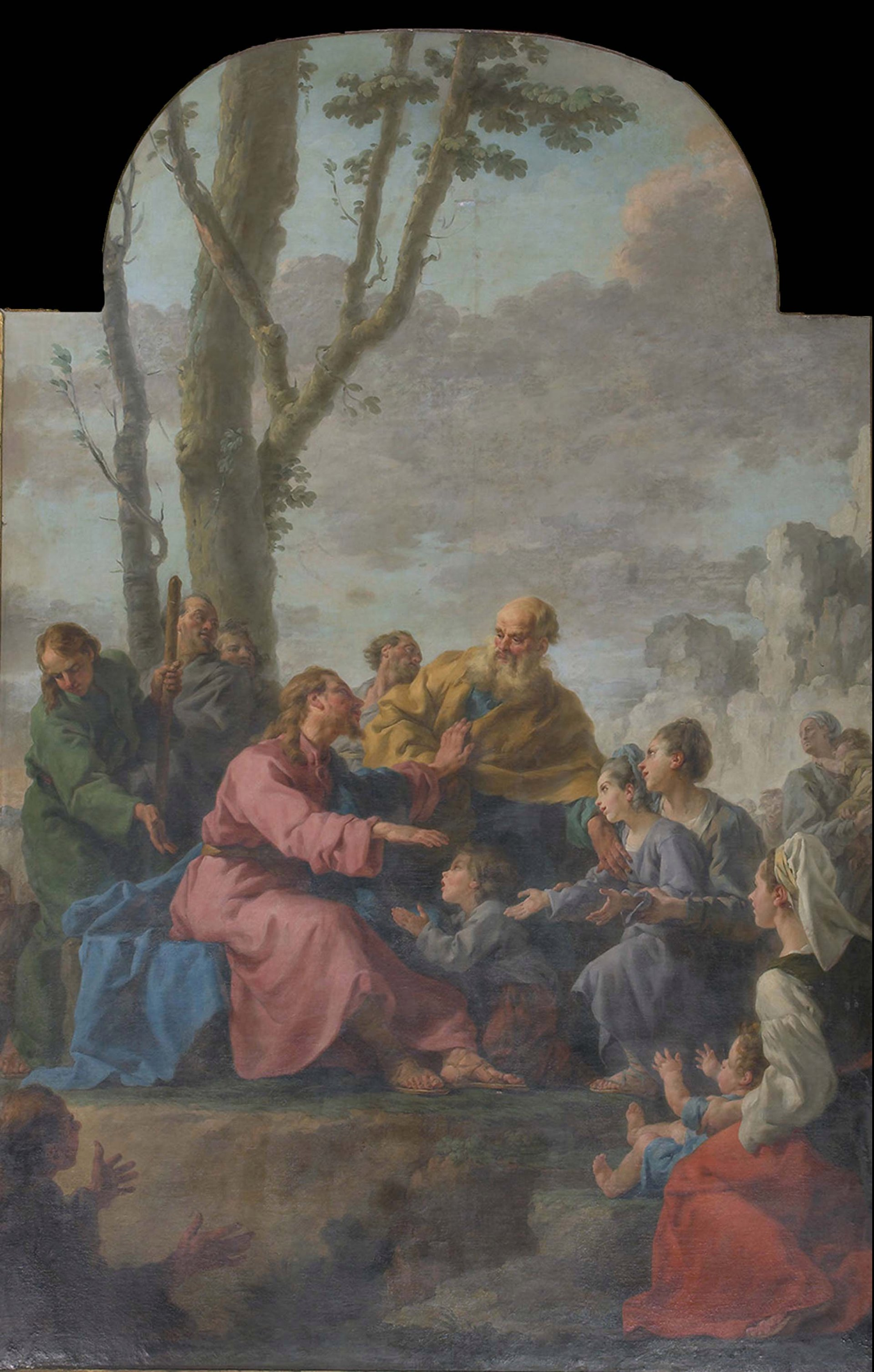
Chapelle no 1-2, Le Christ et les enfants par Noël Hallé.

Les sept premières chapelles ont été construites probablement de 1490 à 1501. Elles sont peu profondes.
no 1 et 2 : anciennes chapelles Saint-Roch et Saint-Pierre-Saint-Paul, réunies dès le XVIIIe avec les travées correspondantes de la nef, pour être englobées dans une grande chapelle des catéchismes, orientée du sud au nord. Elle contient une toile de Noël Hallé, Jésus-Christ faisant approcher de lui les petits Enfans pour les bénir (Salon de 1775), provenant du collège des Grassins, et qui orne un autel provenant peut-être de l'église disparue Saint-Benoît-le-Bétourné. On y voyait aussi un tableau de 1627, Le Christ entre la Vierge et saint Jean, restauré en 1968.
no 3 : la chapelle concédée en 1501 à Christophe des Vignes, marguillier, possède une voûte à liernes et tiercerons. Elle fut de nouveau concédée, en 1519, à la confrérie des maîtres tapissiers de haute lisse, avec autorisation de pendre, accoustrer et afficher l'ymage Sainte-Geneviefve.
En 1775, alors en possession de la famille Mandat depuis 1598, elle est réunie à la suivante (le mur de séparation a en effet disparu) à la condition de faire poser des vitraux blancs en place de ceux de couleurs, et de l'aménager sous la conduite du sieur Bouland, architecte.
no 4 : ancienne chapelle Saint-Fiacre et Sainte-Véronique, concédée en 1499 à la confrérie des jardiniers, une des six qui existaient à Paris en 1621, et qui fêtaient leur saint patron le 30 août : Saint Fiacre. La chapelle, la corporation et la ferveur ne sont plus que des souvenirs, regrette l'abbé Pascal en 1841.
no 5 : ancienne chapelle Sainte-Magdelaine, concédée en 1597 à Louis de Machault, maître des comptes, et à sa belle-mère.
Devenue chapelle du Calvaire à cause du monument en plâtre installé lors de la Mission prêchée en 1822 par le nouvel archevêque de Paris Mgr Hyacinthe-Louis de Quélen. Cette mission donna lieu à contestations.
no 6 : ancienne chapelle Notre-Dame-de-Pitié, concédée en 1517 à Pierre Riche Villain, puis acquise en 1597 par Jean Amelot (de la famille éponyme), président des enquêtes du Parlement de Paris. Sa veuve se remarie, en 1601, avec Michel de Marillac qui deviendra Garde des sceaux sous Louis XIII (il est l'oncle de sainte Louise de Marillac). Plusieurs des épitaphes Amelot ont été reposées au sol de la chapelle n°12.
Actuelle chapelle Saint-Antoine-de-Padoue, à cause de la statue du saint tenant l'enfant Jésus.
Sur le mur de gauche est accroché le tableau sur bois La Vierge à l'Enfant entourée de saints :  de part et d'autre de la Vierge, Zacharie (ou Joachim) tient Jésus et Elisabeth porte Jean-Baptiste; au second plan, se succèdent le commanditaire en habit d'avocat, Joseph et un évêque (Jérôme ?) Ce tableau a été peint vers 1535 par Amico Aspertini. Autrefois à Bologne, déposé ici avant 1878, il a été restauré en 2007.j
no 7 : chapelle probablement concédée en 1501 à la confrérie du Saint-Sacrement, créée en 1456 (la confrérie s'installa ensuite dans la chapelle no 17). Ancienne chapelle Saint-Denis car concédée en 1592 à Denis de Saint-Germain, conseiller du roi et maître ordinaire en sa chambre des comptes, et restée dans la famille jusqu'en 1730.
Ici commence la série des quatre chapelles construites de 1576 à 1586.
no 8 : ancienne chapelle de l'Annonciation de Notre-Dame, concédée en 1588 à Pierre Leclerc, sieur du Vivier en France, et à sa femme.

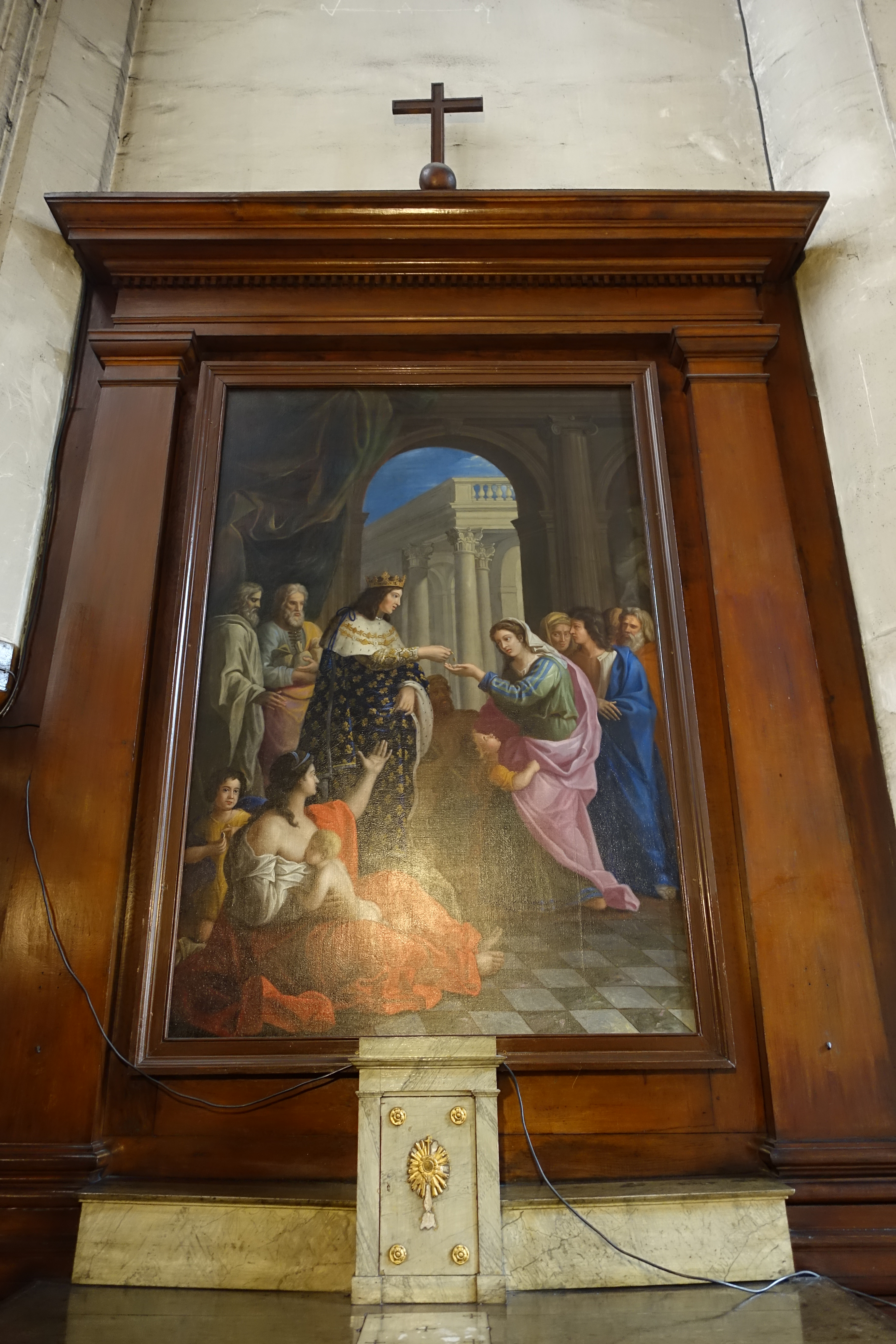
Chapelle no 8, Saint Louis faisant l'aumône.

Actuelle chapelle Saint-Louis à cause de Saint Louis faisant l'aumône, toile vers 1640, provenant du couvent des Jacobins de la rue Saint-Honoré, et inspirée en partie du tableau de Jacques Stella conservé à la cathédrale de Bazas.
no 9 : placée primitivement sous le vocable de saint Jean car acquise en 1587 par noble homme Jean Leconte, vendeur de poisson de mer fraiz et salé, et sa femme. Jean Leconte était aussi quartinier et bourgeois de Paris; il fut trois fois échevin de la ville et seigneur de Montauglan (près de la forêt de Montmorency). Il y est inhumé en avril 1613.

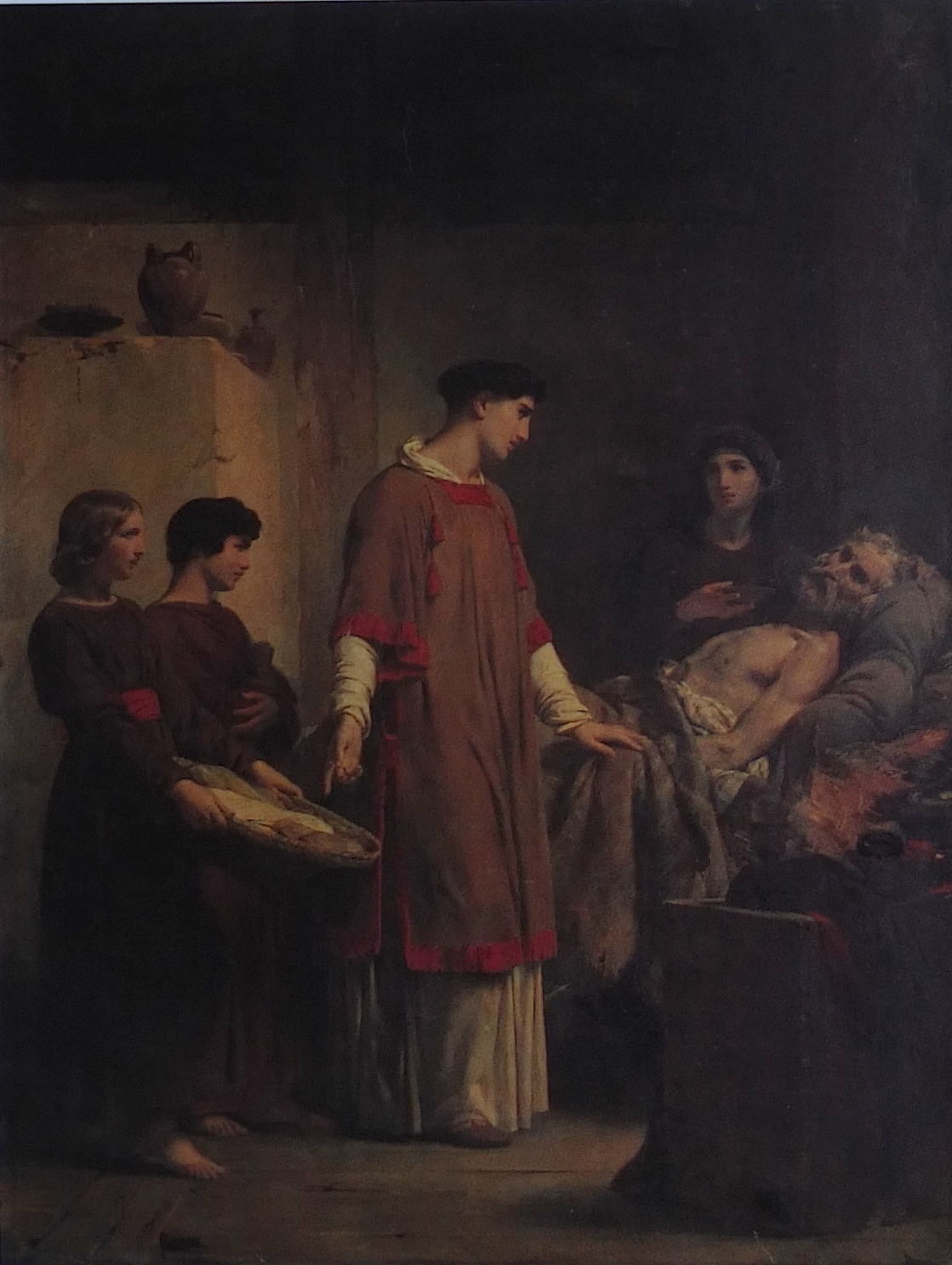
Chapelle no 9, Saint Étienne portant secours à une famille pauvre par Léon Cogniet.

En 1730, le marquis de Novion cède la chapelle afin d'établir un passage pour les religieux de Saint-Nicolas-des-Champs. Ce passage est muré, mais remarquez le raccourcissement de la hauteur des lancettes de la fenêtre.
Devenue chapelle Saint-Étienne au XIXe siècle à cause des deux tableaux toujours en place : à gauche Saint Étienne portant secours à une famille pauvre, peint en 1827 par Léon Cogniet ; à droite Saint-Étienne allant au martyr, peint en 1861 par Jules Quantin, élève de Cogniet spécialisé dans la peinture religieuse.
Actuelle chapelle Sainte-Jeanne-d'Arc.
no 10 : ancienne chapelle de la Nativité de la Sainte-Vierge, concédée en 1587 à René Dolu, intendant des finances de la reine d'Écosse et douairière de France, et à sa femme Marie Alleaume.
Actuelle chapelle Saint-Jean-l'Evangéliste à cause du tableau de gauche représentant Saint Jean l'Evangéliste dans l'île de Patmos, peint en 1863 par Philippe-Auguste Jeanron, et aussi du retable sur deux registres : en bas Saint Jean composant l'Apocalypse, copie XVIIIe siècle d'après Charles Le Brun ; en haut une Cène peinte en 1847-1850 par Jules Quantin.k
no 11: ancienne chapelle acquise en 1587 par Anne Leclerc, veuve de Jean Dugué, seigneur de Champs-sur-Marne, conseiller du Roi et trésorier général de France. Elle passe en 1605 à Jean de Creil, bourgeois de Paris et futur conseiller du roi, dont l'épitaphe de 1609 a été en partie conservée (au sol de la chapelle n° 12).

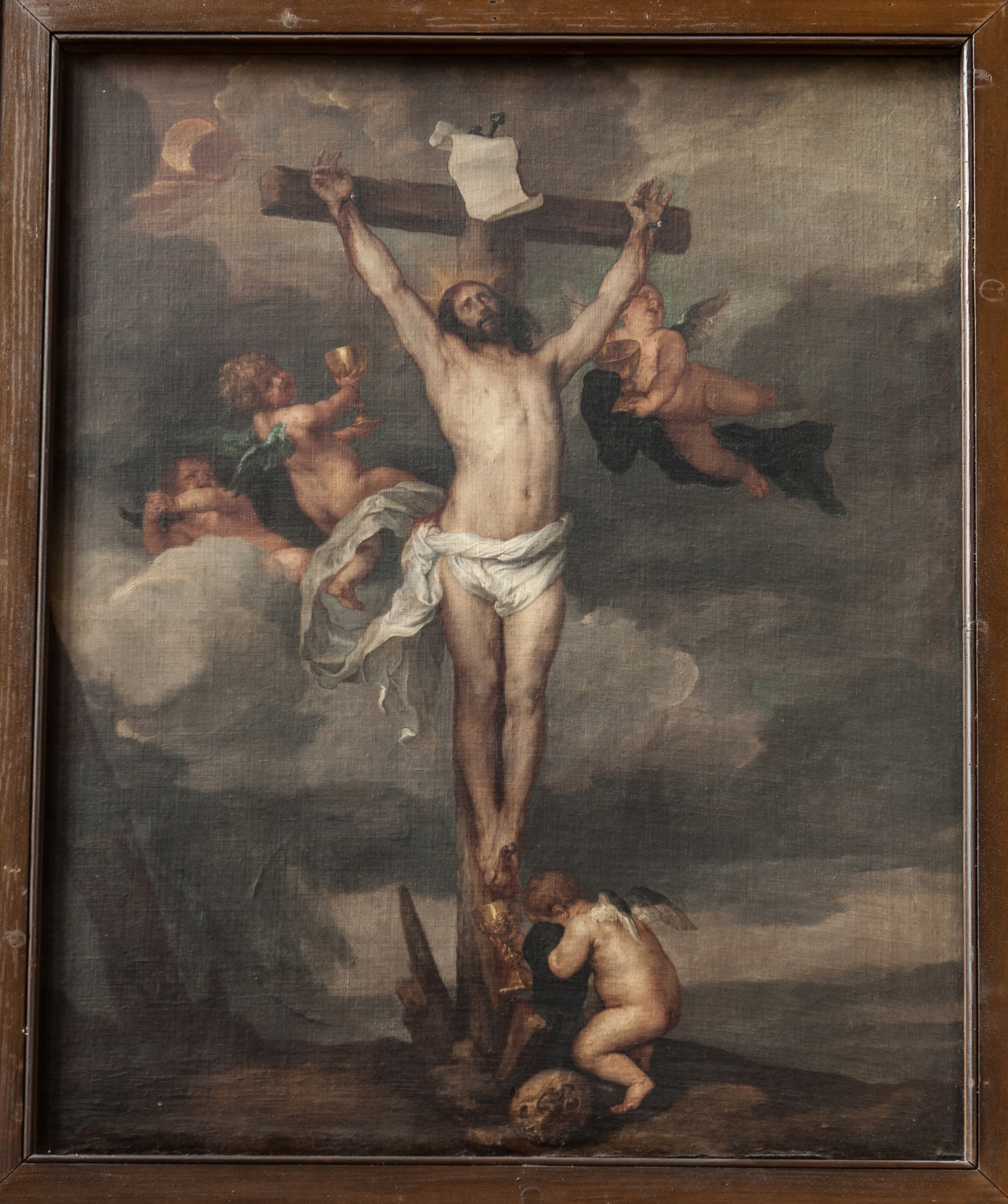
Chapelle no 11, Christ en croix.

Ancienne chapelle de l'Adoration des trois rois, peut-être à cause de peintures murales ou d'un retable disparus. Les musées de Lille et de Saint-Pétersbourg conservent deux Adoration des Mages par Georges Lallemant, peintre célèbre dont Saint-Nicolas-des-Champs possède encore deux œuvres. Par ailleurs une Adoration des Rois de Claude Vignon, redoutable concurrent de Lallemant dès 1625, est attestée "dans une des chapelles de Saint-Nicolas-des-Champs" en 1690. On peut penser, entre autres, à son tableau identifié dans une église du Québec, et très proche de son Adoration des mages de 1625 conservé à Saint-Gervais-Saint-Protais.
On voit dans cette chapelle, sans doute en illustration de sa dernière appellation de chapelle saint Bruno, un tableau de St Bruno refusant les présents du Comte Roger, peint en 1874 par Jean-Paul Laurens.
C'est peut-être en remplacement du grand tableau Le Christ appelle à lui les affligés, commandé en 1877-1879 à Albert Maignan, qu'a été placé ici un Christ en croix copié vers 1627 d'après Antoine Van Dyck (ill. ci-contre) et que le Museum central avait prélevé dans la collection d'un émigré.

Ici commence la série des douze chapelles construites de 1613 à 1616.
no 12 : ancienne chapelle des Trois vertus théologales, acquise en 1617 par Cardin Le Bret, (on a peut-être joué sur l'expression quatre vertus Cardinales), avocat général au Parlement de Paris et défenseur intransigeant de l'absolutisme royal, inhumé en 1655. Les peintures exécutées vers 1635 par Nicolas Chaperon sur la voûte et les parois représentent L'Annonce aux bergers.

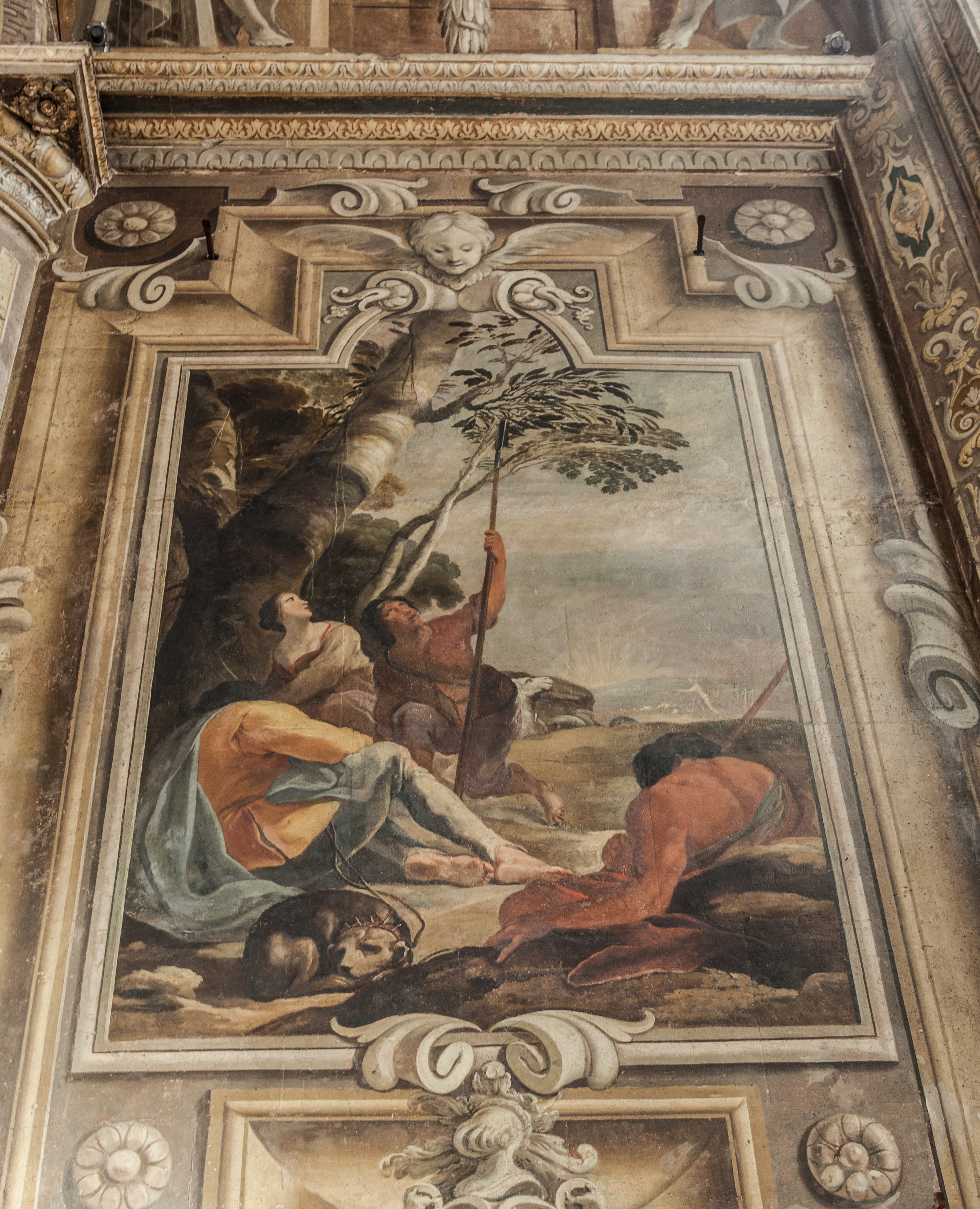
Chapelle no 12, L'Annonce aux Bergers par Nicolas Chaperon.

Sur le mur du fond, un beau triptyque sous verre représente La Montée au Calvaire, la Crucifixion et La Descente de Croix. La partie centrale, peinte sur bois vers 1540, attribuée depuis 2013 à l'atelier de Jean Cousin, fut jadis offerte par le Musée des monuments français comme étant un Francken saisi aux Blancs-Manteaux. Les volets latéraux sont des copies d'après deux tableaux de Rubens, dont la célèbre Descente de croix (1612-1614) de la cathédrale Notre-Dame d'Anvers.j
Parmi une quinzaine de dalles funéraires, une de 1694, en marbre blanc, est aisément lisible : le ciel l'estimant trop pour la laisser plus lontems mortele….
Actuelle chapelle Saint-Vincent-de-Paul à cause du tableau La charité de Saint Vincent de Paul peint en 1856 par Pierre-Nicolas Brisset. La toile s'insère dans un cadre surmonté d'un bas-relief en plâtre représentant la Charité, le tout de la fin du XVIIIe.
La chapelle est également consacrée au souvenir de Louise de Marillac.
no 13 : ancienne chapelle Saint-Henri car acquise en 1616 par Henri II de Montmorency, que Richelieu et Louis XIII firent décapiter à Toulouse, en 1632, pour crime de lèse-majesté. Il ne reste rien de sa décoration, pourtant jugée admirable en 1639. Au sol, trois dalles funéraires de la famille de Mesmes et de Rochechouart, général des galères. « Elles étaient chargées d'armoiries et d'épitaphes qui ont été effacées par le marteau des niveleurs, dans les temps de la terreur révolutionnaire ».
Actuelle chapelle Saint Jean Baptiste à cause du tableau 'Hérodiade recevant la tête de saint Jean Baptiste, peint en 1849 par Sébastien Norblin, et d'une statue anonyme du saint.
Le décor a été complété en 1947 par une statue de Pascal Boureille représentant le Curé d’Ars.
no 14 : ancienne chapelle de la Sainte-Vierge, concédée en 1616 à Jean Fabry, trésorier général de l'extraordinaire des guerres et cavalerie légère, et à sa femme Marie Buastier (d'où peut-être la dédicace). Ils marièrent leurs filles dans les familles Séguier et Pompadour.
Actuelle chapelle Saint-Michel à cause du Saint Michel terrassant le démon, copie du XVIIIe siècle d'après un original de Guido Reni conservé à Rome. Le Tobie et l'ange se mettant en voyage a été peint en 1845 par Gabriel Laviron.
no 15 : ancienne chapelle Saint-Claude car acquise en 1618 par Claude Perou, "marchand pourvoyeur de la maison du roi" et l'un des seize quartiniers de Paris, également marguillier. La voûte a gardé sa peinture montrant Dieu le Père et quatre anges portant des emblèmes de la Passion, exécutée entre 1618 et 1623, non pas par Quentin Varin ou par Georges Lallemant (leur style paraît différent, dans les chapelles n° 16 et n°22), mais par un autre artiste, par exemple Nicolas Baullery. Le critique d'art Gaston Varenne appréciait peu ces peintures, affirmant en 1905 à propos des personnages qu' ils n'ont rien de gracieux ni d'intéressant, les visages sont insignifiants, les chairs épaisses et terreuses, les membres souvent disproportionnés, avec des muscles gros et saillants, comme s'il s'agissait d'athlètes.

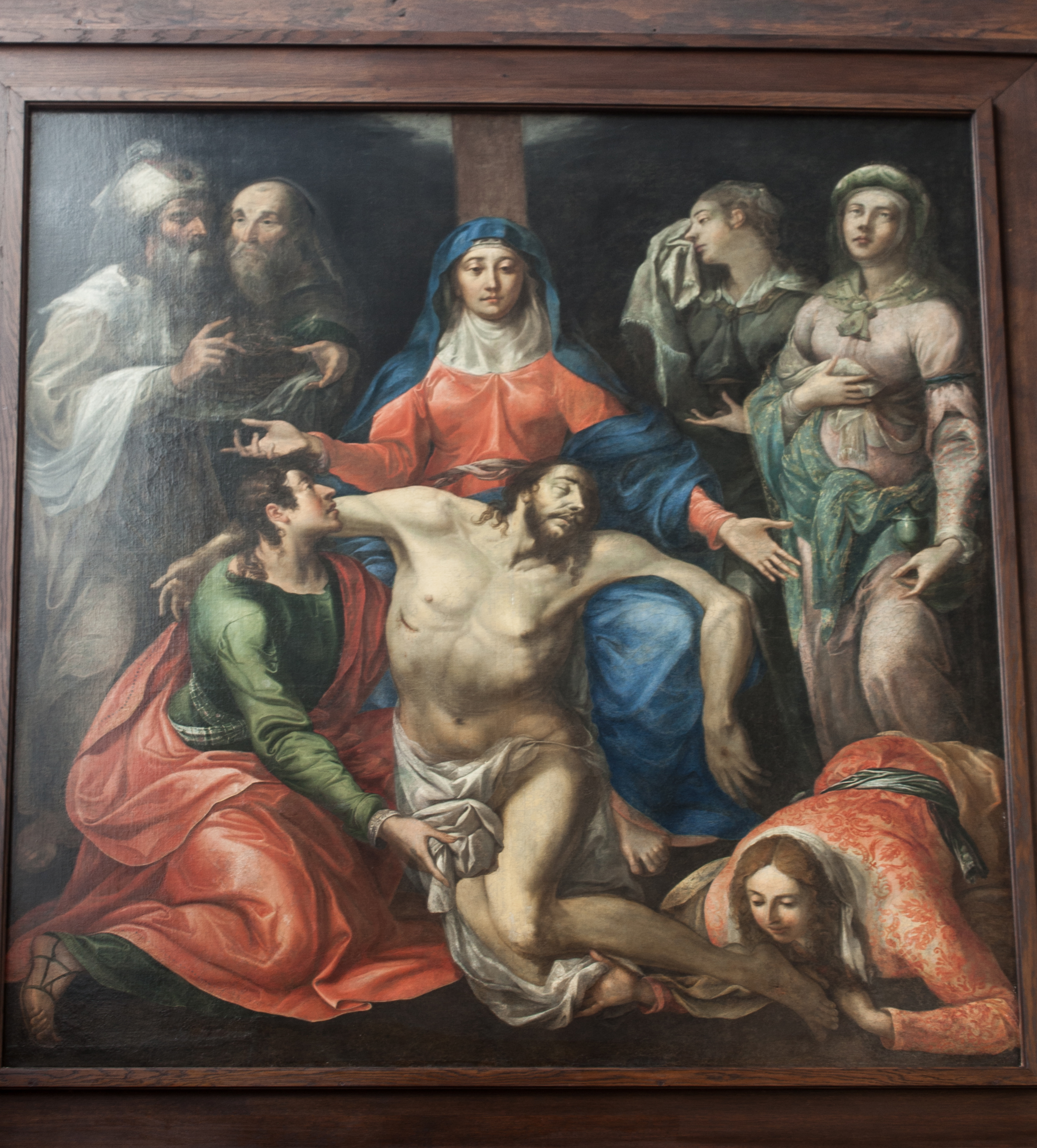
Chapelle no 15, Notre-Dame de pitié par Georges Lallemant.

La Notre-Dame de pitié peinte en 1620-1622 par Georges Lallemant pour la chapelle axiale fut placée ici en 1817, d'où la nouvelle appellation de chapelle de la Compassion,.
La toile Saint Nicolas apaisant la tempête datée de 1747, qui imite une sculpture en relief, est l'œuvre de Jean-Baptiste-Marie Pierre. Selon l'abbé Pascal, un texte du (XIIe siècle) d'Adam de Saint-Victor semble avoir inspiré l'artiste. Sous l'Ancien Régime, elle faisait pendant à saint François d'Assise méditant dans la solitude, actuellement à l'église Saint-Sulpice.
no 16 : chapelle concédée en 1620 à Claude Charlot, conseiller du Roi, intendant de François d'Orléans-Longueville, comte de Saint-Pol, et lotisseur d'un quartier du Marais. La dédicace d'origine est aux Saints-Anges, comme le prouve la peinture murale de Quentin Varin représentant La chute des anges rebelles, datée de 1623. Aux retombées des voûtes, allégories de la Concorde et de la Charité à gauche, de l'Humilité et de l'Obéissance à droite.

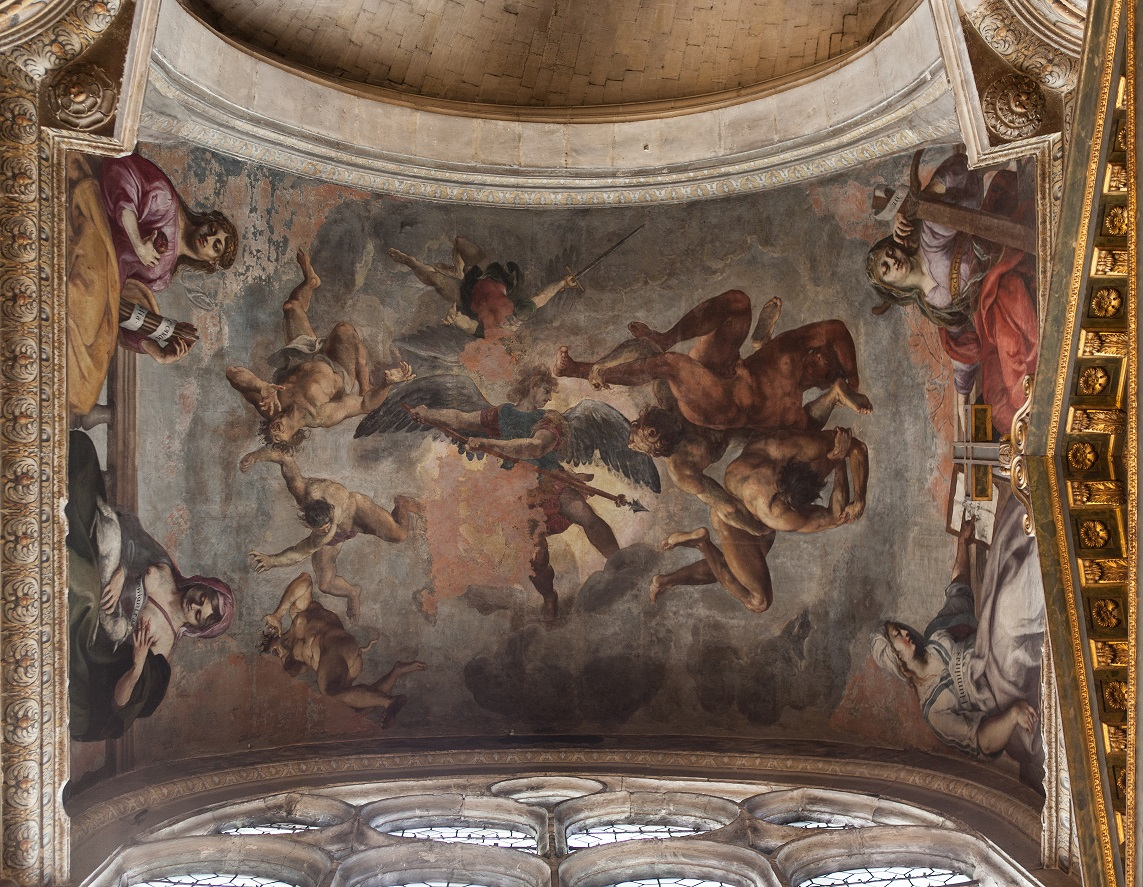
Chapelle no 16, La Chute des Anges rebelles par Quentin Varin.

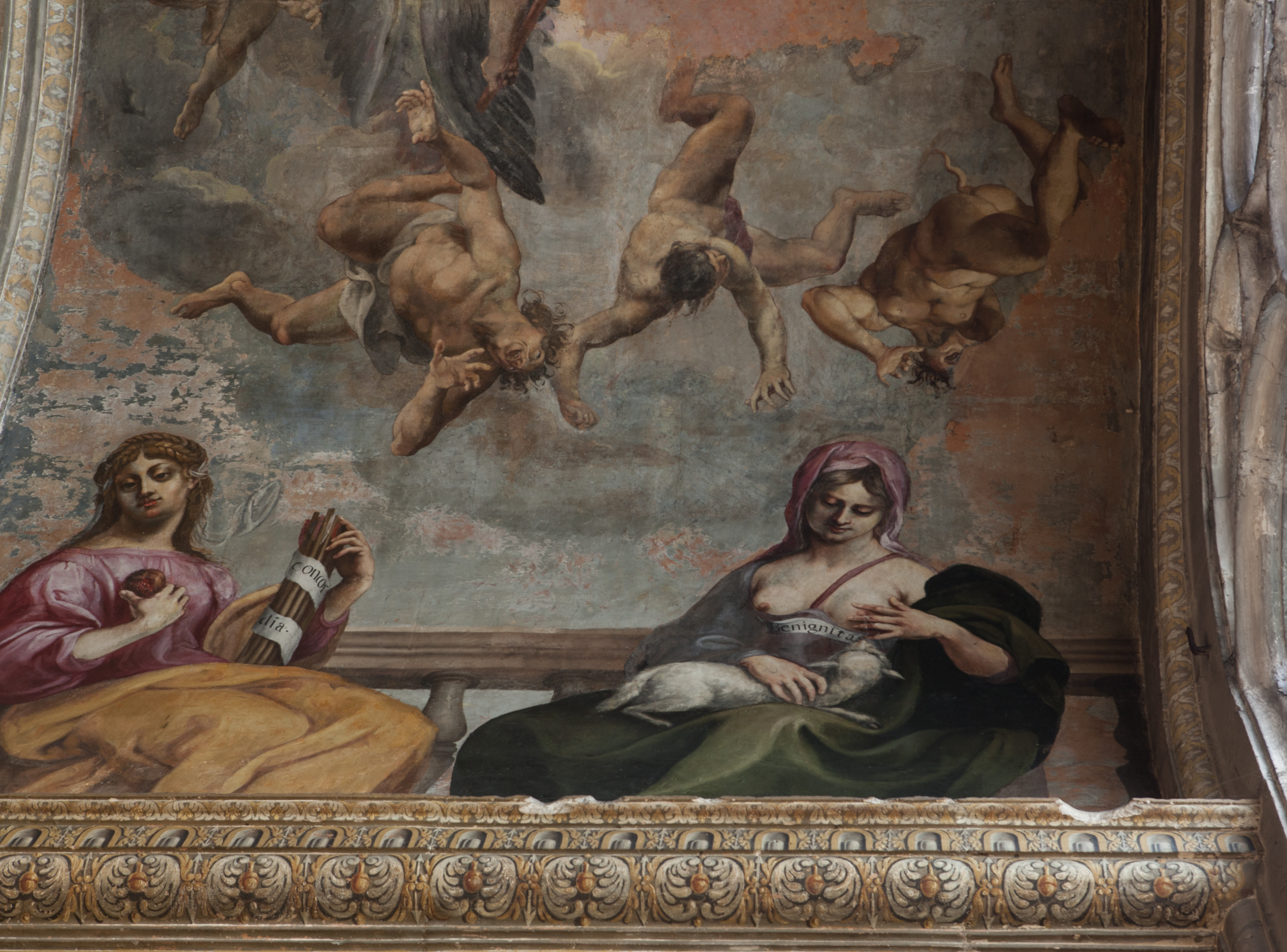
Chapelle no 16, La Chute des Anges rebelles par Quentin Varin (détail : la Concorde et la Charité).

Après la chute de Claude Charlot, dépouillé de son duché de Fronsac par Richelieu, la chapelle passa probablement à la famille Habert de Montmor. C'est ici qu'Henri-Louis Habert de Montmor aurait fait placer ou replacer un monument disparu qui comprenait un buste en marbre blanc en hommage à cet homme pieux, sage, savant, son ami et son hôte, Pierre Gassendi.
Au XIXe siècle, chapelle dédiée à Sainte Cécile, dont le chef avait été confié à l'église par le prieuré. Il ne s'agissait pas de l'illustre patricienne de Rome mais d'une martyre de Cologne, compagne de sainte Ursule. On avait oublié que c'est la confrérie des jardiniers (possesseurs de la chapelle no 4), qui en avait la garde sous l'Ancien Régime . La statue représentant Sainte Cécile a été sculptée en 1825-1827 par Abel Dimier. Le tableau Sainte Cécile en prière a été peint en 1848 par Charles Landelle.

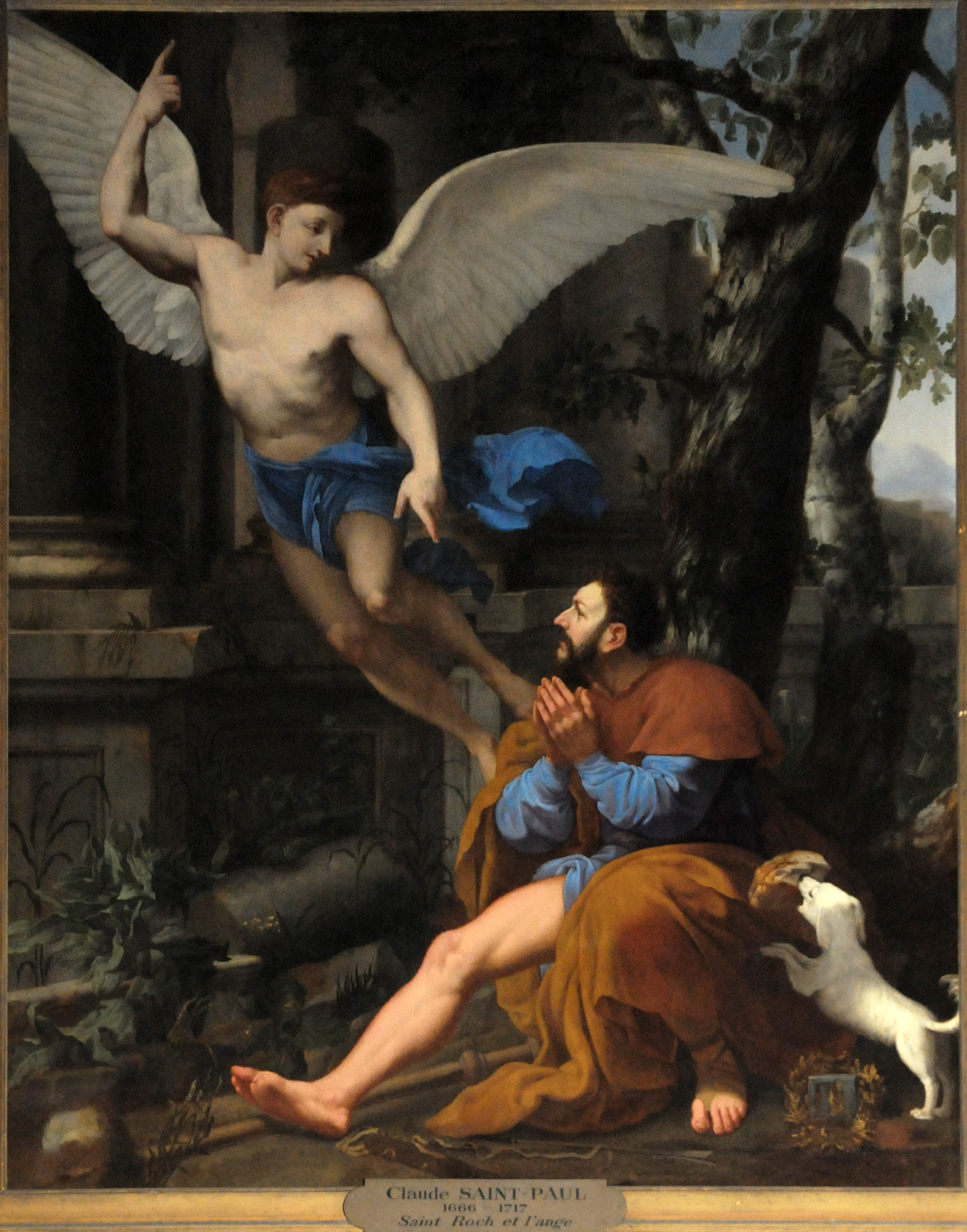
Chapelle no 17, Saint Roch et l'Ange par Claude Simpol.

no 17 : cet ancien siège de la confrérie du Saint-Sacrement sert maintenant d'accès à la sacristie. On y trouve Saint Roch et l'ange, tableau de 1680-1700 dû à Claude Simpol (orthographié Saint-Paul sur le cadre) ayant appartenu à l'ancienne collégiale Saint-Honoré, ainsi qu'un petit Ecce Homo, l'une des nombreuses copies d'après un original disparu de Jacopo Ligozzi, déposée ici avant 1878.

#### La chapelle axiale de la Vierge
Cette chapelle ne pouvait en principe être concédée à personne. Elle fut cependant le siège de la Confrérie de Notre-Dame de Miséricorde, dont les membres s'engageaient par vœu à servir et à nourrir les malades du quartier. Sa construction en 1613, dans l'axe et en saillie, fut la seule entorse faite à l'imitation du plan de Notre-Dame, mais aussi l'un des premiers exemples de la reprise de ce modèle, qui connaîtra son plein épanouissement au milieu du siècle.
Sa décoration fut commandée en 1620 au célèbre peintre Georges Lallemant qui exécuta, en deux ans, tout un ensemble consacré à la Vierge : 
- en partie basse, dans des lambris, deux séries de douze petits tableaux, aujourd'hui disparus et ayant laissé la place aux ex-voto ;
- au-dessus, deux grands tableaux latéraux, également disparus : une Notre-Dame au milieu des prophètes et une Notre-Dame au milieu des huict docteurs de l'Église grecs et latins ;
- le retable Nostre Dame de pitié, qui fut déplacé en 1817 dans la chapelle no 15;
- sur les murs au-dessus de l'autel, aux emplacements cachés par les rideaux rouges actuels, trois grands tableaux "sur coustilz" : un Couronnement de la Vierge, cantonné d'une Assomption[97] et d'une « Entrée au ciel », tous trois repeints ou remplacés en 1857[98].
- enfin, dans les deux lunettes comme dans tous les écoinçons des voûtes, furent peintes deux scènes, "plusieurs anges et testes de chérubins" et des "fleurs de lys". Des sondages par décapage n'ont pas permis d'être assurés de retrouver ces peintures murales dans un état satisfaisant.

Un ensemble du même type se voit encore aujourd'hui dans la chapelle Sainte-Anne de l'église Saint-Joseph-des-Carmes, décorée entre 1620 et 1630 par des artistes proches de Georges Lallemant.
En 1817, on installe les deux toiles actuelles : Le Repos en Égypte peint en 1817 par Alexandre-François Caminade; et L'Adoration des Bergers, peinte vers 1710-1715 par Noël-Nicolas Coypel, qui proviendrait  de l'église Saint-Nicolas-du-Chardonnet ou bien des Hospitalières de Notre-Dame (près du couvent des Minimes de la Place Royale). On met aussi en place la statue en marbre représentant La Vierge présentant l'Enfant, sculptée en 1817 par Nicolas Delaistre sur le modèle en plâtre qu'il avait présenté trente ans auparavant, au Salon de 1787.
En 1843, est installée au fond de la chapelle, en hauteur, la peinture sur lave émaillée de Pierre-Étienne Perlet, représentant un grand buste du Christ, de style byzantin, sur fond d'or.
Les vitraux ont été réalisés en 1938-1939 par Pierre Gaudin.

#### Les chapelles sud
no 19 : autrefois chapelle du Saint-Esprit à cause de la peinture ornant la voûte, comme dans la chapelle suivante. Elle avait été concédée en 1618 à Claude Passart, bourgeois de Paris, qui deviendra peu après conseiller-secrétaire du Roi. Il sera aussi marguillier de la fabrique. Son hôtel existe toujours rue Chapon, no 4.

Depuis le XIXe, chapelle Saint- Martin à cause du bas-relief de Saint Martin guérissant un lépreux par Auguste Verrebout (1836-1889), fabricant d'origine belge à la tête de la maison La Statue religieuse à Paris, et à cause du tableau peint en 1870-1873 par Ernest Michel montrant Saint Martin partageant son manteau avec un mendiant.
no 20 : autrefois chapelle Saint Louis car acquise en 1616 par un ancien marguillier, Louis Guibert, conseiller du Roi, Intendant des finances, seigneur de Bussy, c'est-à-dire des deux Bussy Saint-Georges (dans cette ville, son nom a été donné à l'une des neuf écoles de la ville en souvenir de la rente qu'il institua en 1625 pour enseigner gratuitement les enfants).

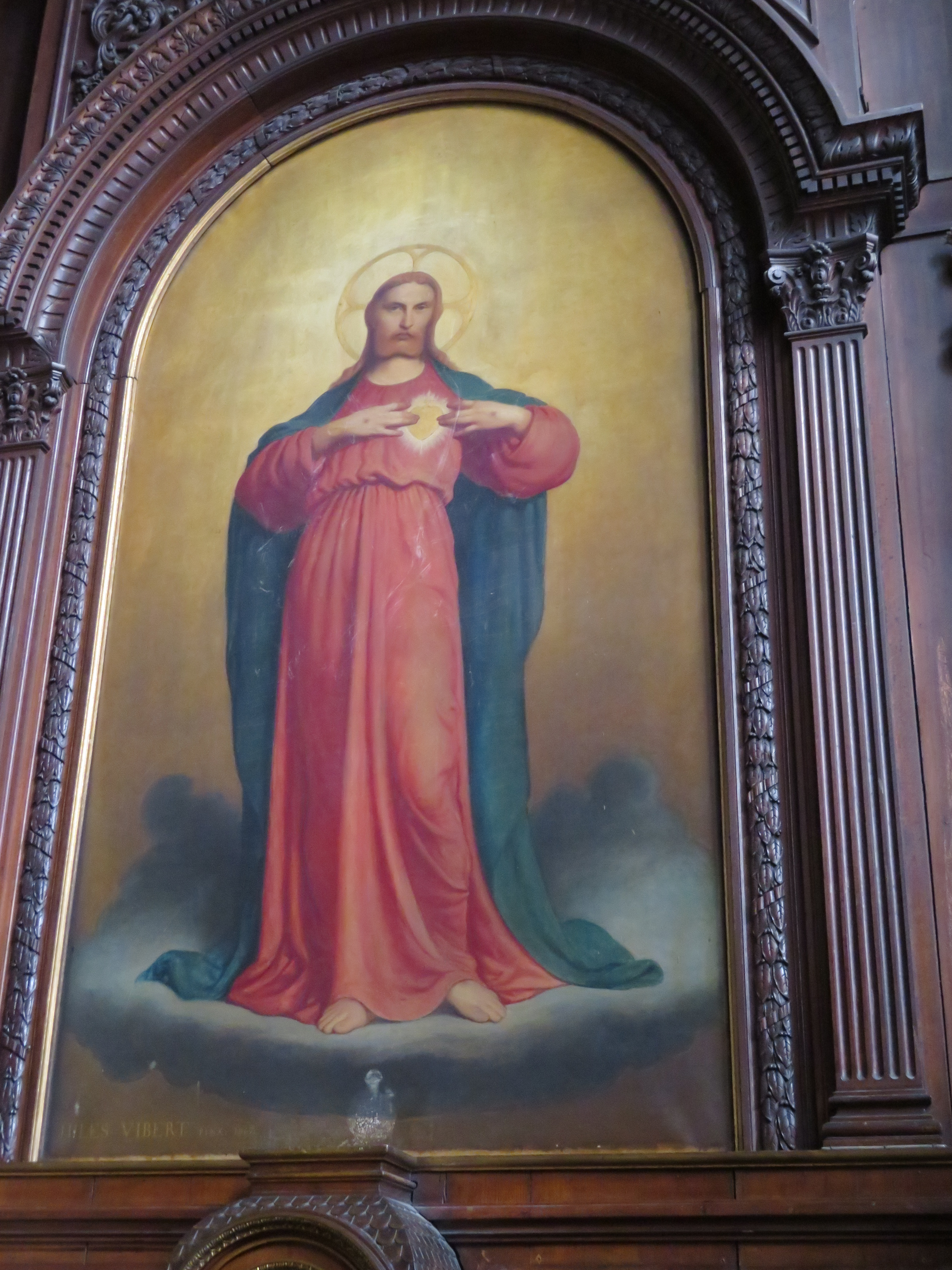
Chapelle no 20, Le Christ montrant son cœur par Jules Vibert.

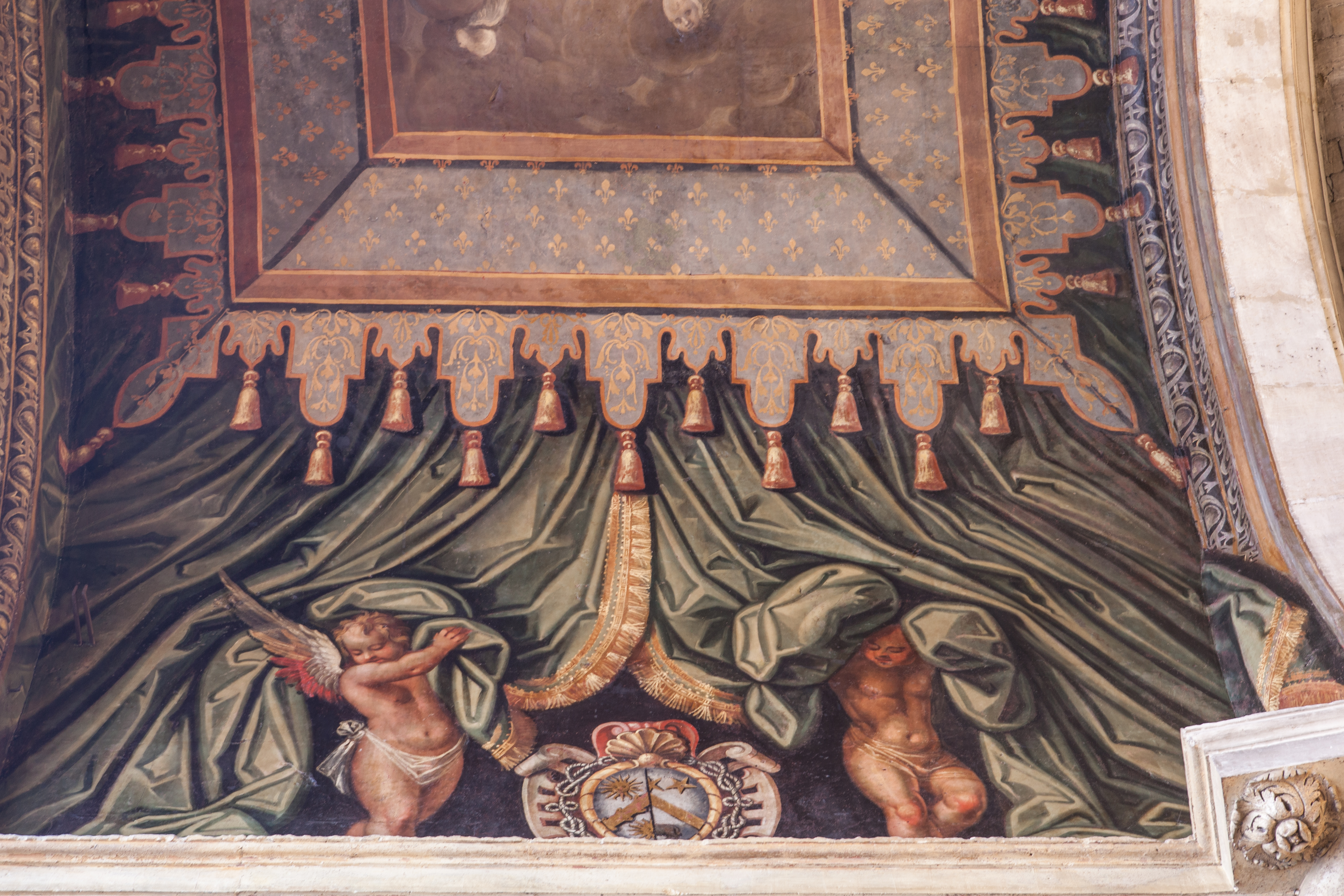
Chapelle no 20. Lambrequins et armoiries.

La peinture de la voûte, réalisée entre 1616 et 1628 par un anonyme, représente quatre anges dévoilant les armoiries de Louis Guibert et de sa femme, Isabelle Séguier (tante du chancelier Pierre Séguier). Les draperies vertes feintes sont des éléments courants du décor des chapelles privées,. Ici, la colombe du Saint-Esprit apparaît dans un dais bordé de lambrequins.
Sur le mur de droite, était accroché un diptyque, volé en 1971, dont chaque volet, peint sur fond d'or, comprenait dix petits tableaux représentant des scènes de la vie du Christ (XIVe siècle),.

Depuis la fin du XIXe siècle, la chapelle est dénommée du Sacré Cœur à cause du retable Le Christ montrant son cœur aux fidèles peint par Jules Vibert en 1867. Ce décor a été complété vers 1950 d'une statue du Sacré-Cœur par Jean Puiforcat.
no 21 : autrefois chapelle du Saint Sépulcre, dans la famille de Choisy depuis sa concession en 1616 à Jean de Choisy, seigneur de Balleroy (Château de Balleroy) et secrétaire du Roi.

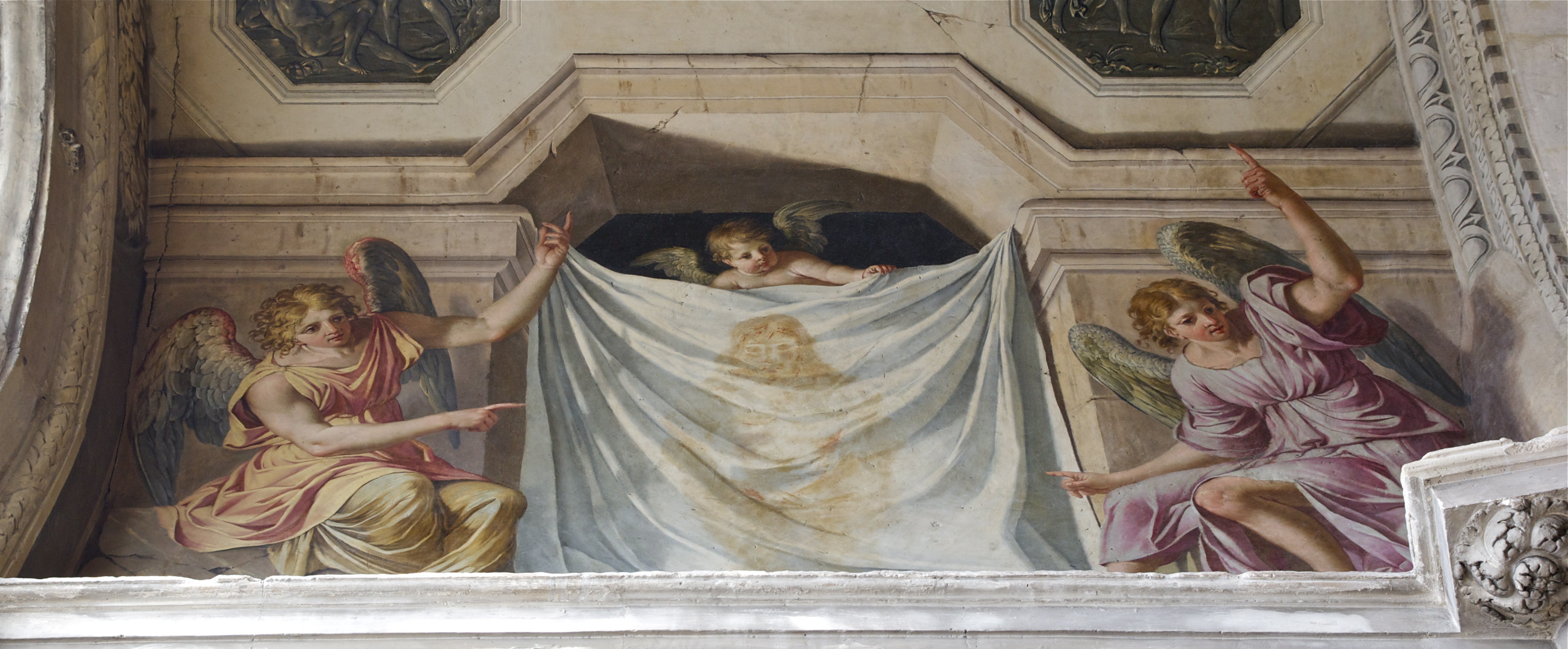
Chapelle no 21, Les Anges et le Suaire par Michel Corneille l'Ancien.

Les peintures murales réalisées vers 1645-1650 par Michel Corneille l'Ancien montrent le Christ qu'encadrent quatre épisodes imitant des reliefs en bronze. Sur les retombées, d'un côté deux anges indiquent le Saint-Suaire (celui de Besançon ?), de l'autre deux soldats apparaissent l'un endormi, l'autre éveillé. La restauration de 2011 a rendu tout leur éclat à ces compositions,.

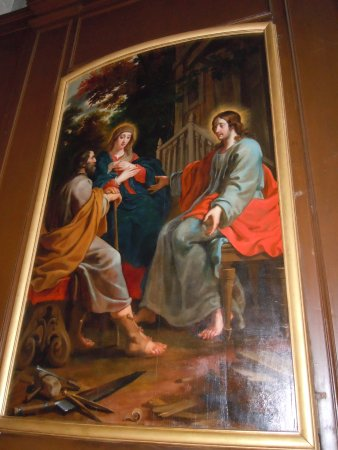
Chapelle no 21. Van Mol

Actuelle chapelle de la Sainte Famille à cause du panneau sur bois peint au XVIIe siècle par Pieter van Mol, restauré en 2007 .
Le tableau Saint Vincent de Paul rachète les galériens, peint pour l'église en 1865 par Léon Bonnat, fut prêté pour exposition au Salon de 1900 et restitué seulement  en ... 1947.
no 22 : chapelle acquise en 1616 par Jeanne Coustan, veuve de Jean Jacquelin, trésorier général des bâtiments du Roi, autrefois dédiée à Beata Maria Parturiens à cause des peintures murales réalisées par Quentin Varin vers 1623 pour illustrer l'Annonce de la nativité du Christ.

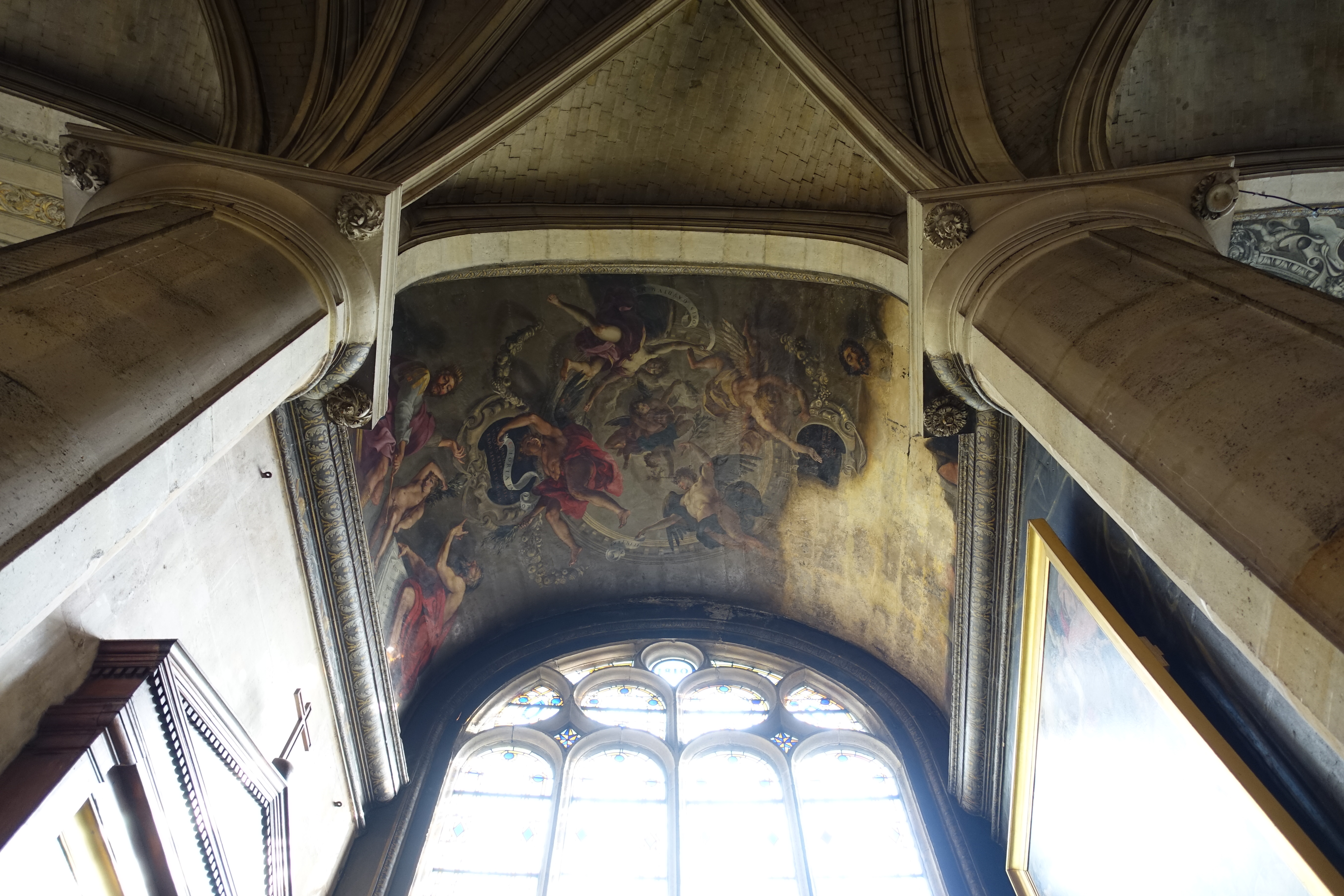
Chapelle no 22, L'annonce de la nativité du Christ par Quentin Varin.

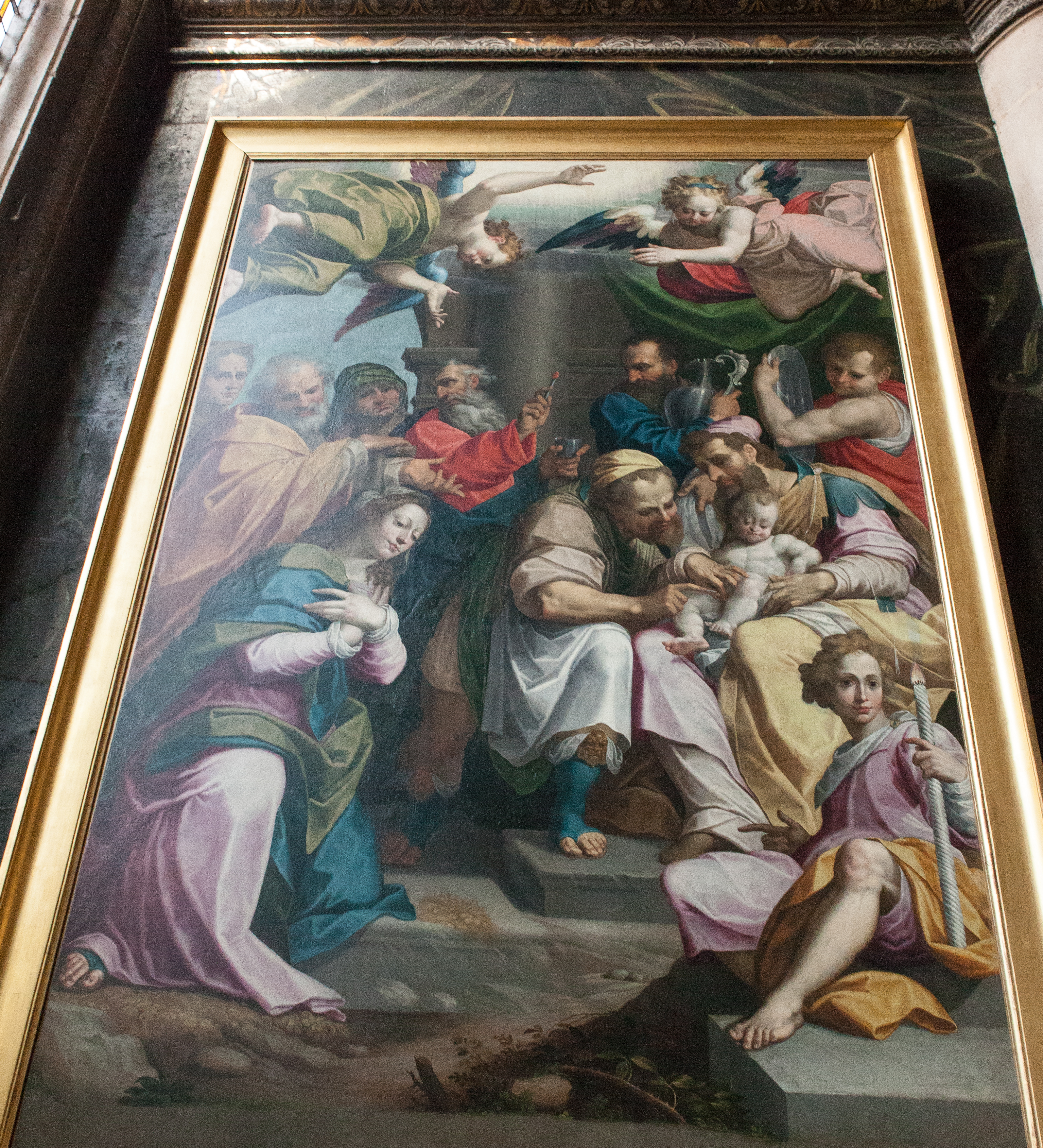
Chapelle no 22, Circoncision

Aujourd'hui chapelle du Sauveur à cause du retable du XVIIe siècle représentant le Christ glorieux, où l'inscription Ego sum via et veritas, et vita court sur la banderole tenue par des anges.
La Circoncision, peinte par Giovanni Battista Trotti, entre 1590 et 1596, dans un cycle de huit tableaux pour l' église d'un couvent de Crémone, fut cédée par le duc de Parme selon les clauses de l'armistice de 1796 puis attribuée en 1811 à l'église Saint-Philippe-du-Roule, et fut installée ici en 1969.
Une plaque de 1903 rend hommage à deux prêtres de la paroisse victimes de la Révolution : Claude Chaudet, l'une du millier de victimes des Massacres de Septembre de 1792 et P.J. Van Clempute, mené à l'échafaud le 13 janvier 1794, pendant la période de la Terreur.
no 23 : autrefois chapelle de la Vierge à cause du thème des peintures murales, mais aussi peut-être par référence au prénom Marie (ou Anne) de l'épouse de l'acquéreur, en 1617 : Méry de Vic, seigneur d'Ermenonville, "ambassadeur du roi es ligues des Suisses et Grisons", futur Garde des sceaux.j

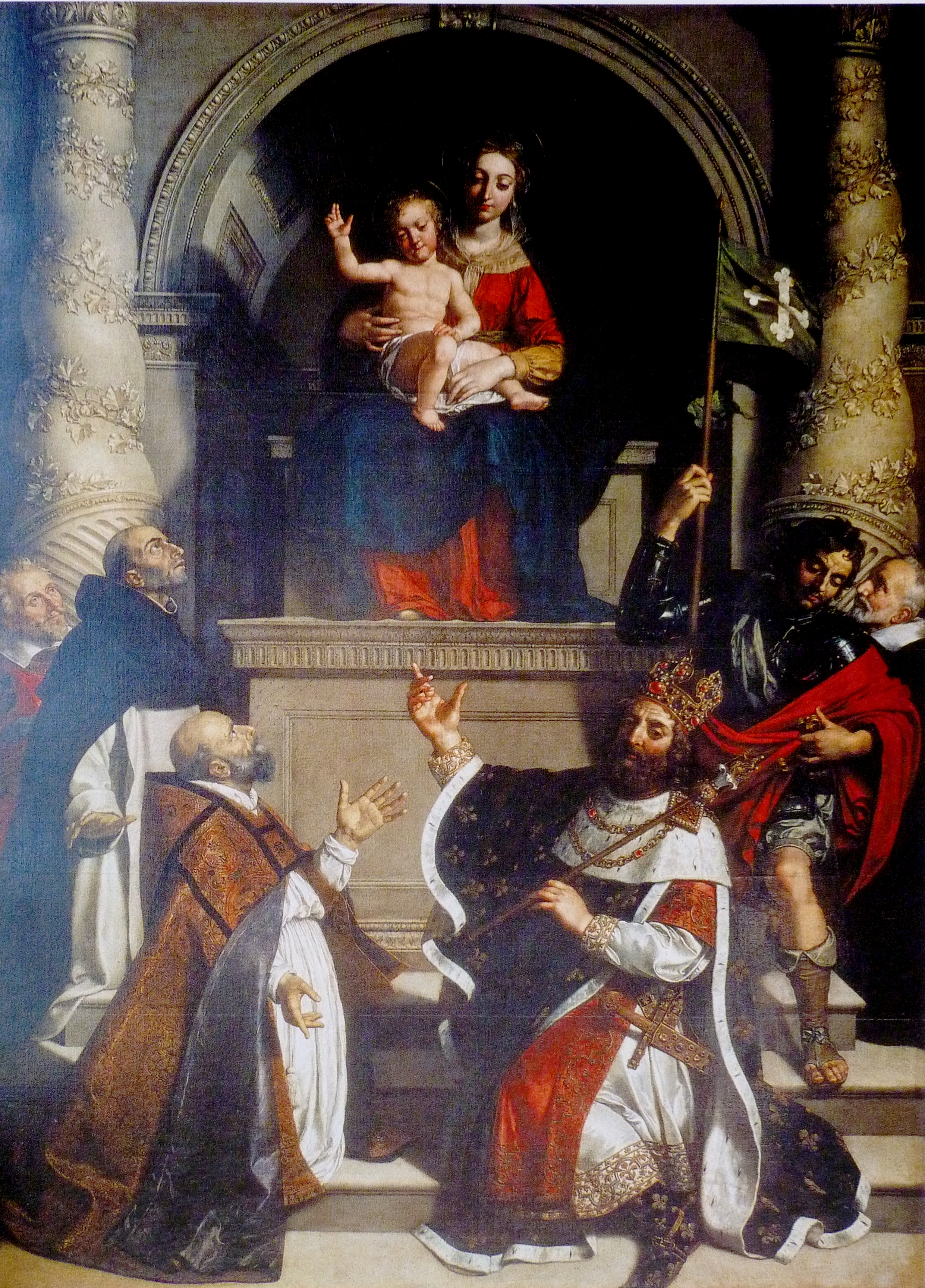
Chapelle no 23, La Vierge de la famille de Vic par Frans Pourbus le Jeune.

Les peintures murales de l'Assomption de la Vierge ont été réalisées entre 1618 et 1622 par Georges Lallemant - le peintre s'y est représenté en autoportrait (plus très visible).
Le retable La Vierge de la famille de Vic, peint entre 1618 et 1621 par Frans Pourbus le Jeune, illustre un syncrétisme des arts flamand, italien et français. Il offre en outre un précieux témoignage des instruments du sacre des rois de France, dont l'épée Joyeuse. Ce tableau est le seul de tous ceux qui ornaient les trente-trois chapelles sous l'Ancien Régime à avoir retrouvé sa destination d'origine. Il a toutefois été accroché sur la paroi de droite alors qu'il avait été conçu pour celle de gauche où se trouvait l'autel, comme le montrent ses parties éclairées. Le regard montait alors de la Vierge du tableau à celle peinte sur la voûte.
Actuelle chapelle Sainte-Anne à cause du groupe sculpté, du début XIXe siècle, représentant L'éducation de la Vierge par sainte Anne. Les anciens guides de visite évoquent aussi un tableau peint à Rome en 1820 sur le même sujet par Jean-Joseph Dassy, mais qui n'est plus en place.
no 24 : autrefois chapelle Saint-Charles-Borromée car acquise en 1616 par Charles Amelot, maître des comptes, et sa femme. Donnant jadis accès à une sacristie aujourd'hui disparue, c'est un débarras où se voient encore, sur la paroi de gauche, la peinture d'un large rideau vert soutenu par deux anges et une devise en latin.
Ici reprend la seconde série de quatre travées (trois chapelles et une porte), construites de 1576 à 1586.
no 25 : chapelle acquise en 1587 par Louis Lefèvre de Caumartin, président au Grand Conseil, et sa femme. Il y fut enterré en janvier 1623. Dite autrefois chapelle de l'Ascension de Notre Seigneur, peut-être à cause du sujet de ses peintures murales disparues. Il existerait un dessin préparatoire de Georges Lallemant destiné à un retable.

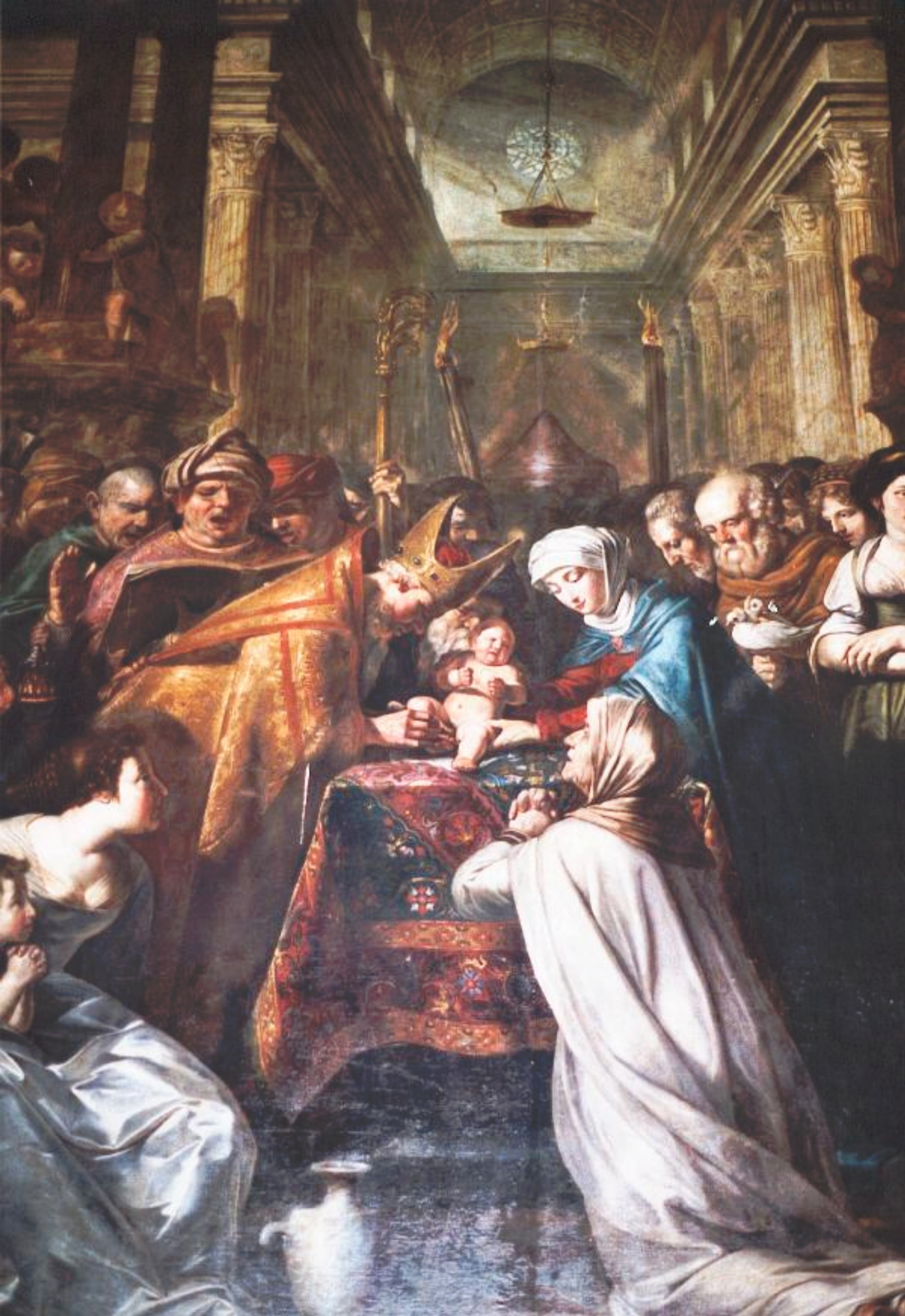
Chapelle no 25, La Circoncision.

On y remarque l'excellente réplique de la Circoncision de la chapelle du collège des Jésuites à Poitiers, peinte par Louis Finson vers 1615. Presque tous les visages, dont un autoportrait, sont placés sur le même plan. Le tableau fut peut-être commandé par le propriétaire de la chapelle suivante.
Rebaptisée chapelle des Saintes Reliques car on y conservait, entre autres, le chef de sainte Hilarie. La conversion de saint Paul est la copie ancienne d'un tableau du Dominiquin datant de 1620-1625.
no 26 : chapelle concédée en 1588 à Jeanne de Boylesve, dame de Persan, veuve de messire Roger de Vaudetard, vidame de Meaux. Elle passa en 1597 à Nicolas Le Prévost, conseiller du Roi et maître des Comptes, puis à André Lefèvre d'Ormesson, qui avait épousé sa fille en 1604. Son appellation de chapelle du Saint-Nom de Jésus (« et lorsque furent accomplis les huit jours pour sa circoncision, il fut appelé du nom de Jésus ») peut provenir de son retable d'origine représentant la Circoncision, peint vers 1615 par Louis Finson et qui aurait été installé ensuite (lors des restaurations du 19e?) dans la chapelle précédente.

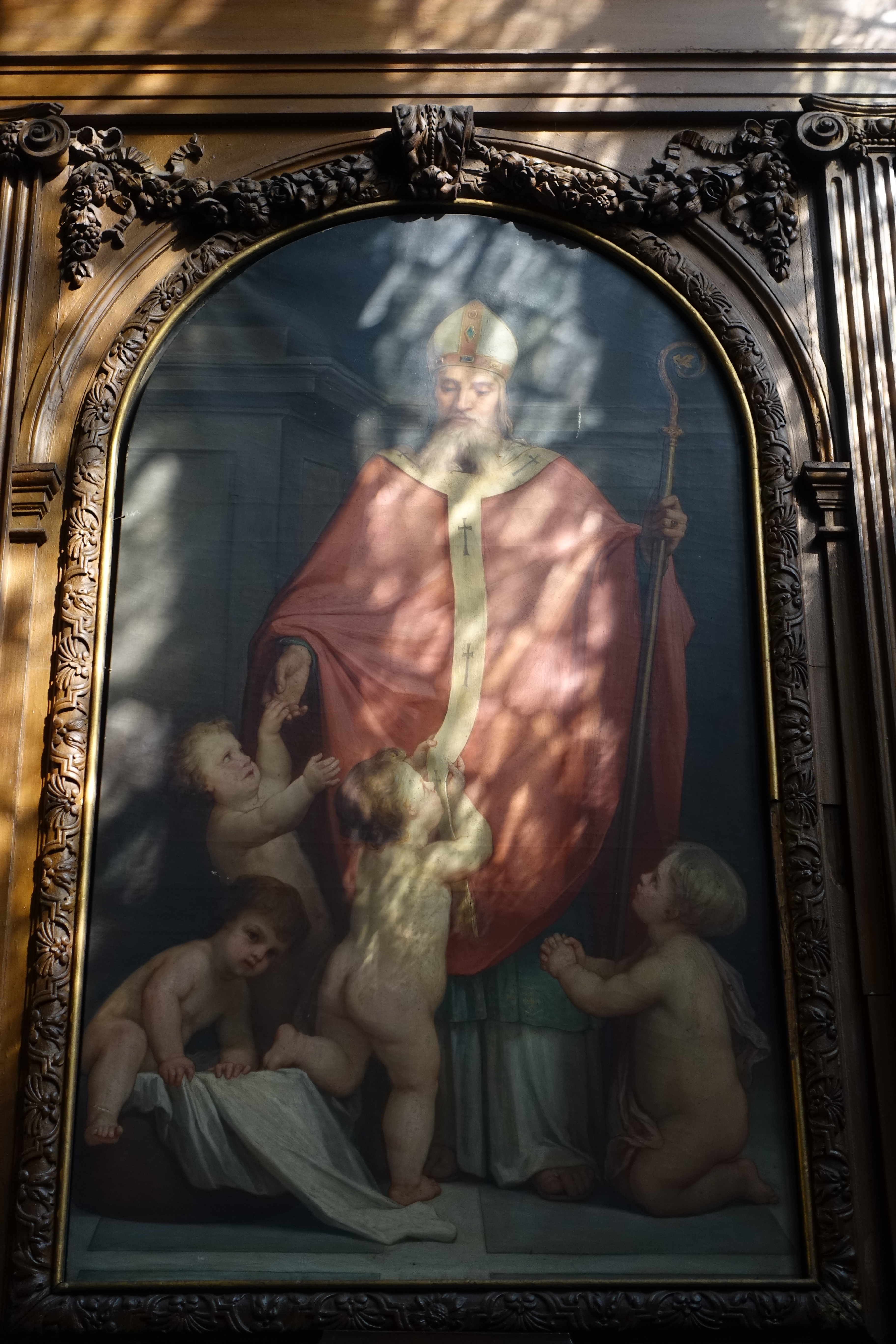
Chapelle no 26, Saint Nicolas et les enfants par Édouard Brongniart.

Elle est devenue chapelle Saint-Nicolas car on y conservait des reliques de l'évêque de Myre (reliquaire du XVIIIe siècle). Le tableau Saint Nicolas et les enfants a été peint en 1821 par Édouard Brongniart.
Jadis attribué à Gaudenzio Ferrari, le Baptême du Christ, d'un anonyme véronais du début 16e, fut saisi à Vienne en 1809 et placé ici en 1811.
no 27 : tambour du portail de 1581.
no 28 : autrefois chapelle de la Résurrection de Notre Seigneur, attribuée en 1587 à François de Vigny, receveur général de la Ville de Paris, seigneur de Villegenis. Avec son père anobli en 1570, il compte au nombre des ancêtres du poète Alfred de Vigny.
Aujourd'hui chapelle Sainte-Geneviève à cause de la Sainte Geneviève lisant et gardant ses moutons peinte en 1744 par Étienne Jeaurat, et provenant de l'église Saint-André-des-Arts. Au-dessus a été encastré un Saint Germain peint en 1841 par Alexandre-Marie Colin. La Sainte Geneviève bénie par saint Germain accompagné de saint Leu a été peinte en 1842-1845 par Joseph Nicolas Jouy.

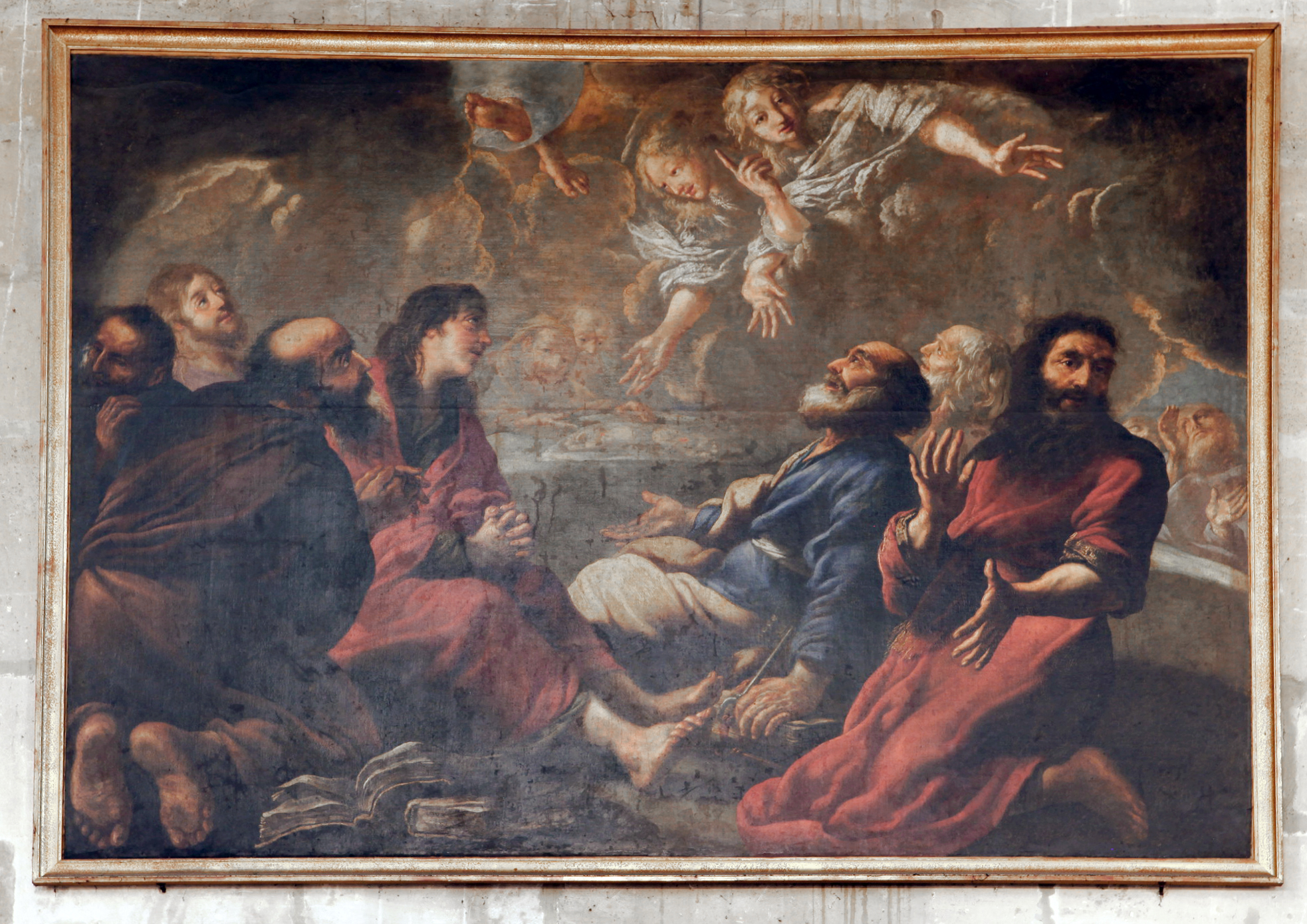
Sur le mur du pilier no 29, Ascension par Claude Vignon.

Ici commence la série des six chapelles probablement construites de 1490 à 1501 (reprises de 1535 à 1546 ?).
no 29 : mur et porte d'accès à l'ancien presbytère, de la fin du XVe mais en partie rebâti de 1590 à 1597.

Sur ce mur est accrochée une Ascension peinte par Claude Vignon, qui s'était établi dans la paroisse de Saint-Nicolas-des-Champs vers 1660 mais sa toile signée est datée 1650 (en bas, à gauche, sur le livre). Elle provient du presbytère de la Madeleine et fut déposée ici dans les années 1970. Dans la partie supérieure de ce format curieusement horizontal mais déjà utilisé par Vignon, n'apparaissent que les pieds du Christ, en une sorte de synecdoque. Représenter les pieds seulement du Christ, voire leur seule trace sur le Mont des Oliviers, lors de son Ascension, est assez habituel.
no 30 : chapelle concédée en 1573 à Raoul Moreau, sieur du Tronchay (ancien nom du château de Thoiry, Yvelines) et trésorier de l'Epargne. Elle appartient  ensuite à sa fille Charlotte (épouse  de Claude Garrault, seigneur de Belle-Assise, près de Lagny-sur-Marne, et conseiller du Roi) qui la transmet à sa fille Marie-Magdelaine de Castille, seconde épouse de Nicolas Fouquet, chevalier, vicomte de Melun et de Vaux, Ministre d'État, surintendant des finances et procureur général du roi.

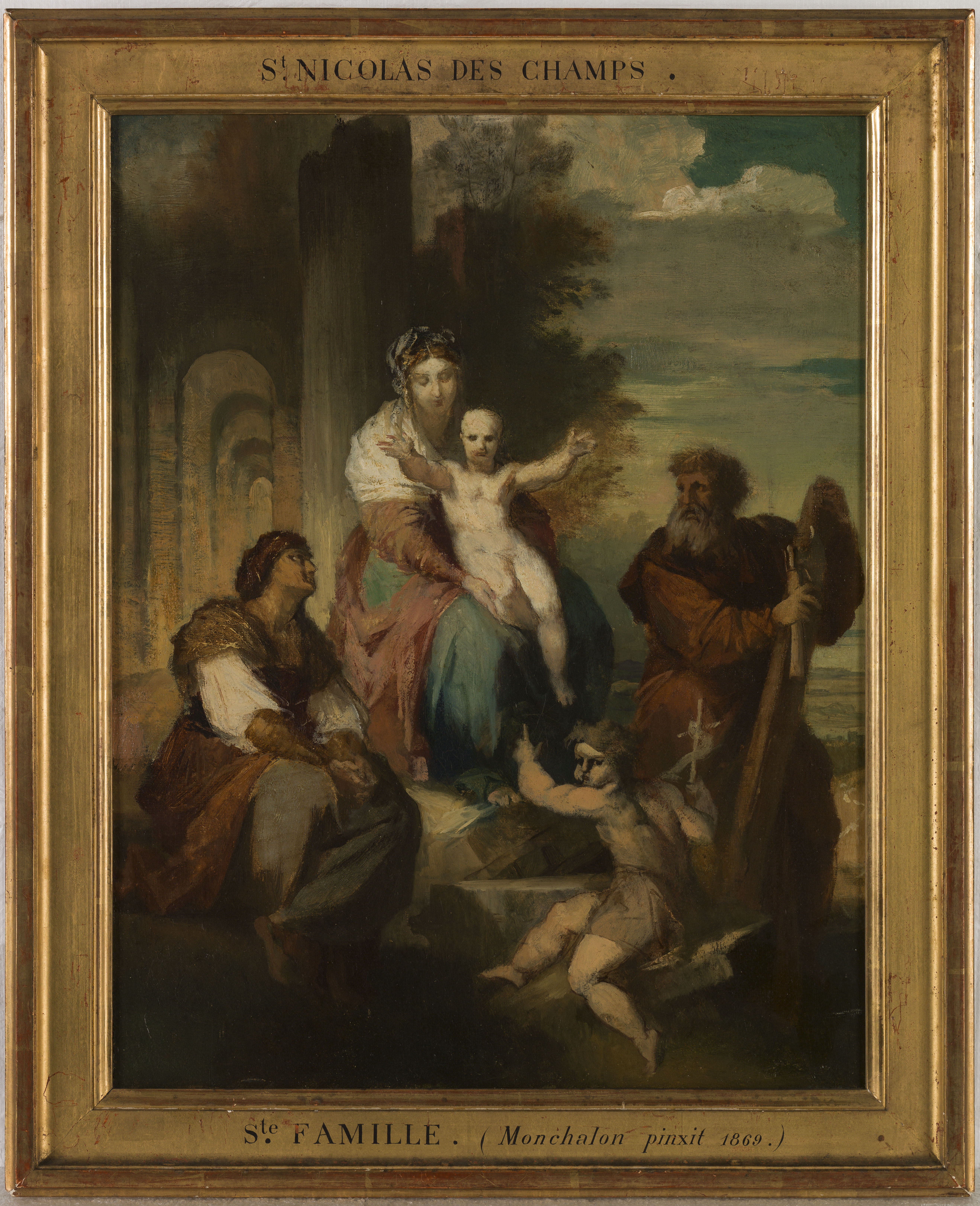
Chapelle n° 30, esquisse du tableau de Monchablon.

Ancienne chapelle Sainte-Croix, la chapelle actuelle Saint-Joseph s'orne d'un retable de 1877 comprenant une statue du saint en bois (par Charles Colet) et, à droite, d'une Sainte Famille peinte en 1869-1875 par Xavier-Alphonse Monchablon.
no 31 : autrefois chapelle Saint-Jean-et-Saint-Jacques car concédée en 1603 à noble homme Jean-Jacques de Mesmes, sieur de Roissy en France, maître des requêtes, à sa femme, enfants et postérité (…), au lieu où était la grande porte qu'il fallait boucher. Cette grande porte était celle utilisée avant l' agrandissement de l'édifice de 1576-1586 et la création du portail Renaissance de 1581. Cette modification explique le fenestrage inexistant, contrairement aux chapelles mitoyennes, et la bordure de vitraux décoratifs.
Au sol, huit épitaphes de la famille Labriffe, dont seule est ancienne celle d'Arnauld II de Labriffe, mort en 1700. Par erreur, elles ont été rétablies ici au lieu de l'être dans la chapelle suivante.
Le tableau Jésus agonisant au jardin des olives a été peint en 1824 par Georges Rouget. Il a probablement été déplacé de la chapelle suivante n°32, dite des Agonisants.
Aujourd'hui chapelle des Âmes du Purgatoire à cause du tableau offert par le curé Frasey vers 1830 où Saint Grégoire le Grand et saint Vital intercèdent auprès de la Vierge pour les âmes du purgatoire. C'est la copie d'une œuvre de Sebastiano Ricci conservée à l'église Saint-Gervais-Saint-Protais.
La statue de sainte Rita a été sculptée en 1948 par Pascal Boureille. 
no 32 : autrefois, chapelle Sainte-Catherine et Sainte-Geneviève, concédée hors-œuvre, avant 1490, au marguillier Robert de Guetteville, conseiller lai du Roy au Parlement (son meuble héraldique, assez peu courant, représente une chausse-trape). La chapelle passa par mariage à la famille de François de Saint-André, président à mortier du Parlement de Paris, qui offrit en 1564 une verrière historiée avecques les armoiries destinée à la nef. Elle fut ensuite concédée à Louis Guibert de Bussy, marguillier de 1583 à 1585, qui acquit en 1616 la chapelle neuve no 20. En 1654, elle passa à noble homme Jean de la Briffe, trésorier général de France à Montpellier, père du procureur général Arnaud II de Labriffe dépeint par Saint-Simon.
En 1841, "le grand dais processionnel du XVIIIe siècle brodé en or y est déposé, avec le candélabre pascal en cuivre battu qui a près de trois mètres de hauteur". Ce chandelier, lui aussi du XVIIIe siècle, se trouve aujourd'hui dans le sanctuaire.
Actuellement, chapelle des Agonisants, probablement à cause du tableau de Rouget de 1824 qui se trouve maintenant dans la chapelle précédente. Elle est ornée d'un Christ portant sa croix peint en 1827 par Amable-Paul Coutan et d'une Cène anonyme du XVIIe siècle dont une copie de 1760 se trouve dans une église d'Auvergne.
no 33 : la chapelle fut peut-être, à l'origine, celle de la confrérie des charpentiers, d'où l'appellation de chapelle Saint-Joseph. Elle fut acquise en 1598 par Jean Habert, conseiller du Roi et trésorier général, qui y fut inhumé en 1639 ("on admirait un squelette en marbre blanc sur le tombeau"). Elle appartient toujours à la famille en 1699 mais Henri-Louis Habert de Montmor avait sans doute acquis aussi, dans le déambulatoire nord, une chapelle plus grande qui s'était libérée (no 16).
Aujourd'hui, chapelle Sainte-Thérèse-de-l'enfant-Jésus (statue en plâtre). Elle abrite Le Sacre de saint Augustin, toile portant la signature d'Olivet, sur la première marche, à gauche. Il s'agit de Jean Hilaire d'Olivet, danseur et peintre du Roy. Cette toile faisait partie du cycle commandé, vers 1703, à six artistes pour le réfectoire du couvent des Augustins déchaussés. Envahie de moisissures, elle a été restaurée en 1996-1999.
no 34 : ancienne chapelle Saint-Clair, ré-acquise en 1625 par la confrérie des maîtres vuidangeurs des basses œuvres; elle est alors dite en leur possession depuis longtemps. D'autres métiers, tels les verriers-bouteillers, les lunetiers, les cureurs de puits ou les lanterniers, se plaçaient également sous le patronage de Saint Clair car ils contribuaient à faire venir la clarté. En 1778, on écrivait  à propos de l'asphyxie qui menaçait les vidangeurs : La vidange des fosses est encore, pour les ouvriers que la misère a dévoués à cet affreux service, la source d'accidents que l’humanité ne peut voir indifféremment.
La chapelle des Fonts baptismaux, située en première travée du premier collatéral sud, contient une cuve en marbre rouge datée 1648. On y voit aussi une grande plaque commémorative de l'action pour la paroisse du magistrat Alexandre-Silvain Javon, mort en 1843.
À localiser : Saint François d'Assise attribué à un anonyme bolonais du milieu du XVIe.

#### Les orgues

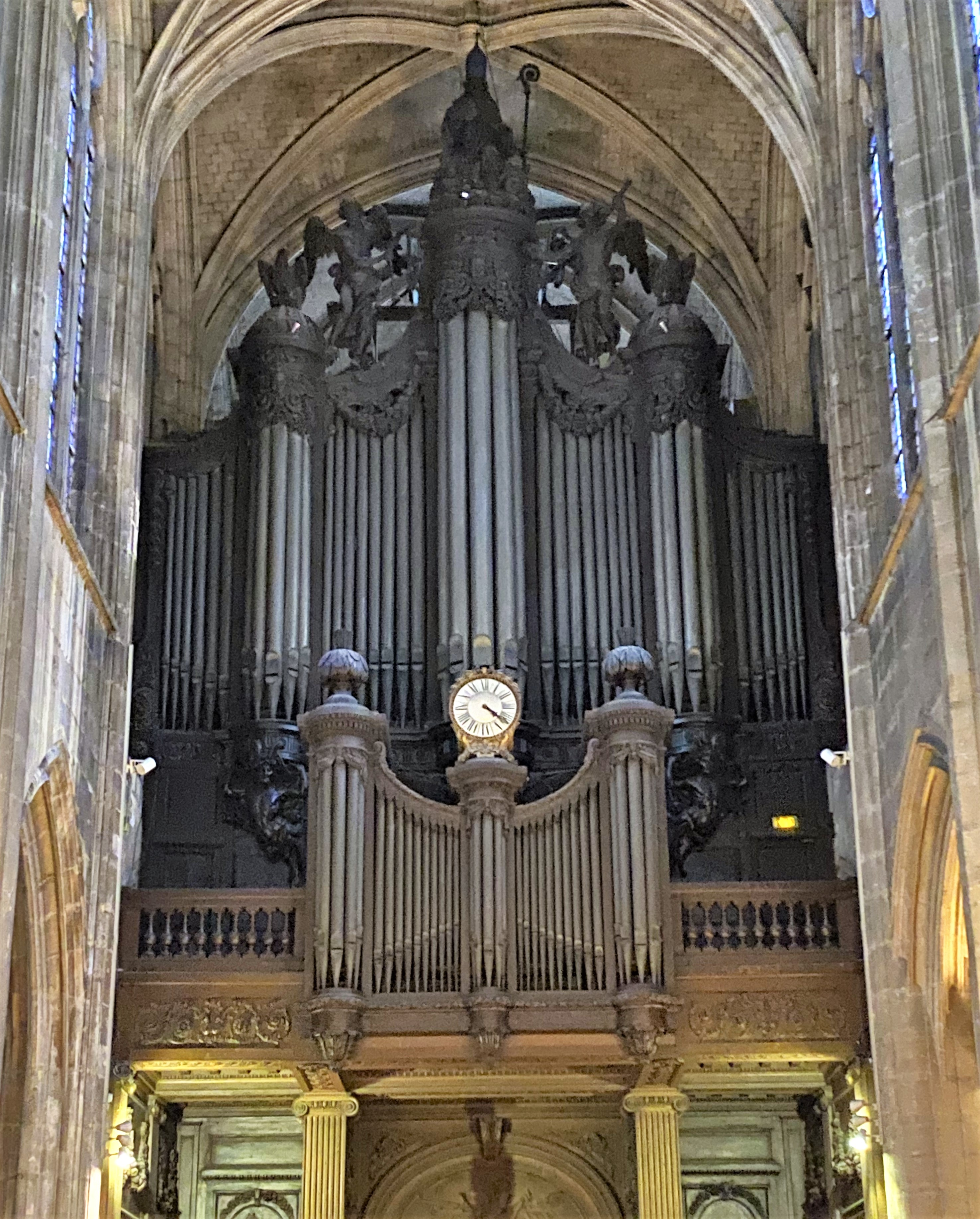
Grand orgue de Clicquot.

L'église Saint-Nicolas-des-Champs a été équipée d'orgues dès 1418,.
Certains éléments du grand orgue de 1571 ont peut-être été conservés mais l'essentiel du buffet actuel a été reconstruit en 1632-1636 par Guillaume Noyer, maître-menuisier. Il comporte saint Nicolas bénissant et deux grands anges musiciens, qui répondent à ceux du retable du maître-autel ; deux aigles ; deux atlantes ; des guirlandes et lambrequins ; des têtes d’ange. L'organier qui fut alors choisi est le célèbre Crépin Carlier. Alors âgé, il confia les deux ans de garantie à son élève Pierre Thierry, paroissien de Saint-Nicolas et restaurateur de l'orgue du prieuré.

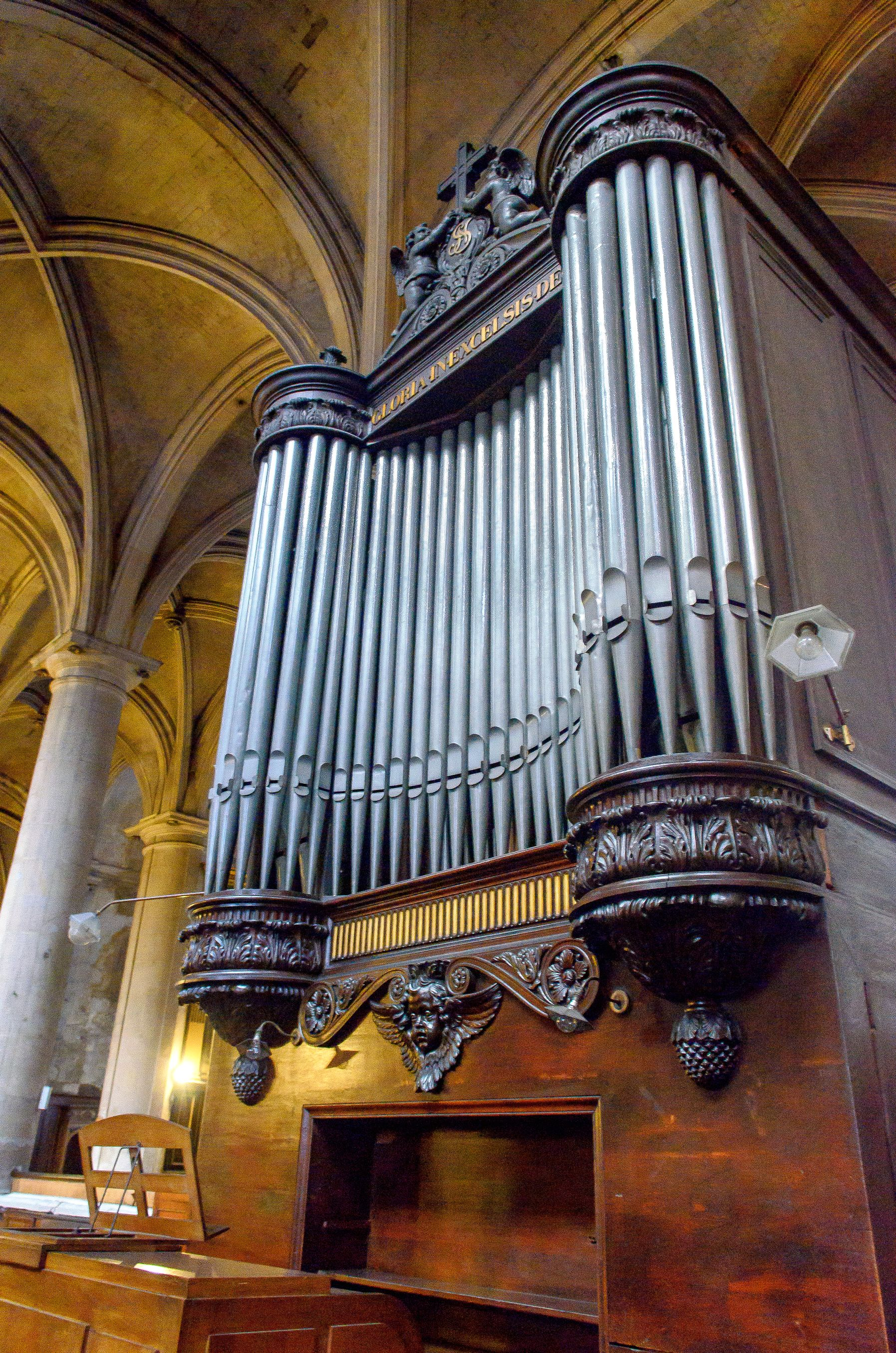
Orgue de chœur de John Abbey.

En 1688, l'orgue tombait en ruine : outre cela, la poussière et l'ordure a engendré des rats en très grande quanttité qui sont monstrueusement gros qui peuvent ronger les tuyaux comme ils ont fait en plusieurs églises.
De 1772 à 1777, la tuyauterie fut refaite entièrement par le célèbre facteur François-Henri Clicquot. Lorsqu'il fut essayé, il y eut un concours si prodigieux d'auditeurs qu'on avait été obligé de poser des gardes pour empêcher le tumulte et maintenir la circulation dans l'église. L'orgue est le plus volumineux et le plus étendu qu'on connaisse encore. Il est remarquable aussi par sa tribune de 1774-1775, en beau bois de chêne d'Hollande, choisi et d'élite.
De 1927 à 1930, le facteur Victor Gonzalez lui appliqua avec succès les progrès de la technique moderne mais l'orgue de Saint-Nicolas-des-Champs demeure un des témoins les plus authentiques de l'art de Clicquot avec Saint-Gervais à Paris, Souvigny et la cathédrale de Poitiers.
Ces grandes orgues se sont tues en 2018, en attendant une restauration programmée par la Ville de Paris.
L'orgue de chœur dit d'accompagnement, construit par John Abbey en 1845, est l'un des tout premiers installés à Paris.

#### Composition du grand orgue
| Positif 56 notes       |
| Montre 8'              |
| Bourdon 8'             |
| 1er dessus de Flûte 8' |
| 2d dessus de Flûte 8'  |
| Prestant 4'            |
| Nasard 2' 2/3          |
| Doublette 2'           |
| Tierce 1' 3/5          |
| Cornet V               |
| Plein-jeu III          |
| Dessus de hautbois 8'  |
| Cromorne 8'            |
| Trompette 8'           |
| Clairon 4'             |

| Grand-orgue 56 notes |
| Montre 16'           |
| Bourdon 16'          |
| Montre 8'            |
| Dessus de Flûte 8'   |
| Bourdon flûte 8'     |
| Gros nasard 5' 1/3   |
| Prestant 4'          |
| Grosse tierce 3' 1/5 |
| Nasard 2' 2/3        |
| Quarte de nasard 2'  |
| Tierce 1' 3/5        |
| Cornet V             |
| Plein-jeu IV         |
| 1re Trompette 8'     |
| 2e Trompette 8'      |
| Voix humaine 8'      |
| Clairon 4'           |

| Récit 56 notes  |
| Bourdon 8'      |
| Flûte 8'        |
| Dulciane 8'     |
| Voix céleste 8' |
| Flûte 4'        |
| Flageolet 2'    |
| Plein-jeu V     |
| Cornet IV       |
| Bombarde 16'    |
| Trompette 8'    |
| Hautbois 8'     |
| Clairon 4'      |

| Bombarde 56 notes        |
| Bombarde 16'             |
| Trompette de bombarde 8' |

| Écho 56 notes |
| Bourdon 8'    |
| Flûte 8'      |
| Trompette 8'  |

| k            |
| Soubasse 16' |
| Flûte 16'    |
| Bourdon 8'   |
| Flûte 8'     |
| Flûte 4'     |
| Gambe 4'     |
| Bombarde 16' |
| Trompette 8' |
| Clairon 4'   |

##### Organistes
- 1568 : Jehan Moreau[135].
- 1571-1574 : Denis Charruau, également "juré vendeur de vins"[136].
- 1615-1643 : Pierre Richard[137] - en alternance à Saint-Jean-en-Grève.
- 1627-1632 : Didier (Le) Mercier[138].
- 1633 : Nicolas Métru.
- 1643 : Émery Monnard[139].
- 1647 : Guillaume Courrier.
- 1650 : Étienne Richard.
- 1652-1701 : Nicolas Gigault.
- 1701-1756 : Anne-Joachim Gigault[140].
- 1770 v. : Claude Balbastre et Nicolas Séjan.
- 1773-1783 : Claude-Étienne Luce[141].
- 1783-1806 : Philippe Antoine Desprez. En 1793, il mit à la disposition des chefs du club maratiste ses talens incontestés pour toucher sur cet instrument les airs chéris de la démagogie et accompagner le chant de la Marseillaise. Sa proposition fut acceptée et l'orgue fut sauvé[6].
- 1806-1808 : Pierre Lecourt.
- 1808-1815 : Eloy Nicolas Miroir.
- 1808-1834 : Jean Nicolas Marrigues.
- 1834-1839 : Louis Braille, inventeur du système d'écriture tactile pour les aveugles.
- 1839-1842 : Paul Charreire.
- 1842-1854 : Édouard Batiste.
- 1854-1856 : Xavier Wackenthaler.
- 1857-18XX : Pierre dit Jules Faubert (1828-1912), également maître de chapelle jusqu'en 1893, compositeur et enseignant, 2e second grand prix de Rome de composition musicale en 1857.
- après 1871 : Arnold Lemaître.
- 1892-1893 : Charles Quef.
- 1898 : Félix Fourdrain, âgé de 17 ans, exécute la première de son œuvre La messe de Saint Nicolas.
- 1898-1946 : Charles Derepas.
- 1947-1954 : Line Zilgien.
- 1954-1972 : Michel Chapuis.
- 1972-1995 : Jean Boyer.
- de 1995 à 2018  : Vincent Genvrin.
- depuis 2005 : François Ménissier.

## Animation religieuse de la paroisse
L'animation de la paroisse est confiée depuis 1992 à la communauté de l'Emmanuel.
L'église Saint-Nicolas-des-Champs propose chaque jeudi à 18 h 30, une prière pour ceux qui souffrent, appelée « prière pour les malades ». De nombreux témoignages de guérisons ont été recueillis.